# Ambigramme

Le mot ambigramme redevient lui-même après rotation.

Un ambigramme est une représentation graphique d'un mot (ou d'un groupe de mots) dont la forme permet une double lecture,,.
Le terme a été inventé par Douglas Hofstadter, en 1983.
Le plus souvent, les ambigrammes ont la forme de mots visuellement symétriques. Lorsqu'ils sont retournés, ces objets calligraphiques restent inchangés, ou se métamorphosent pour révéler une nouvelle signification.
Les ambigrammes pivotant d'un demi-tour subissent une symétrie centrale (rotation de 180°) et peuvent être lus à l'envers ; les ambigrammes miroirs possèdent une symétrie axiale et peuvent être déchiffrés à travers une surface réfléchissante, comme un miroir ou un lac ; et bien d'autres types d'ambigrammes existent.
Ils apparaissent dans différentes langues, divers alphabets, et la notion s'étend même aux nombres et autres symboles. C'est un concept interdisciplinaire, combinant l'art visuel, la littérature, les mathématiques, la cognition et les illusions d'optique.
Dessiner des mots symétriques représente aussi une activité récréative pour certains amateurs. De nombreux logos ambigrammes sont devenus célèbres et les tatouages ambigrammes gagnent en popularité.
Il existe des méthodes pour concevoir un ambigramme, domaine dans lequel certains artistes sont devenus spécialistes.

## Étymologie

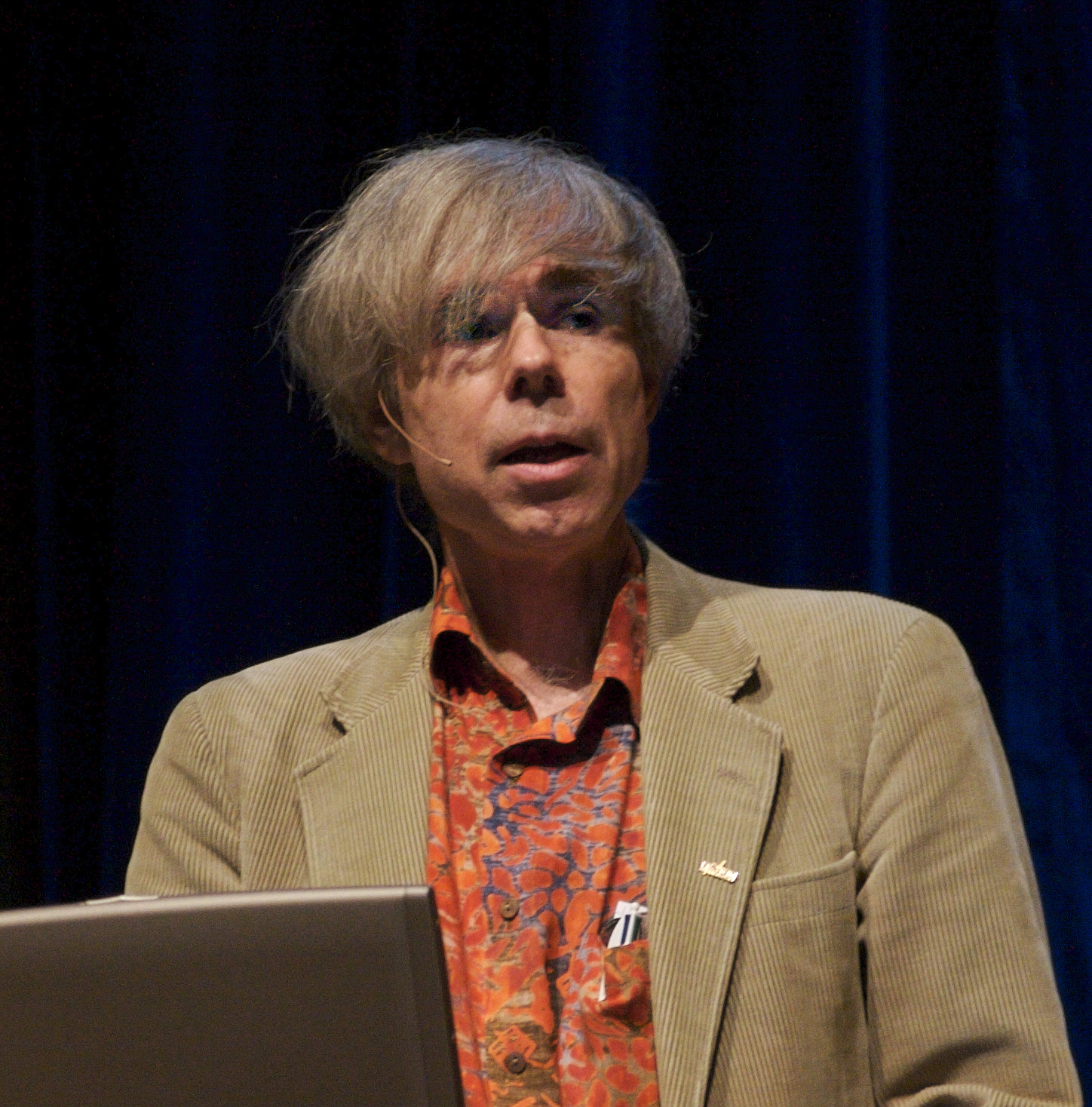
Douglas Hofstadter, inventeur du concept ambigramme.

Le mot ambigramme a été inventé en 1983 par Douglas Hofstadter, universitaire américain en sciences cognitives, auteur lauréat du prix Pulitzer pour son ouvrage Gödel, Escher, Bach : Les Brins d'une Guirlande Éternelle,,,.
Il s'agit d'un néologisme composé du préfixe latin ambi- (« les deux ») et du suffixe grec -gramme (« écrit »).
Hofstadter considère les ambigrammes comme des dessins calligraphiques qui parviennent à se glisser dans deux lectures différentes.
L'objectif est d'imprégner une seule forme écrite d'ambiguïté,.
Selon l'auteur, un ambigramme est un jeu de mots visuel d'un genre particulier : un dessin calligraphique ayant deux ou plusieurs interprétations (claires) en tant que mots écrits. L'on peut volontairement faire des allers-retours entre les lectures rivales, généralement en changeant son point de vue physique (en déplaçant le design d'une manière ou d'une autre), mais parfois aussi en modifiant simplement son biais perceptuel (en cliquant sur un interrupteur mental interne, pour ainsi dire). Parfois les lectures exprimeront des choses identiques, parfois elles exprimeront des choses différentes.
Avant la terminologie de Hofstadter, d'autres noms étaient utilisés pour désigner les ambigrammes, notamment, les expressions « palindromes verticaux » par Georges Perec, et Dmitri Borgmann (en) (1965), « inversions » (1980) par Scott Kim,, ou simplement « mots à l'envers » par John Langdon (en).

## Histoire

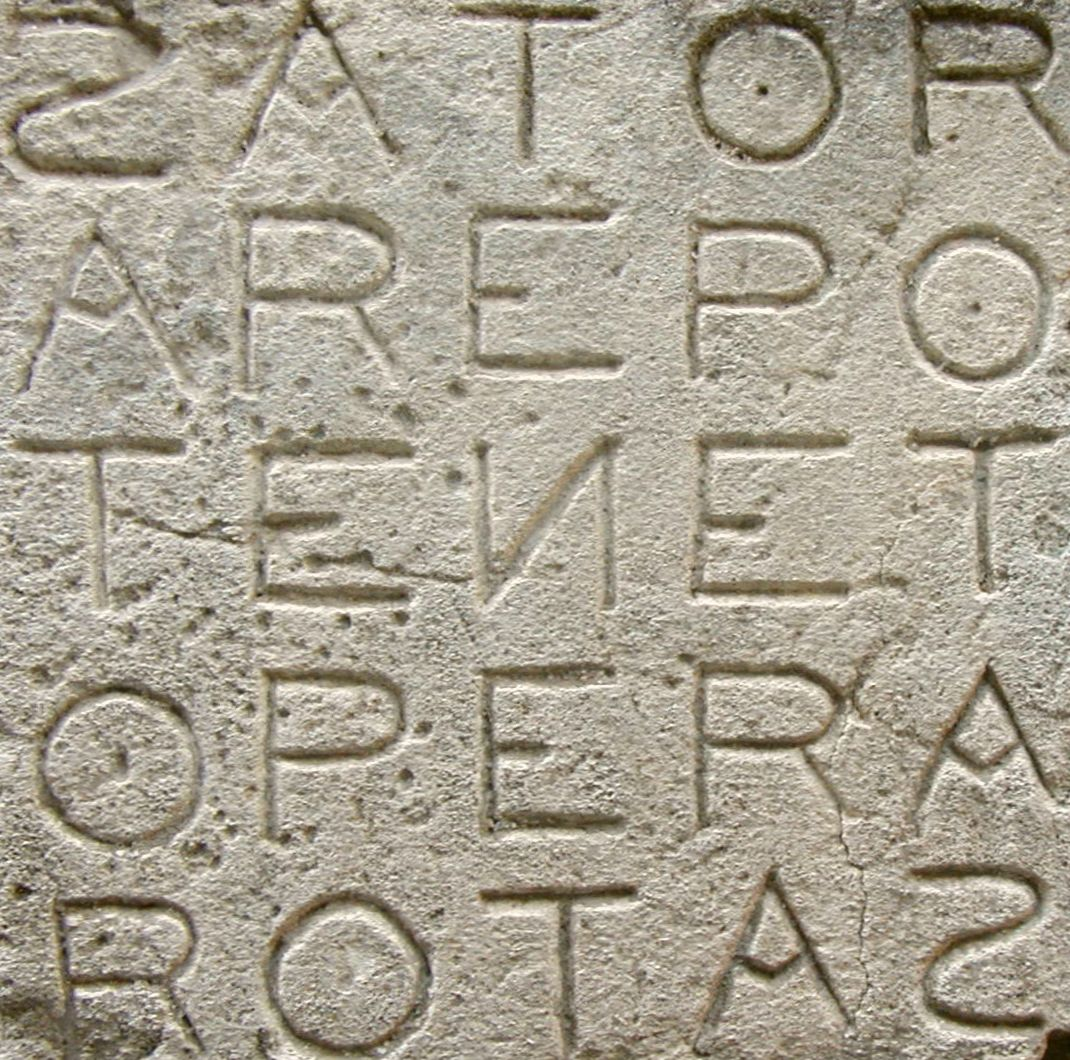
Carré Sator (carré magique et palindrome) calligraphié avec les lettres S et N inversées.

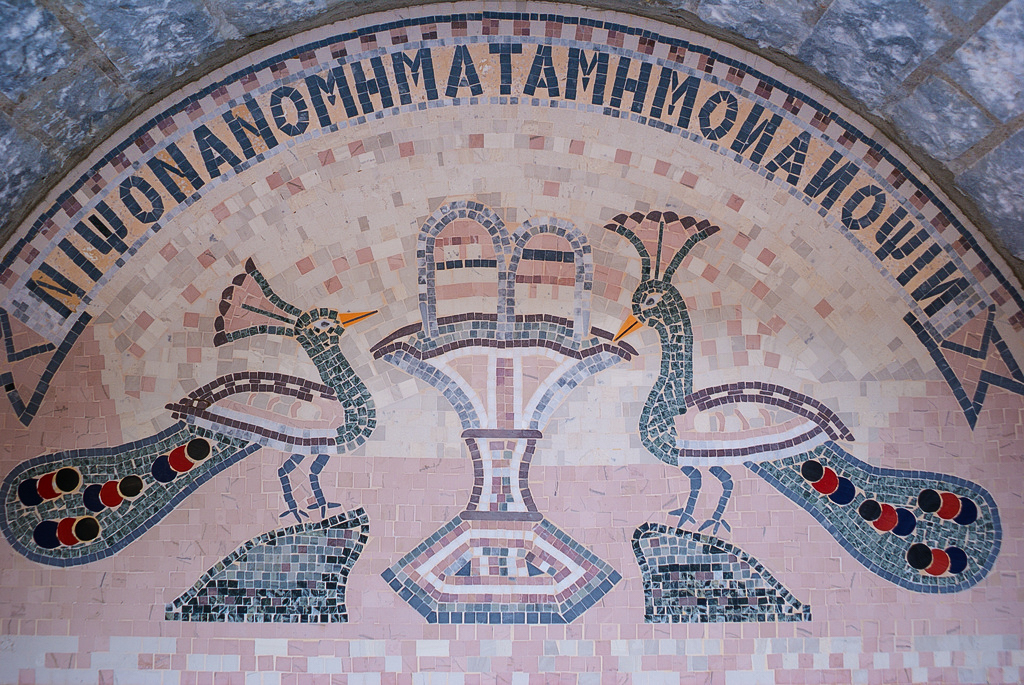
Ambigramme miroir ΝΙΨΟΝ ΑΝΟΜΗΜΑΤΑ ΜΗ ΜΟΝΑΝ ΟΨΙΝ (Lavez vos péchés et pas seulement votre visage) inscrit en grec ancien au-dessus d'une fontaine d'eau bénite au monastère de Panayia Malevi.

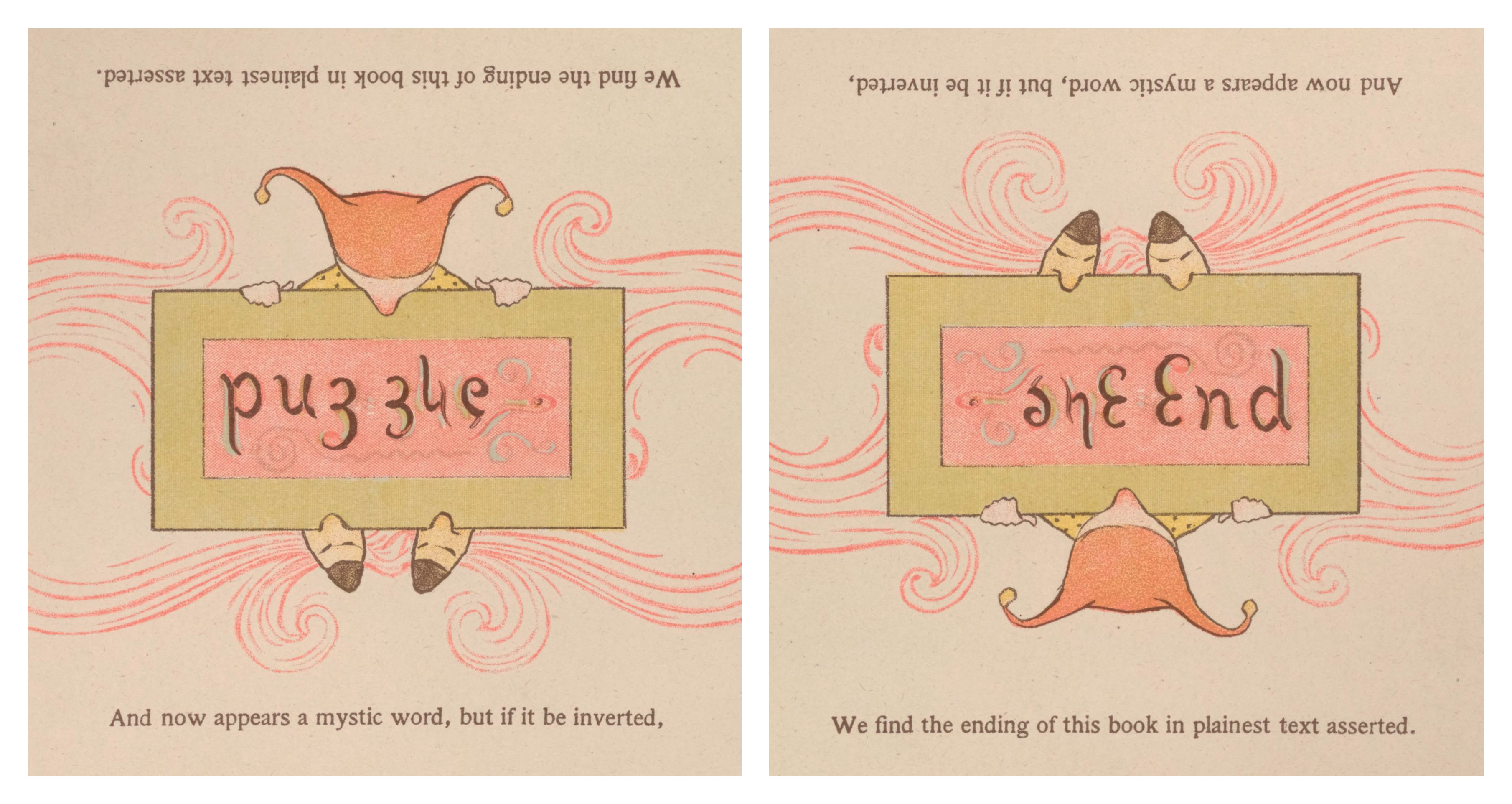
Ambigramme rotationnel Puzzle / the end par Peter Newell dans son ouvrage Topsys and turvys, 1893.

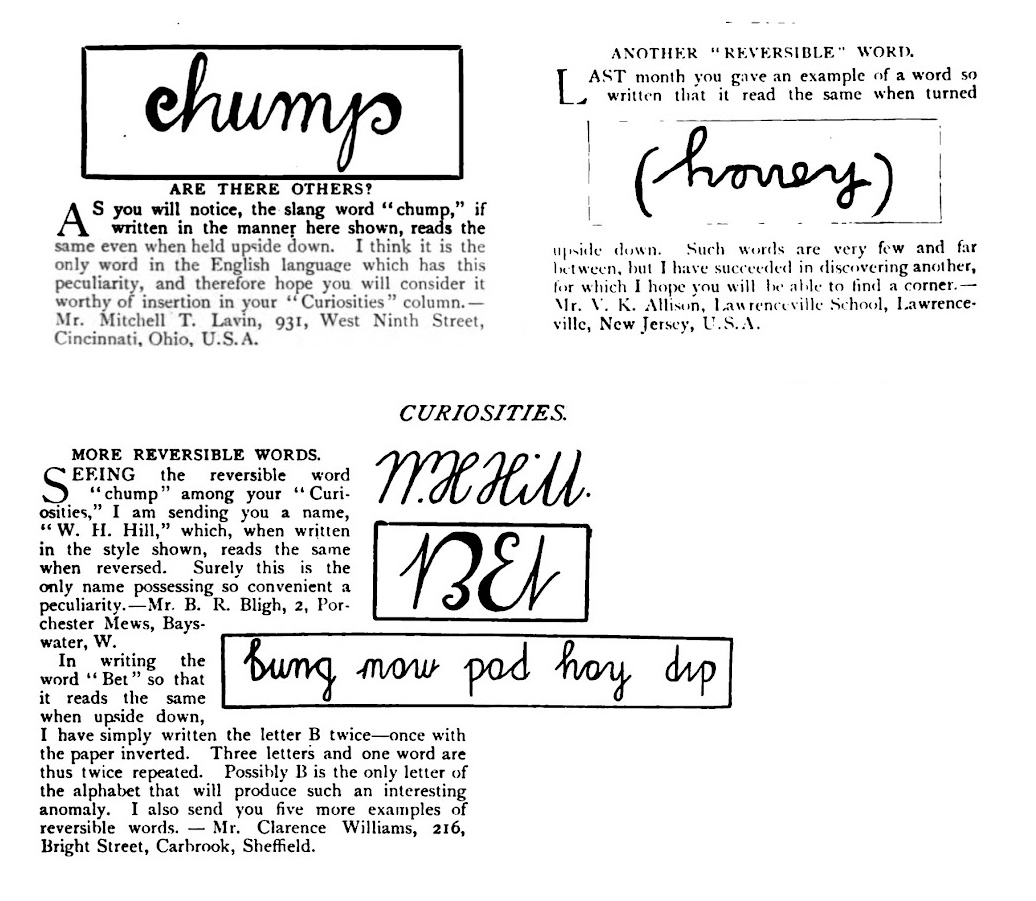
Ambigrammes en anglais publiés dans The Strand Magazine en juin 1908.

De nombreux ambigrammes peuvent être assimilés à des palindromes graphiques. Bien qu'il ne s'agisse pas à proprement parler d'ambigramme, le premier carré Sator (carré magique et palindrome) a été observé dans les ruines de Pompéi, ce qui signifie qu'il a été créé avant 79 apr. J.-C.. Un carré Sator utilisant l'écriture spéculaire pour la représentation des lettres S et N a été sculpté dans un mur de pierre à Oppède en France entre l'Empire romain et le Moyen Âge,, générant ainsi une œuvre constituée de 25 lettres et 8 caractères différents, 3 symétriques naturellement (A, T, O), 3 autres déchiffrables de gauche à droite (R, P, E), et 2 autres de droite à gauche (S, N, à la manière du B inversé dans le logo d'AᗺBA). Cette gravure est donc lisible de gauche à droite, de haut en bas, de bas en haut et, potentiellement, à travers un miroir.
Malgré la récence du terme, l'existence d'ambigrammes miroirs est attestée depuis au moins le premier millénaire. Ce sont généralement des palindromes stylisés pour être visuellement symétriques.
En grec ancien, la phrase « νιψον ανομηματα μη μοναν οψιν » (Lavez vos péchés et pas seulement votre visage), est un palindrome rencontré en plusieurs endroits, y compris sur le site de l'église Sainte-Sophie en Turquie,. Ce texte est parfois transformé en ambigramme miroir lorsqu'il est écrit en majuscules avec la suppression des espaces et la stylisation de la lettre N (Ͷ).
Le boustrophédon est un type de texte bidirectionnel que l'on peut voir dans certains manuscrits anciens. Toutes les lignes d'écriture sont inversées successivement, avec des lettres calligraphiées à l'envers. Plutôt que d'aller de gauche à droite comme dans les langues européennes modernes, ou de droite à gauche comme en arabe et en hébreu, les lignes alternées du boustrophédon doivent être lues dans des directions opposées. Chaque caractère est retourné individuellement comme dans un miroir. C'était une manière courante d'écrire dans la pierre en Grèce antique.
En rongorongo, le sens de lecture est en « boustrophédon inversé », c'est-à-dire que les signes sont alignés une ligne à l'endroit, une ligne à l'envers. Ces systèmes d'écriture à double sens révèlent que les ambigrammes modernes peuvent avoir des origines assez anciennes, avec une composante intuitive dans certains esprits.
L'écriture en miroir dans la calligraphie islamique a prospéré au début de la période moderne, et ses origines peuvent remonter aux inscriptions en reflet préislamiques gravées sur pierre dans le Hedjaz.
Certains mots de type rotationnel apparaissent à la fin du XIXe siècle, avec la possibilité technique de reproduire des écritures « dessinées » dans la presse et l'édition. En 1893, l'illustrateur américain Peter Newell publie un recueil de dessins réversibles qui, selon le sens où ils sont regardés, offrent des images différentes : Topsys and Turvys. À la dernière page, l'inscription « Puzzle » peut être lue à l'envers « The end ». Dans le second volume publié en 1902, une astuce typographique permet de convertir « The end » en « Puzzle 2 ».
En 1903, Gustave Verbeck crée The Upside-Downs of Little Lady Lovekins and Old Man Muffaroo, une soixantaine de bandes dessinées où, pour savoir la suite, il faut tourner la page de dessins à l'envers, le texte étant typographié dans les deux sens. Quelques cases de ce livre contiennent des phrases ambigrammes intégrées au centre de l'illustration.
De juin à septembre 1908, le journal britannique The Strand publie parmi ses Curiosités des ambigrammes de différents auteurs, généralement envoyés par des lecteurs. À cette époque, on considère qu’il s’agit de particularités propres à certains mots et on n’essaie pas encore de « forcer » la création d'ambigrammes en manipulant la graphie.
En 1968, le designer Raymond Loewy crée le logo New Man,, qui tire parti de la réversibilité naturelle des lettres N, m/w, a/e.
Puis, à partir des années 1970 apparaissent de nombreux logos ambigrammes.
Les artistes américains John Langdon (en) et Scott Kim, chacun de leur côté, travaillent sur l’ambigramme en pensant explorer un domaine nouveau, ce qui est vrai dans une certaine mesure. Douglas Hofstadter mène une réflexion approfondie sur le sujet, et c’est d’ailleurs à la suite de discussions avec ses amis qu’il forge le concept.
En mars 2011, le dictionnaire anglais de référence, l'Oxford English Dictionary, intègre « ambigram » dans sa base,.
Le dictionnaire Merriam-Webster met à jour la sienne en septembre 2020, et, la même année, « ambigramme » possède sa définition dans le dictionnaire Cordial.
En novembre 2022, le Scrabble ajoute « ambigram » à sa liste de mots valides pour le jeu,,.

## Caractéristiques

### Ambigrammes naturels

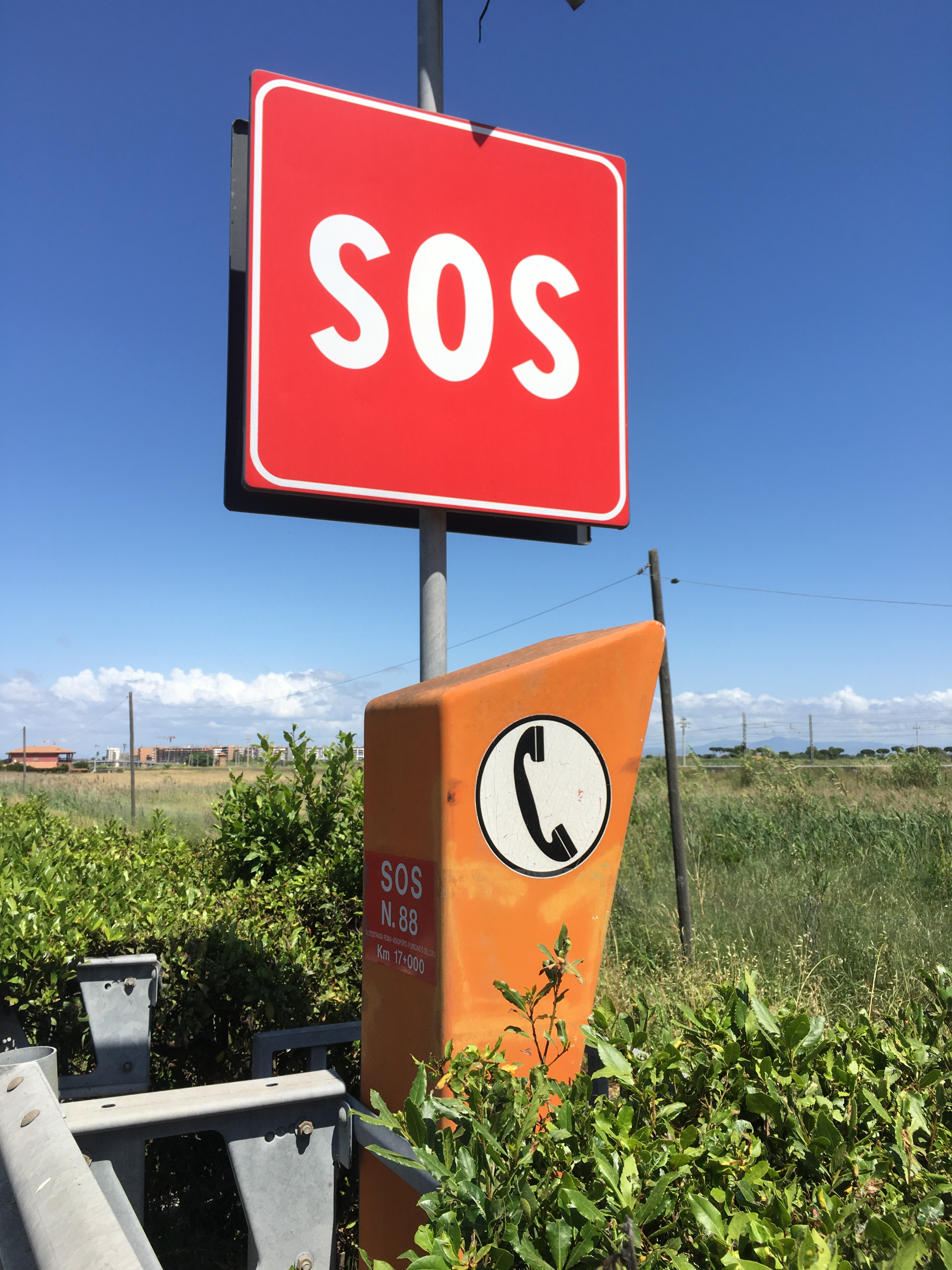
Le signal de détresse SOS est un ambigramme pivotant naturel.

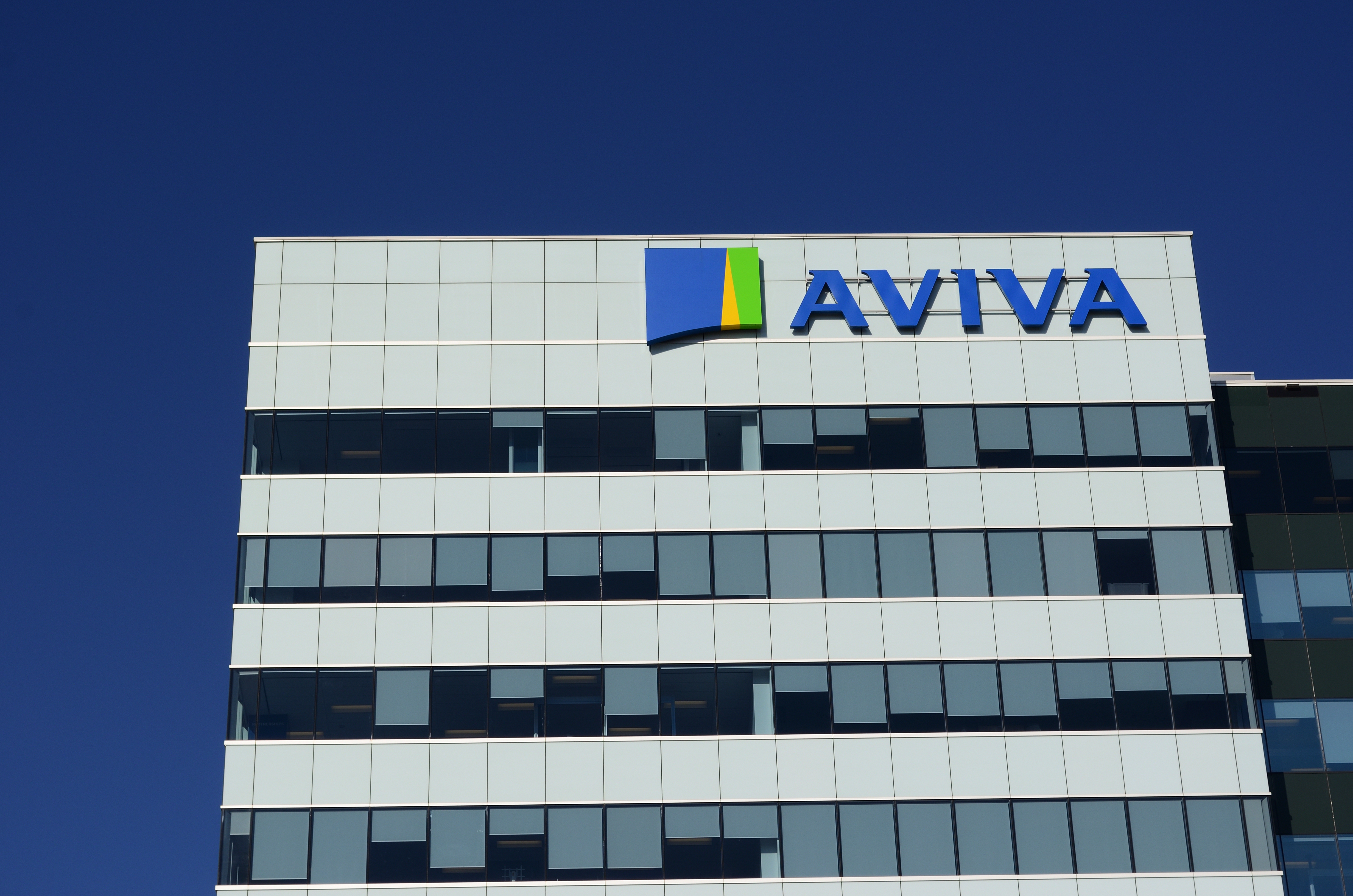
L'assurance Aviva, comme le prénom féminin, est à la fois un palindrome et un ambigramme naturel par symétrie axiale.

Dans l'alphabet latin, de nombreuses lettres sont des glyphes symétriques. La plus évidente est le O. Les lettres majuscules B, C, D, E, H, I, K, O et X ont un axe de symétrie horizontal, ce qui signifie que tous les mots pouvant être écrits en utilisant uniquement ces lettres sont des ambigrammes de réflexion naturelle horizontalement. Par exemple, « DECOCHE », « EXCEDE » ou « DECIDE CE CHOIX »,.
Les lettres minuscules l, o, s, x et z sont symétriques par rotation, tandis que les paires b/q, d/p, m/w, n/u sont des rotations l'une de l'autre, et également dans certaines polices h/y et a/e. Ainsi, quelques mots tels que « axe », « SOS », « apode » ou « nounou » forment des ambigrammes rotationnels naturels.
Le plus long ambigramme naturel connu est un « hétéro-ambigramme » (les mots changent) de 9 lettres : « suissesse / assassins ».
Comme tous les nombres strobogrammatiques (en), 69, 96, ou 81018 sont aussi des ambigrammes pivotants naturels.
Les mots « tôt », « elle » (avec boucles manuscrites) ou « malayalam » forment des ambigrammes miroirs naturels lorsqu'ils sont réfléchis selon un axe vertical. De même, « ليبيا », le nom Libye écrit en arabe.
Les mots HUIT ou MAXIMUM en majuscule constituent des ambigrammes miroirs naturels lorsque leurs lettres sont empilées verticalement et réfléchies selon un axe vertical.
Par analogie avec les régularités naturelles, qui sont des formes répétées que l'on rencontre dans le monde naturel, les motifs dans les ambigrammes constituent des régularités observées dans les graphèmes.
Une conséquence de cette propriété « naturelle » est que certaines formes apparaissent plus ou moins appropriées à la manipulation artistique. En effet, de nombreux mots, « presque naturels », sont meilleurs candidats que d'autres, lorsque toutes les lettres sauf éventuellement une ou deux sont symétriquement coopératives. Par exemple, le mot vegan contient 4 lettres compatibles : les couples v/n et a/e sont facilement réversibles à 180°, et seule la lettre g exige une légère acrobatie graphique. C'est le cas également du prénom antoine (sans majuscule) qui se transforme aisément autour du o central, et de beaucoup d'autres combinaisons de lettres quasiment naturelles.
Plus généralement, un « ambigramme naturel » est un mot qui possède une ou plusieurs symétries lorsqu'il est écrit à l'état ordinaire, ne nécessitant aucun style typographique.

### Mots invariants et combinaisons de mots
Les ambigrammes symétriques sont parfois appelés « invariants » ou « homogrammes », lorsqu'ils restent inchangés après rotation ou réflexion, et « hétérogrammes », lorsqu'ils se transforment.
Avec les ambigrammes pivotants, les plus courants, les deux interprétations surviennent lorsque l'image tourne à 180 degrés. En d'autres termes, une deuxième lecture est obtenue à partir de la première en faisant simplement pivoter la feuille.

#### Mots uniques
Les mots uniques, « invariants », ou « isomorphes », parfois qualifiés d'« homogrammes »,, sont des ambigrammes qui ne changent pas d'aspect visuel lorsqu'ils pivotent ou changent de sens. Dans ce cas, on lit le mot dans une direction, puis le même mot à l'envers, ou à travers un miroir. La première moitié du mot devient donc la dernière.

« Transformer », symétrie par rotation à 180°.
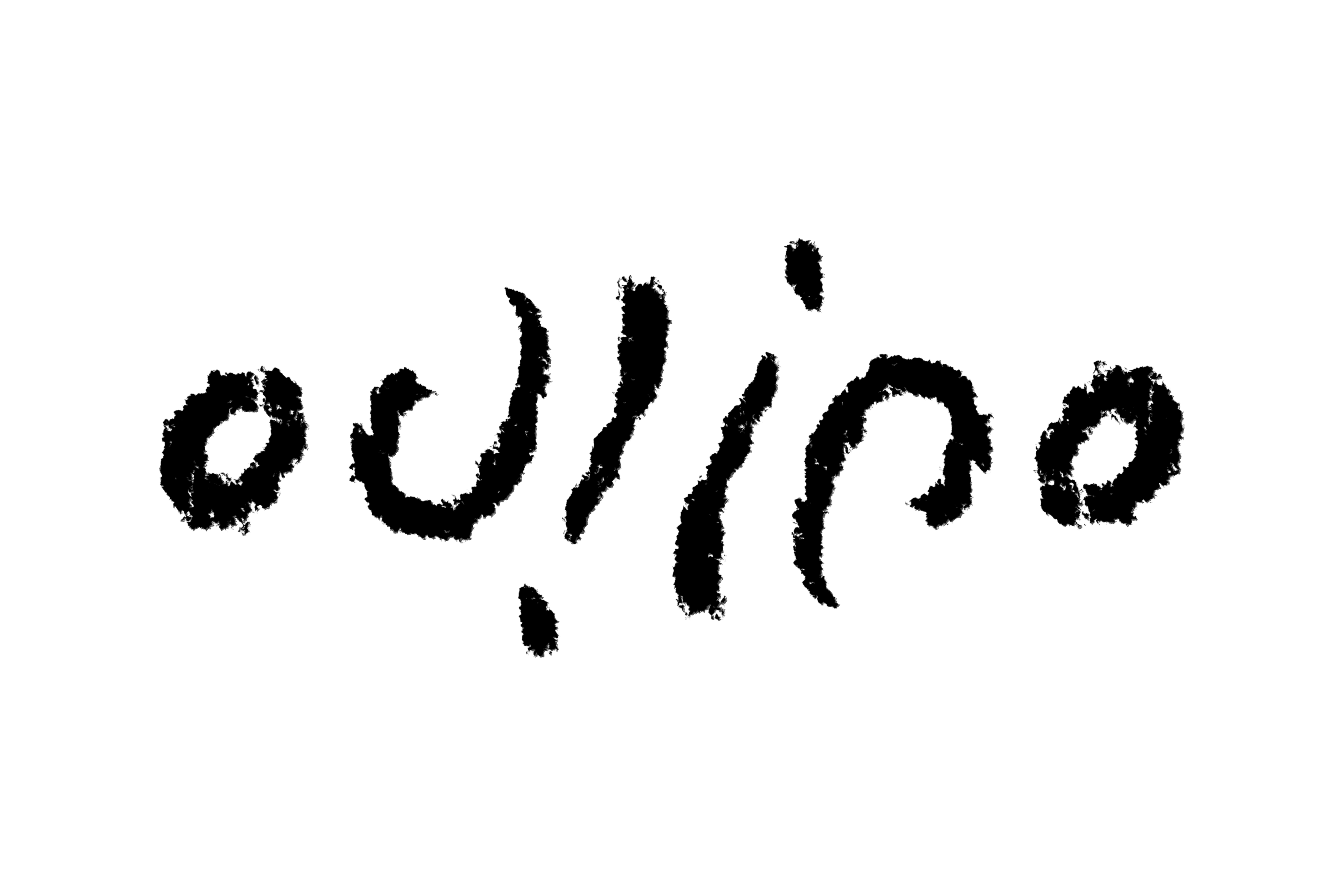
Dans cet ambigramme « Oulipo », la première moitié du mot est la même que la dernière, à l'envers[11].
Ambigramme « Sauternes », mot symétrique.
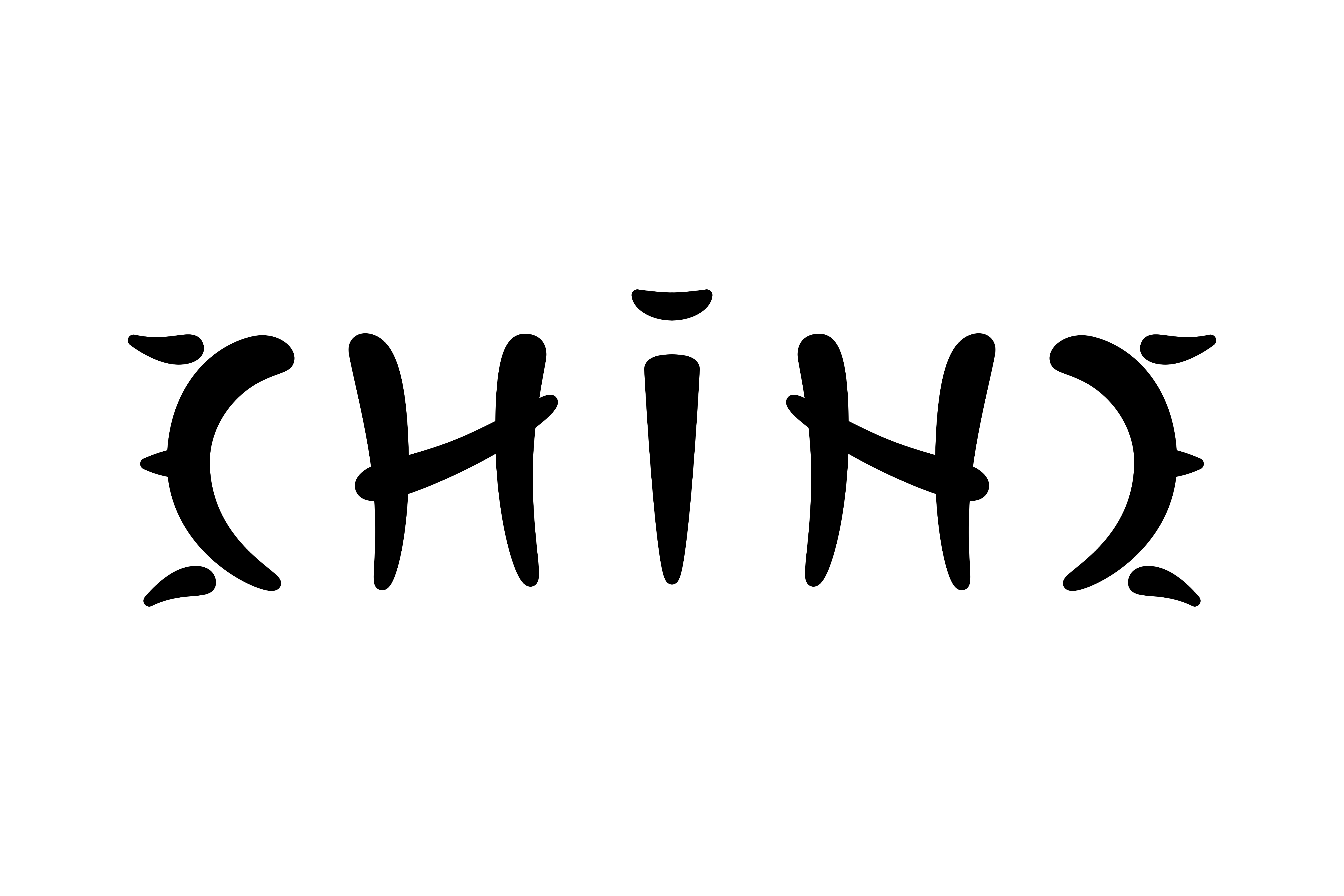
« Chine », ambigramme par réflexion d'axe vertical.
Le mot « merci » redevient lui-même après rotation d'un demi-tour.

#### Plusieurs mots

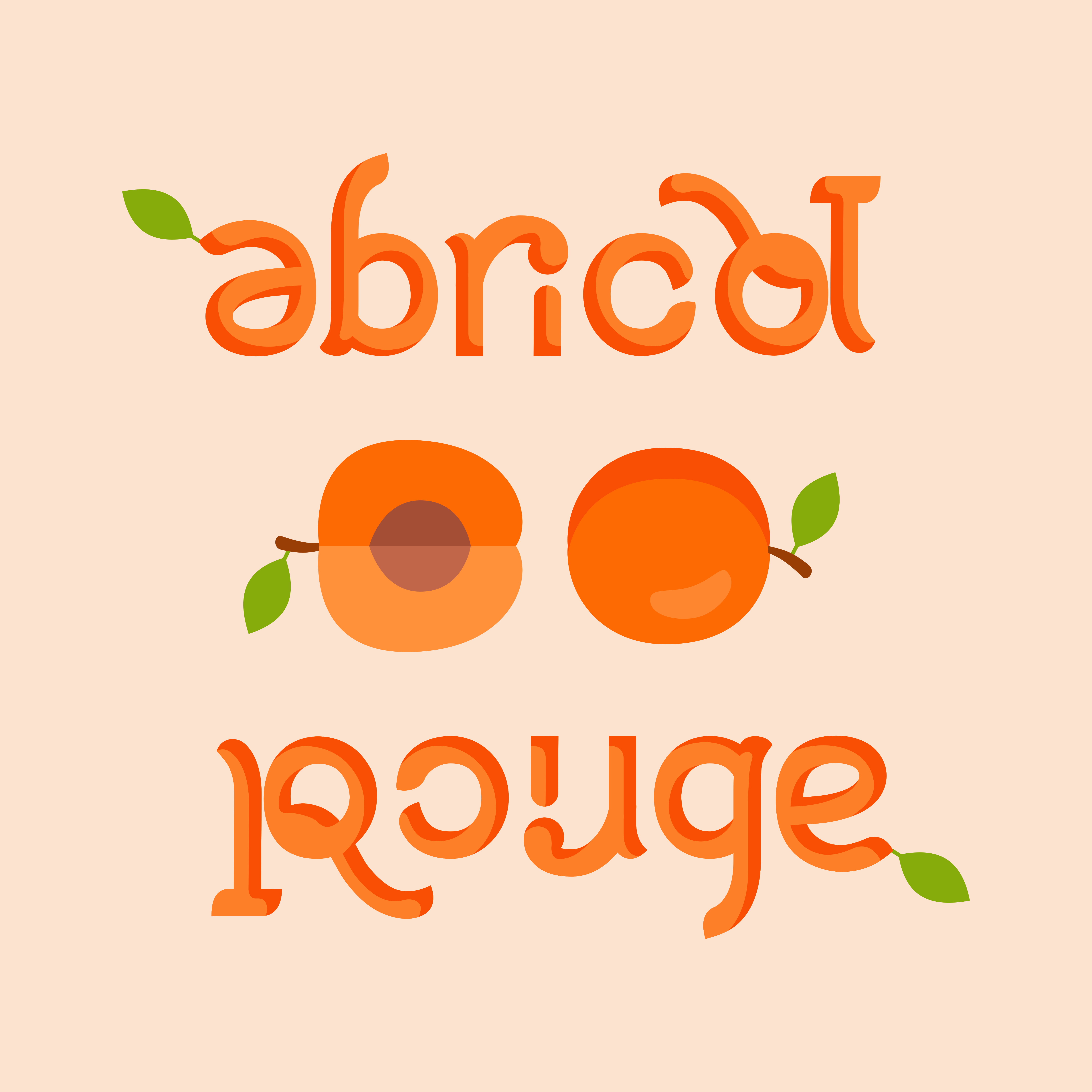
Ambigramme abricot rouge, assemblage de deux mots distincts.

Un ambigramme symétrique entraînant la métamorphose d'un mot en un autre, distinct, équivaut à une sorte de « symbiose morphologique », appelée « hétérogramme » par Douglas Hofstadter,, terme raccourci pour exprimer l'idée d'« hétéro-ambigramme ». Visuellement, un ambigramme combinant plusieurs mots n'est symétrique que lorsque les deux versions de l'appariement sont affichées ensemble. Quand un ambigramme fusionnant plusieurs mots est destiné à s'afficher alternativement ou séparément, l'aspect esthétique devient plus délicat à maîtriser pour le concepteur, car la symétrie a généralement pour effet de favoriser l'élégance.
Techniquement, il y a deux fois plus de combinaisons de lettres impliquées dans un « hétéro-ambigramme » que dans un « homo-ambigramme ». Par exemple, l'ambigramme pivotant « anne » ne contient que deux paires de lettres : a/e et n/n, alors que la combinaison de mots « anne / paul » en totalise quatre : a/l, n/u, n/a, et e/p.
Les ambigrammes d'un seul mot accèdent difficilement au type « hétéro- », en revanche, les ambigrammes de plusieurs mots peuvent revêtir un aspect invariant si les lettres se chevauchent, comme dans « joyeuxanniversaire » écrit tout attaché, par exemple. Un ambigramme s'affichant « joyeux » à l'endroit, puis « anniversaire » à l'envers, est de type « hétéro- » avec la combinaison de deux mots distincts ; cependant, la phrase « joyeuxanniversaire » dans un sens s'affichant à nouveau « joyeuxanniversaire » dans un autre, signifie qu'il s'agit d'un assemblage invariant impliquant deux termes.
Il n'y a aucune limitation au nombre de mots potentiellement associables, et des phrases ambigrammes ont déjà été façonnées, formulées ou dessinées,.

« Ambigram / Wikipedia » constitué de deux mots symétriques[49].
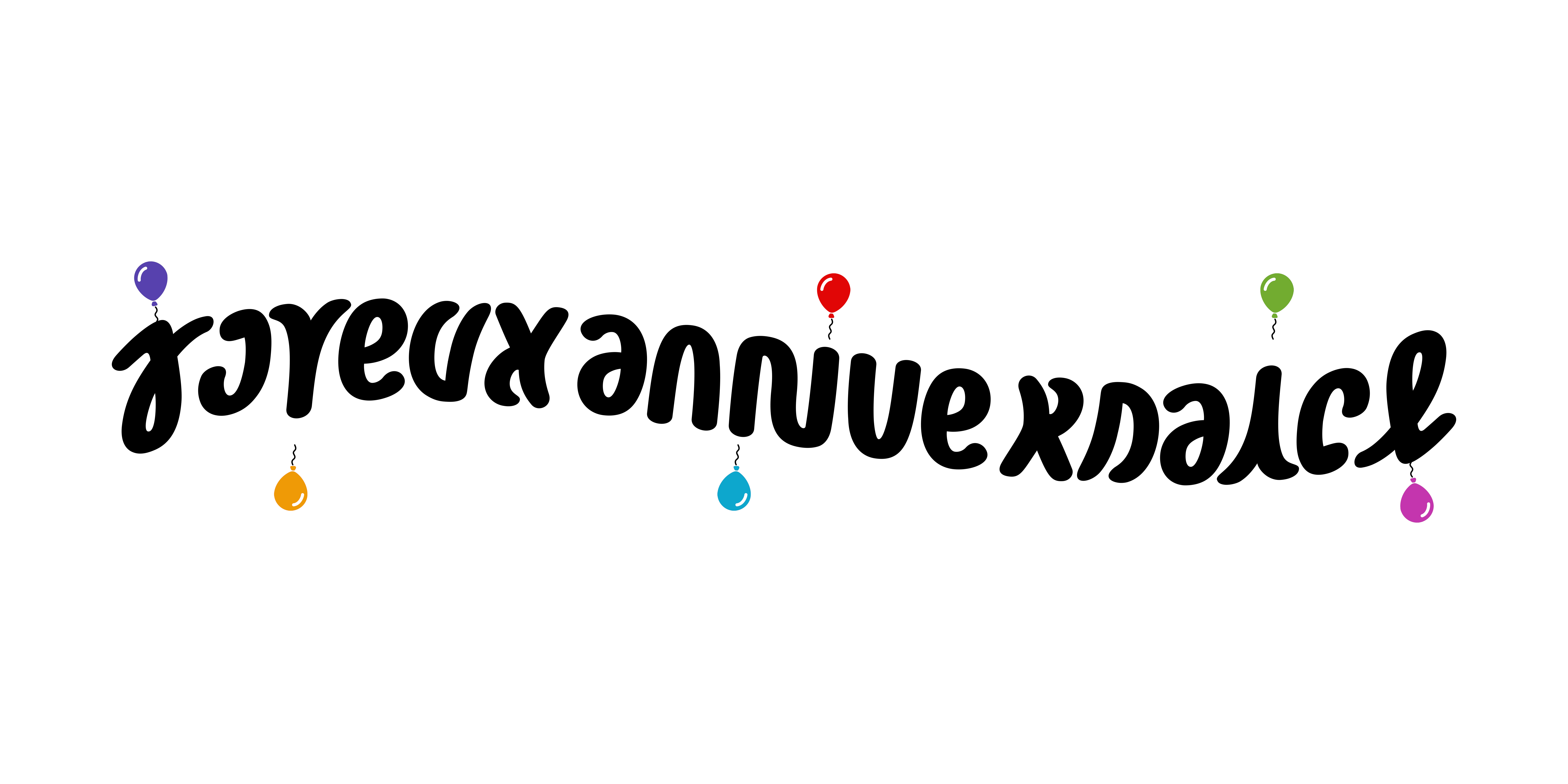
Ambigramme formé des deux mots indissociables « Joyeux Anniversaire », où certaines lettres se chevauchent.
Ici le pays « India » (Inde, en anglais) se change en « Nepal », tandis que le mot « and » reste invariant.

## Types
Il existe de nombreux types d'ambigrammes, et la majorité respecte une forme de symétrie. Certains pivotent à 180°, d'autres sont lisibles à travers un miroir ou une surface réfléchissante. Quelques-uns possèdent une forme particulière et leur ambiguïté s'appuie sur une perception visuelle qui alterne entre plusieurs interprétations.

### Ambigrammes rotationnels à 180°

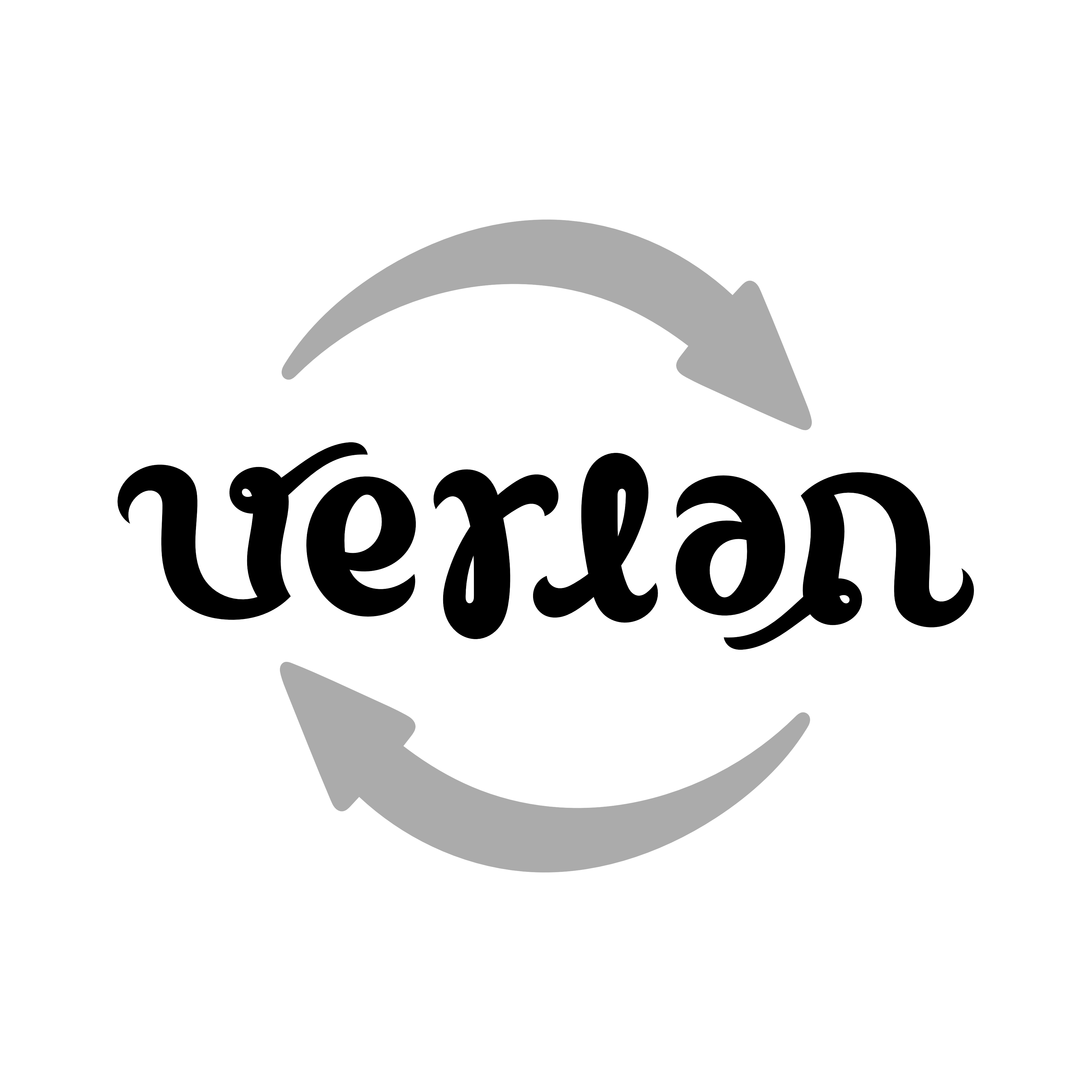
Ambigramme pivotant d'un demi-tour « verlan ».
Ambigramme dû à Georges Perec.

Les « mots lisibles à l'envers » ou « ambigrammes pivotants » ou encore « ambigrammes rotationnels à 180° » sont des calligraphies réversibles par symétrie centrale. Lisibles à l'endroit comme à l'envers, leurs lettres sont façonnées par une transformation pivot d'un demi-tour.
Selon Scott Kim, les ambigrammes rotationnels à 180° sont le type d'ambigrammes le plus courant pour une bonne raison : Lorsqu'un mot est renversé, les moitiés supérieures des lettres se transforment en moitiés inférieures. Et parce que nos yeux prêtent principalement attention aux moitiés supérieures lorsque nous lisons, cela signifie que l'on peut quasiment couper la moitié supérieure d'un mot, le retourner et le coller sur lui-même pour en faire un ambigramme.

### Ambigrammes miroirs
Un « ambigramme miroir », ou « ambigramme par réflexion axiale », est un visuel qui peut être lu lorsqu'il est reflété à travers un miroir ou une surface réfléchissante, verticalement, horizontalement, ou selon un axe oblique, de manière à générer, soit le même mot, soit un autre mot, et parfois une phrase.

#### Ambigrammes par réflexion d'axe vertical

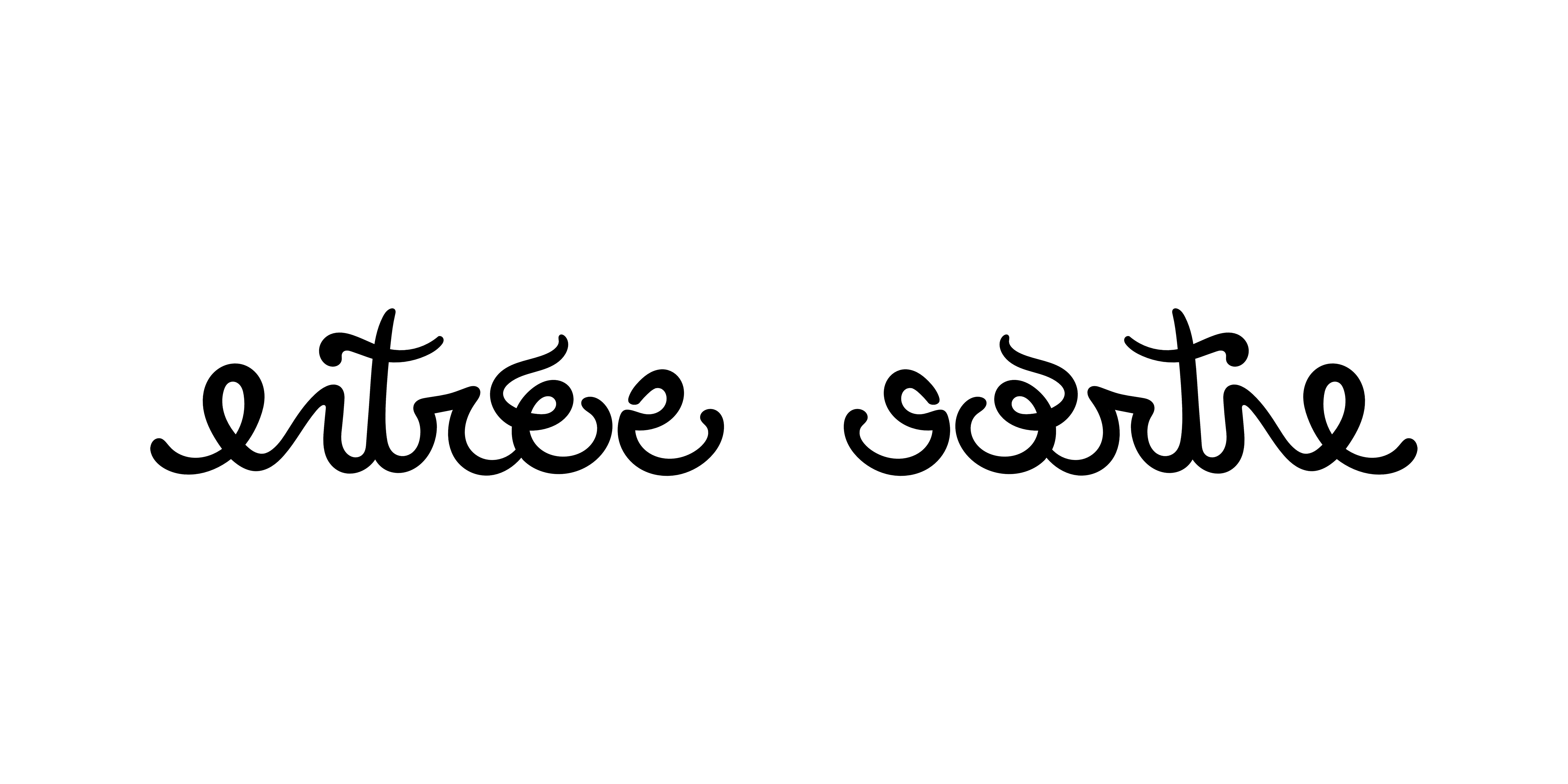
Ambigramme entrée / sortie pour porte vitrée transparente, où les deux mots répondent à une contrainte d'écriture spéculaire, dans une calligraphie différente de la version de Patrice Hamel.

Lorsque la surface réfléchissante est verticale (comme un miroir sur le mur par exemple), le dessin calligraphique est un ambigramme par réflexion d'axe vertical.
Les ambigrammes miroirs Guerre / Erreur, Jour / Nuit, IVG / Oui, et Hiver / Réveil du graphiste Joël Guenoun entrent dans cette catégorie.
L'ambigramme museum est quasiment naturel avec une symétrie miroir, car les deux premières lettres s'échangent sans aucune difficulté avec les deux dernières, et la lettre e minuscule est transformable en s par une acrobatie typographique assez évidente.
Ce type de design trouve parfois des applications astucieuses dans l'écriture spéculaire, qui consiste à écrire dans le sens inverse du sens naturel pour une langue donnée, de façon que l'image soit le reflet d'une écriture normale. Par exemple, un ambigramme « ambulance » peut être lu à la fois face au véhicule, et dans le rétroviseur d'une voiture. Dans cette optique de double lecture type miroir, l'artiste français Patrice Hamel a créé un ambigramme par réflexion d'axe vertical affichant « entrée » dans un sens et « sortie » dans l'autre. Son œuvre, apposée sur la grande façade de verre de la Gare du Nord à Paris, orientait les voyageurs qui entraient en lisant le message à l'endroit, tandis que ceux qui quittaient la gare pouvaient déchiffrer « sortie ». Ici, les deux mots sont les reflets réciproques l'un de l'autre.

« Noir / Blanc », symétrie par réflexion d'axe vertical.
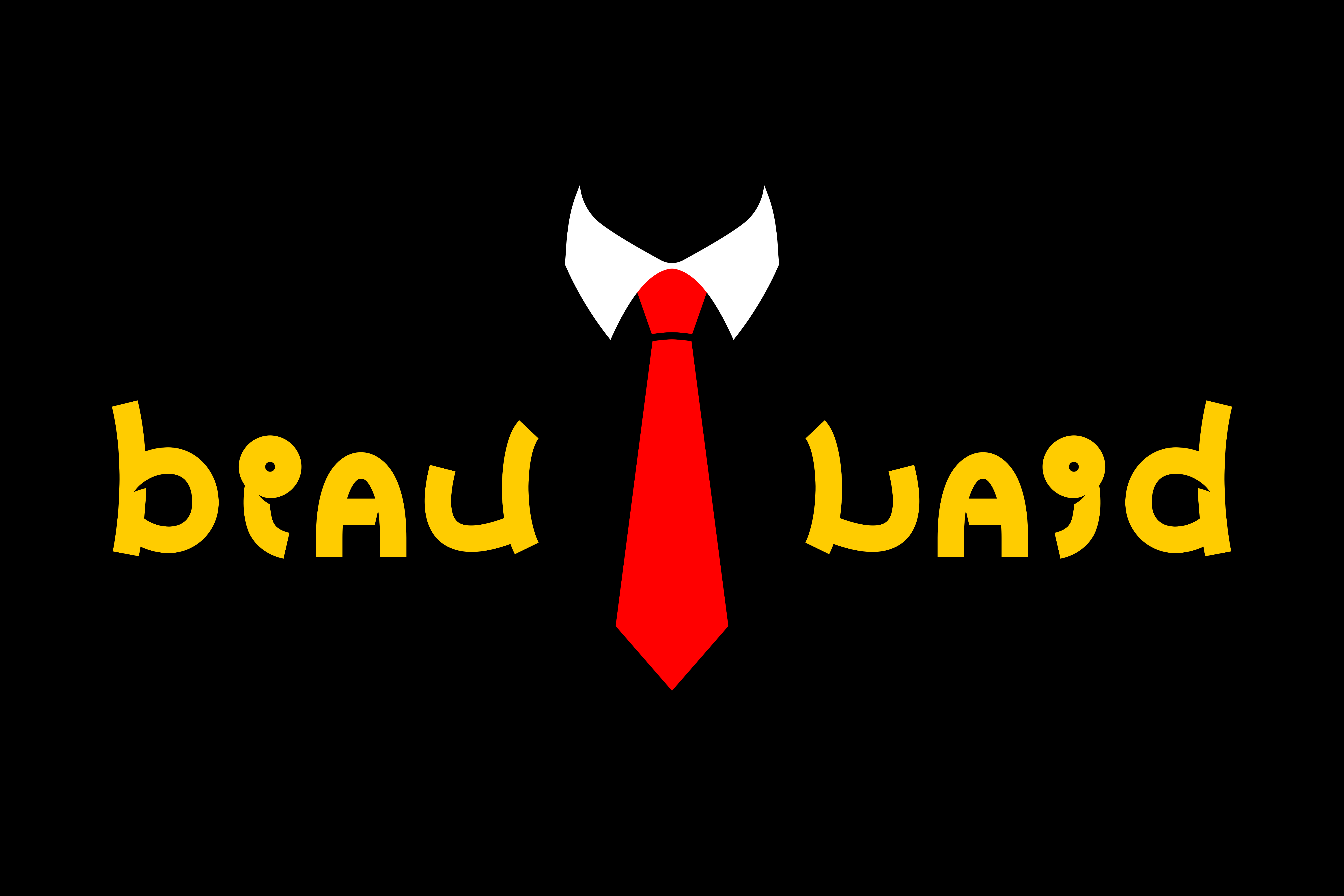
Ambigramme miroir d'axe vertical « beau / laid ».
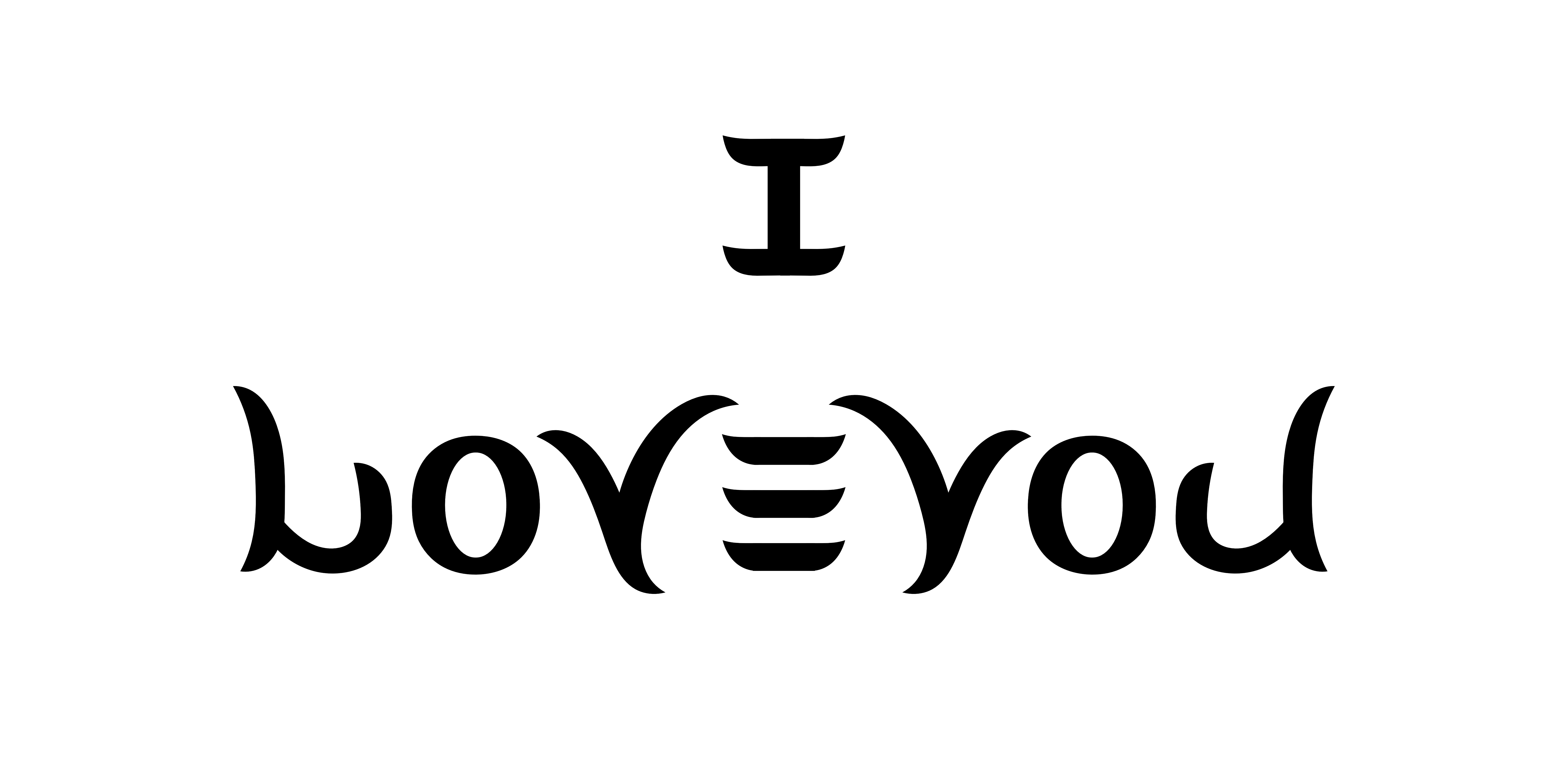
Ambigramme par réflexion d'axe vertical « I Love you », où la lettre i majuscule se dissocie des autres lettres, pour former une phrase articulée autour d'un même axe.
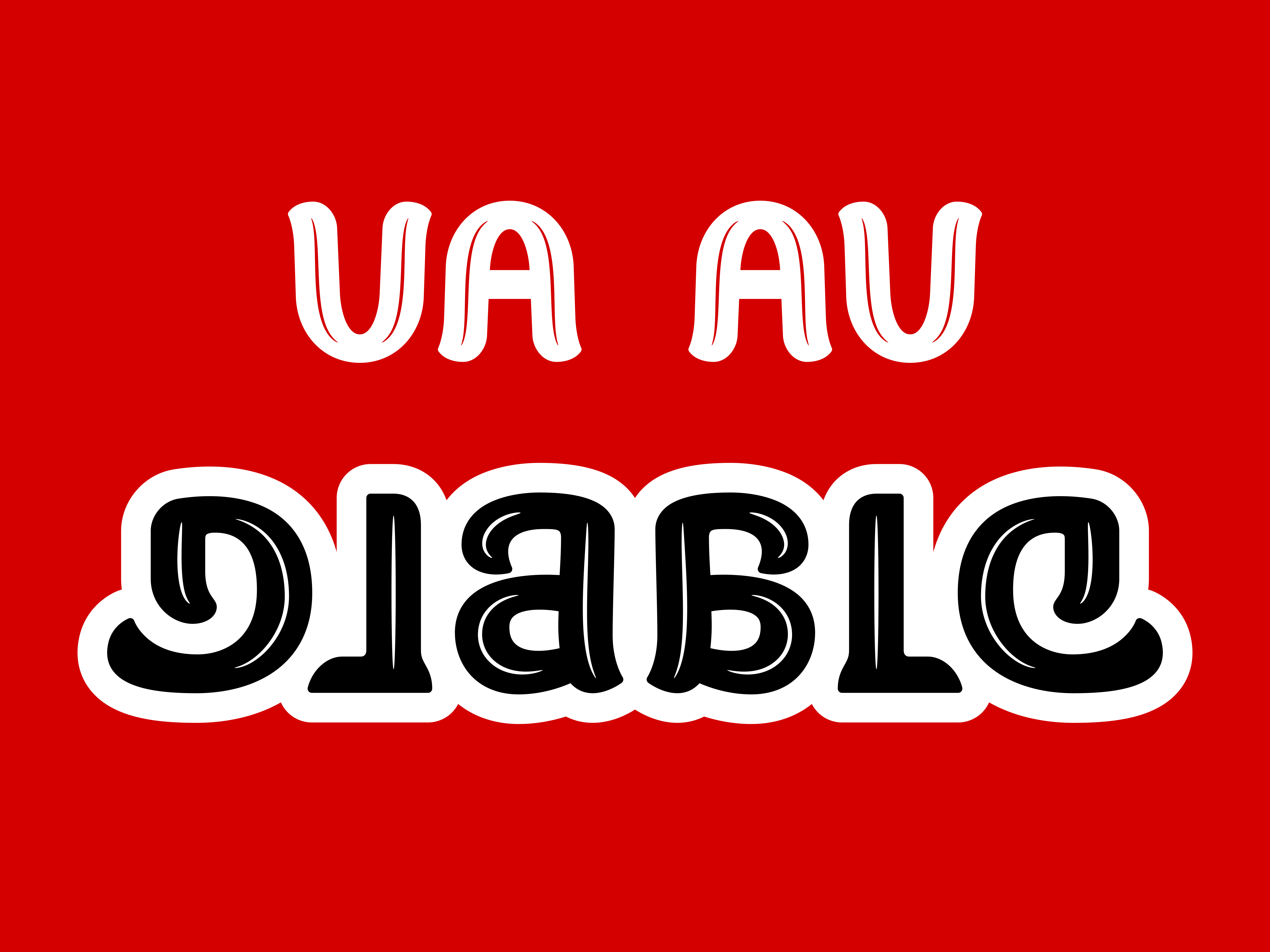
Composition ambigramme miroir d'axe vertical constitué du couple « va / au » associé au mot invariant « diable ».

#### Ambigrammes par réflexion d'axe horizontal
Lorsque la surface réfléchissante est horizontale (comme par reflet dans l'eau d'un lac par exemple), le dessin calligraphique est un ambigramme miroir d'axe horizontal.
Dans sa section hebdomadaire Le mot du mardi sur Stratégies, le graphiste Joël Guenoun exploite cette symétrie pour faire rimer certains mots, tels que Rien / Dieu, où le R se change en D, la section IE reste invariante, et le N par réflexion devient U.
L'ouvrage Ambigrams Revealed expose des œuvres de l'artiste Patrice Hamel, où le mot « Français » par symétrie miroir d'axe horizontal devient « English » ; « Spatial » se métamorphose en « Abstrait » ; et le « Reflet de lettres », autoréférentiel puisqu'il est présenté photographiquement face à un miroir, reste invariant.

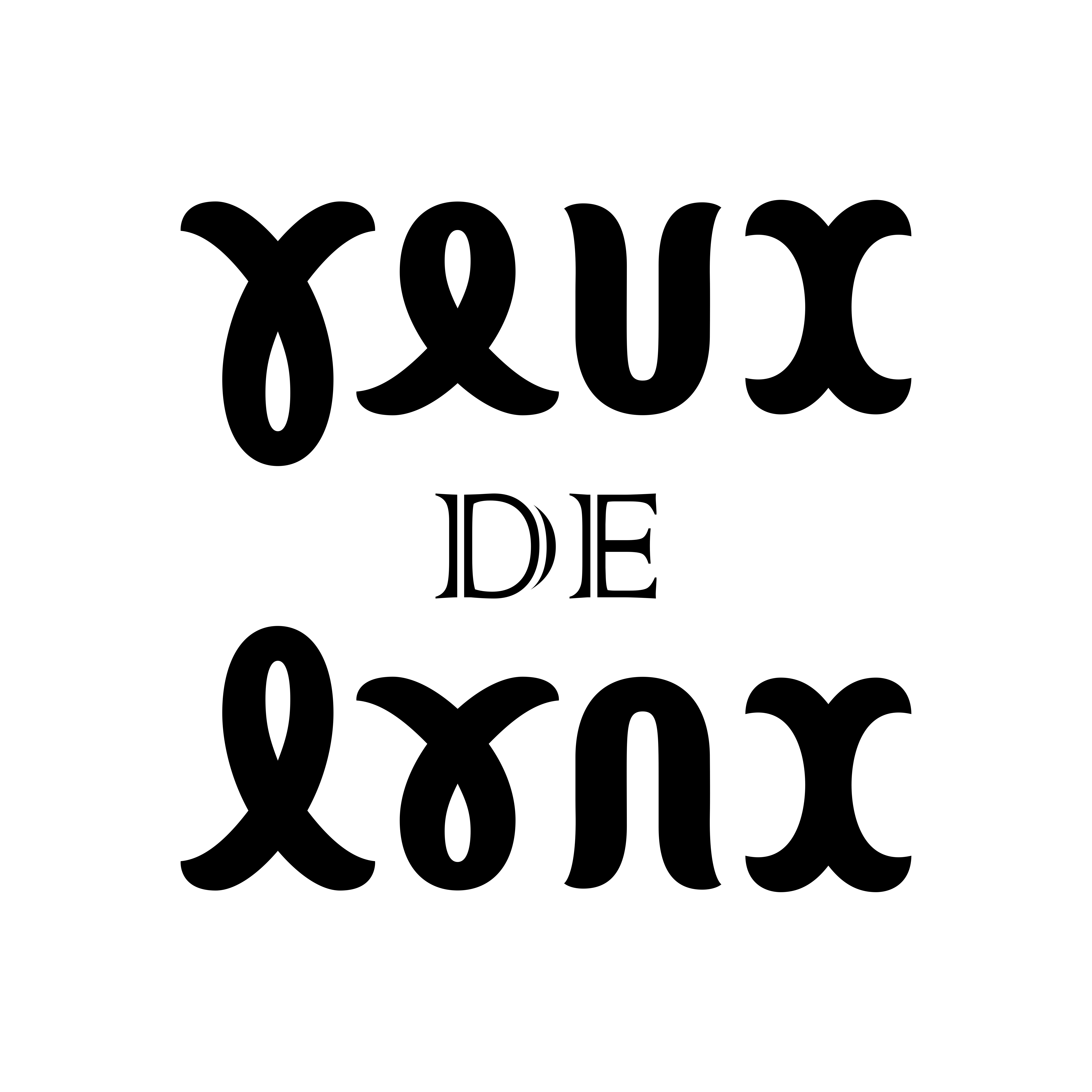
L'expression « yeux de lynx », ambigramme calligraphié par symétrie miroir d'axe horizontal.
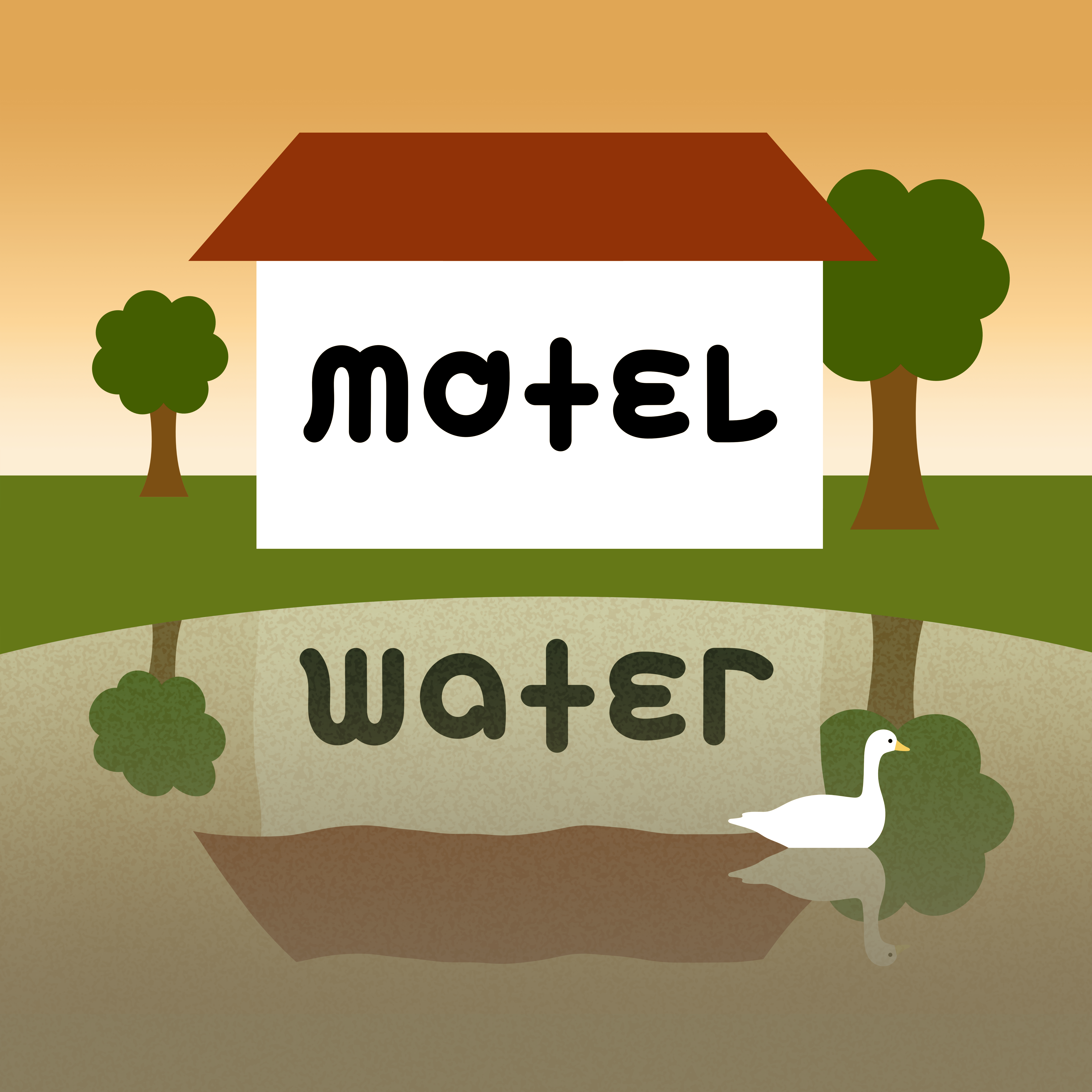
« Motel » sur une façade se réfléchit dans l'eau d'un lac pour former « water », ambigramme autoréférentiel.
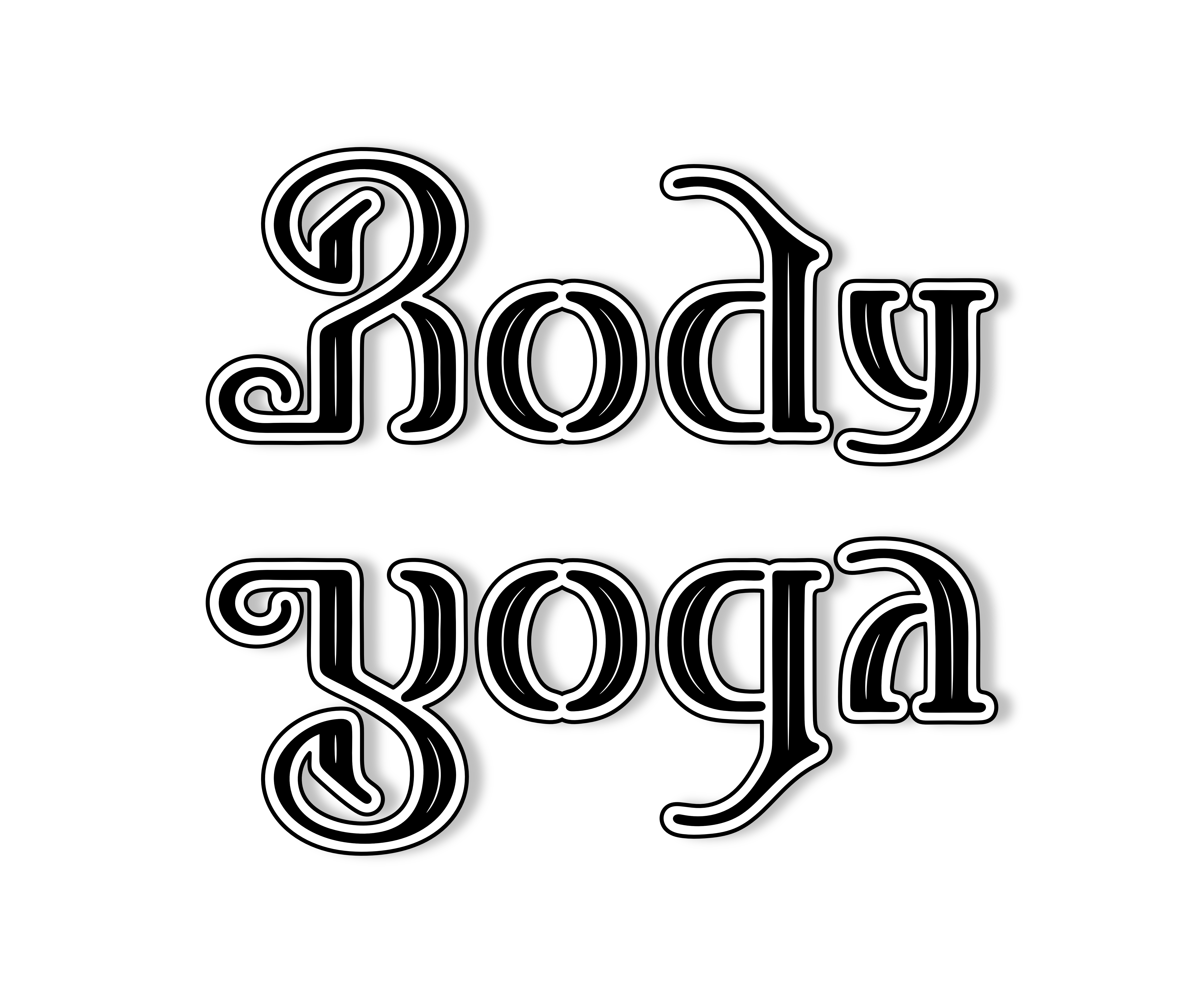
« Body » devient « yoga » par réflexion d'axe horizontal.
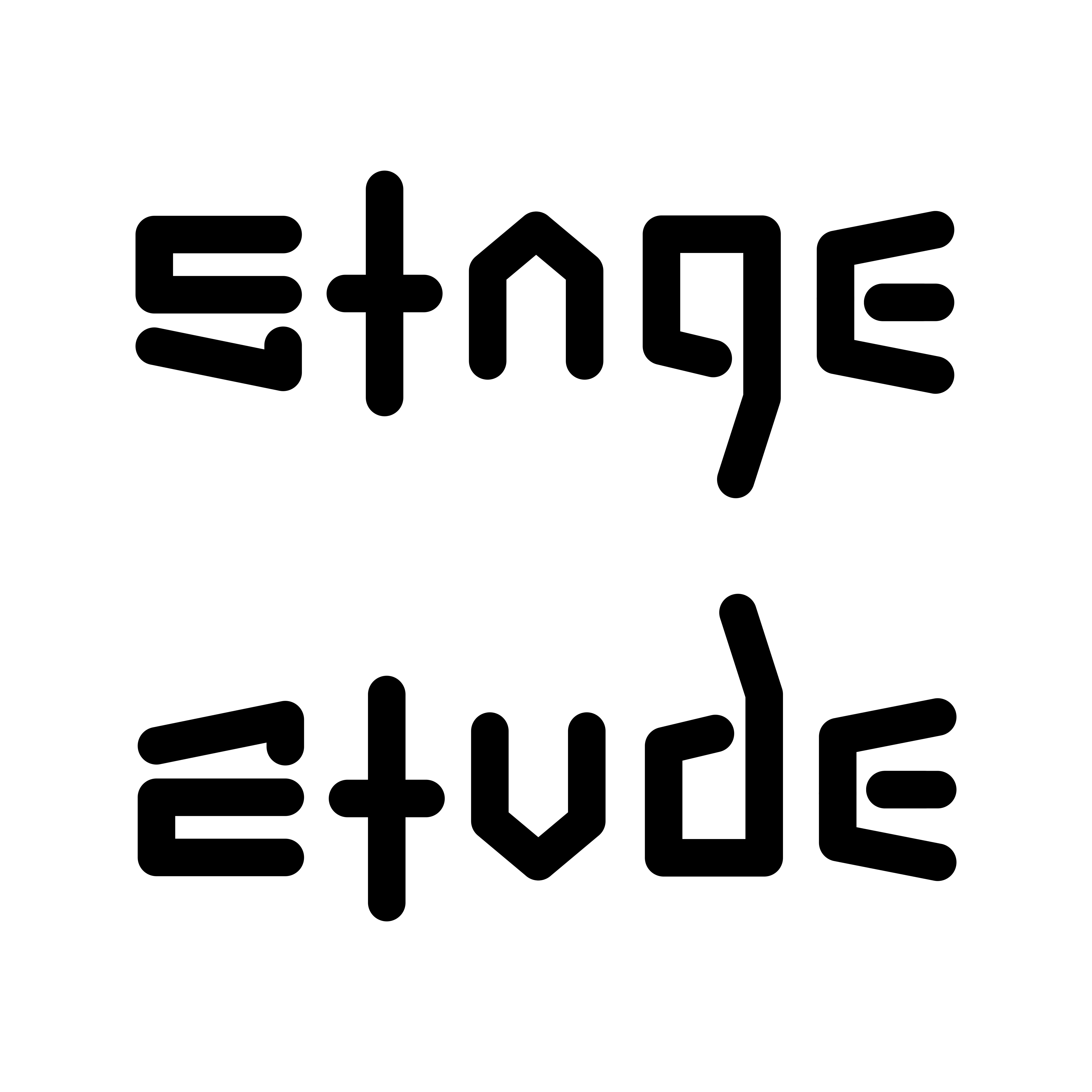
« Stage / Etude », ambigramme miroir d'axe horizontal.

### Autres symétries

#### Ambigrammes rotationnels à 90°

Ambigramme à 90° sous la forme d'un pavage de lettres, où le mot allemand Jude (juif, en français) devient Muslim (musulman).

Les ambigrammes pivotants d'un quart de tour, ou ambigrammes de rotation à 90°, tournent dans le sens horaire ou dans le sens trigonométrique (antihoraire) pour alterner d'une lecture verticale à une lecture horizontale, ou inversement. Les tessellations de lettres peuvent être lues horizontalement dans les deux orientations. Certaines lettres sont particulièrement propices à ce type de transformation, par exemple la lettre U se métamorphose naturellement en C dans le sens horaire, la lettre W en E, le S en N, etc.

#### Ambigrammes miroirs à 45°
Comme les ambigrammes rotationnels à 90°, les ambigrammes miroirs d'axe oblique à 45° ou 135° sens trigonométrique, alternent d'une lecture horizontale à une lecture verticale, avec des lettres tantôt accolées normalement, tantôt empilées de haut en bas. Ces mots miroirs fonctionnent comme ceux d'axe vertical ou d'axe horizontal, les glyphes dans une direction sont constitués du reflet de ceux dans l'autre direction.
Néanmoins, les combinaisons « naturelles » des lettres diffèrent pour la plupart de celles par rotation. Ainsi la lettre Y par exemple, symétrique d'elle-même par réflexion selon un axe incliné à 45° horaire, est beaucoup moins évidente lorsque le glyphe pivote à 90° dans un sens ou dans l'autre. Cet aspect graphique est aussi valable pour les deux directions à 45°, horaire ou anti-horaire. Ainsi, le L est très coopératif à 45° sens trigonométrique, mais quasiment illisible dans l'autre sens. Et inversement le J reste un J lorsqu'il est reflété via un axe de 135° trigonométrique, en revanche il ressemble plutôt à un r bas de casse à 45°.

#### Ambigrammes totems

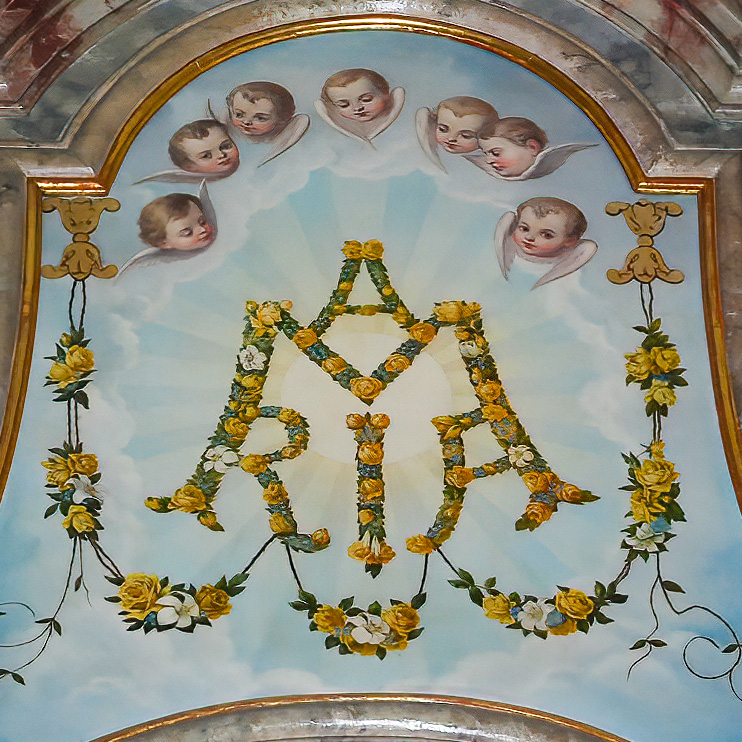
Le monogramme Maria, presque symétrique selon un axe vertical, illustre le concept d'ambigramme totem.

Un « ambigramme totem » est un ambigramme dont les lettres sont empilées verticalement comme sur un mât totémique, offrant le plus souvent une symétrie miroir d'axe vertical, mais pouvant aussi fonctionner horizontalement ou dans d'autres directions. Ce type d'ambigramme constitue parfois une solution de dépannage lorsque plusieurs sections d'un mot fusionnent adéquatement au niveau des glyphes par rapport à une symétrie donnée, mais difficilement le mot entier.
Le monogramme Maria (hu) constitue un exemple historique de mot totem, où les lettres M, A et I sont individuellement symétriques verticalement, tandis que l'appariement R / A est presque naturellement réfléchi en miroir. Ainsi, lorsqu'elles sont correctement empilées, les cinq lettres produisent un élégant ambigramme totémique, alors que le nom entier « Maria » n'offrirait pas la même coopérativité.
L'Université A&M d'Alabama (en), possède un logo ambigramme totem, symétrique via un axe vertical, mettant en valeur son acronyme « AAMU ».
L'artiste ambigrammiste John Langdon (en) prise particulièrement les mots totems, dont il soigne la calligraphie. Parmi ses œuvres figurent le mot « METRO » composé de la lettre symétrique M, puis de la section ETR, et dessous O ; et la phrase anglaise « THANK YOU », assemblage vertical de T, H, A, puis du couple NK symétrisé, puis enfin Y, O, U.

#### Tableau de synthèse des symétries
Le tableau ci-dessous présente des exemples d'ambigrammes « naturels » selon les différentes symétries possibles. Les mots invariants restent identiques après transformation, tandis que les mots changeants ont des formes qui diffèrent.
| Miroir | Miroir | Miroir          | Miroir          |
| ------ | ------ | --------------- | --------------- |
| Angle  | Type   | Mots invariants | Mots changeants |
| 0°     |        |                 |                 |
| Totem  |        |                 |                 |
| 90°    |        |                 |                 |
| Totem  |        |                 |                 |
| 45°    |        |                 |                 |
| 135°   |        |                 |                 |

| Rotation | Rotation | Rotation        | Rotation        |
| -------- | -------- | --------------- | --------------- |
| Angle    | Sens     | Mots invariants | Mots changeants |
| 180°     |          |                 |                 |
| 90°      | horaire  |                 |                 |
| 90°      | trigo.   |                 |                 |

### Ambigrammes de perception figure-fond

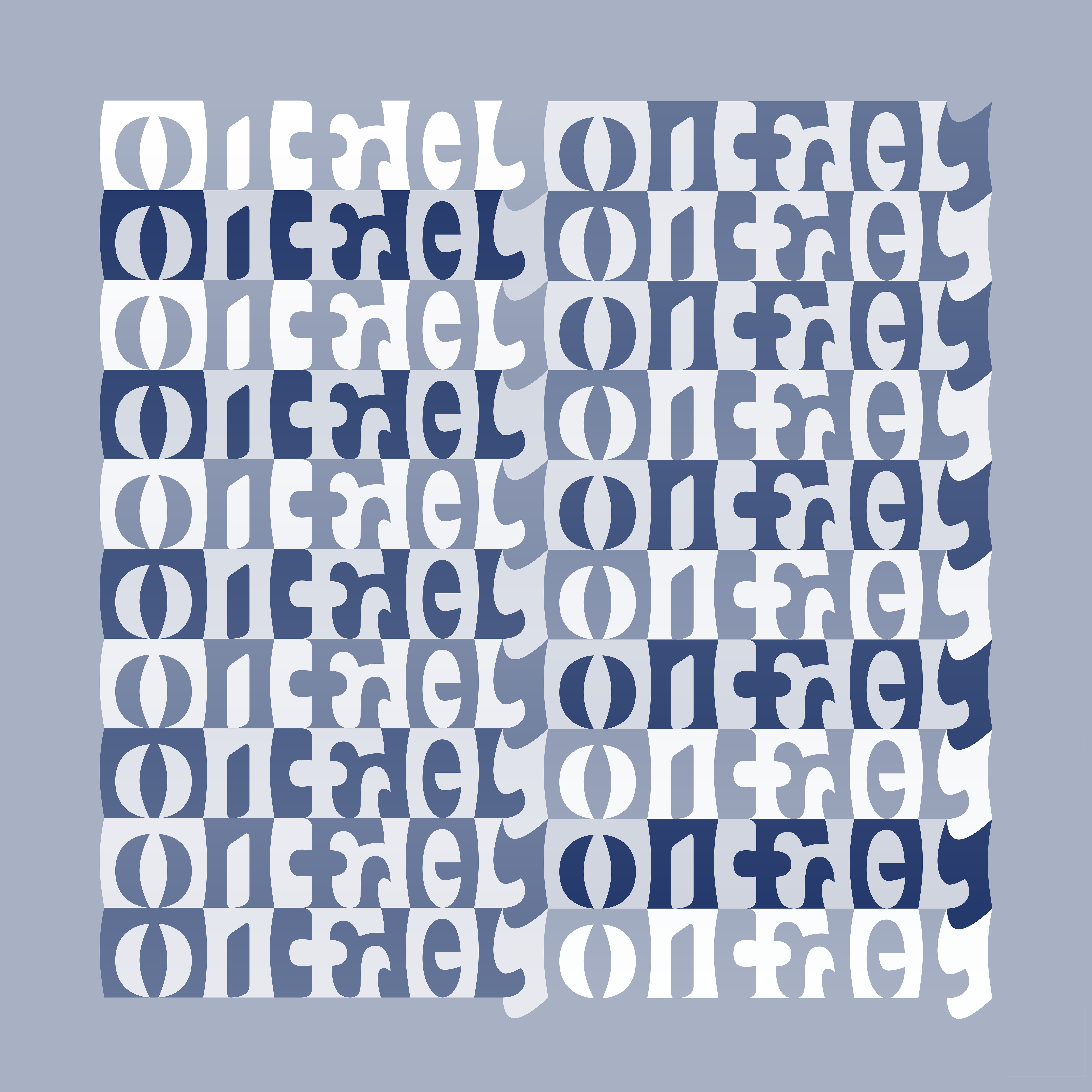
Ambigramme de perception figure-fond Michel Onfray où le patronyme est formé par l'espace négatif contenu entre les lettres du prénom.

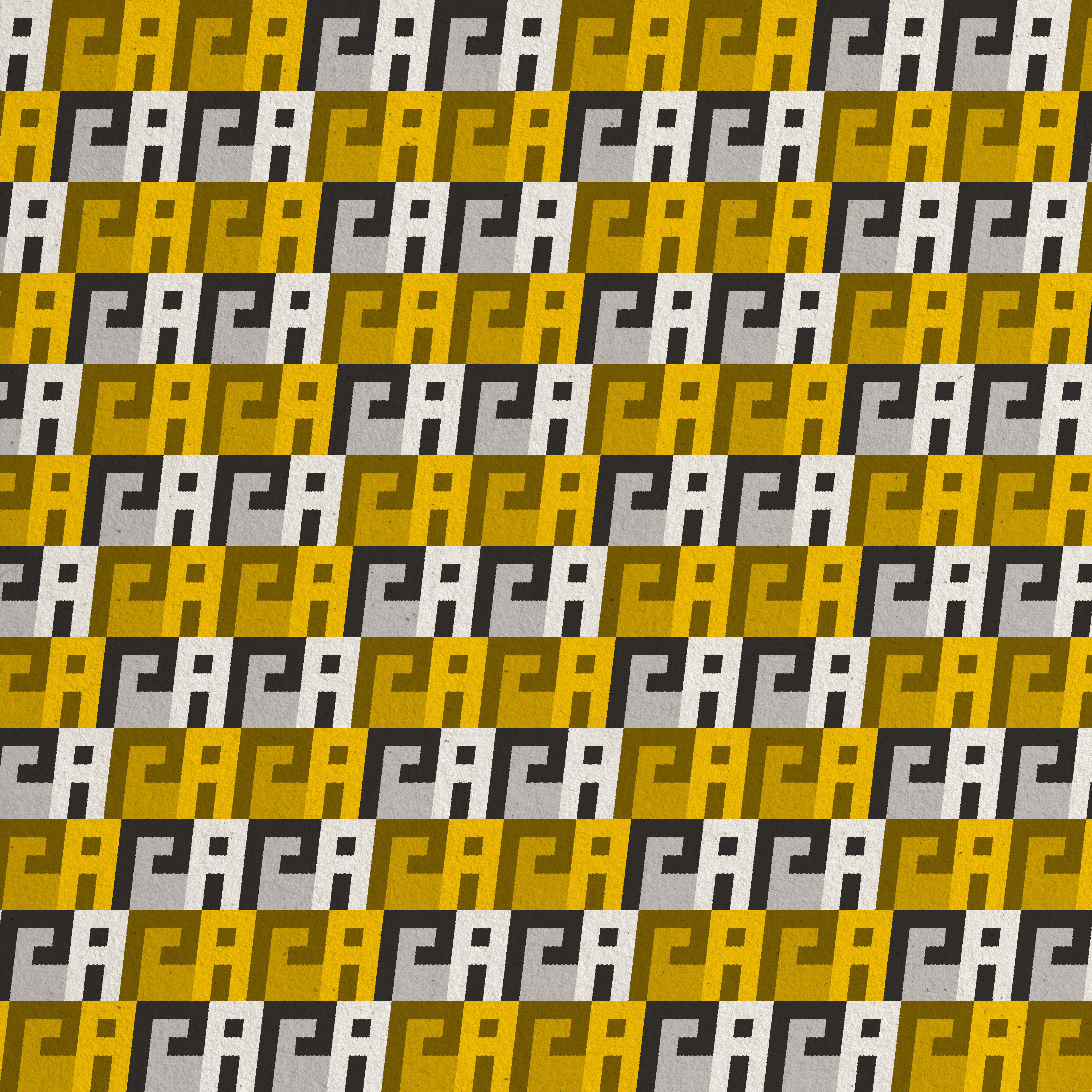
Tessellation (pavage) Pipi / Caca et ambigramme de perception figure-fond. L'espace négatif est utilisé pour les deux lectures.

Dans un ambigramme de perception figure-fond, les lettres s'emboîtent de sorte que l'espace négatif autour et entre un mot épelle un autre mot. Dans ce cas, une signification apparaît à la première lecture, puis une autre (ou la même) lorsque l'attention se focalise sur la silhouette intégrée à la surface vide, comme dans le vase de Rubin. De façon analogue aux images ambigües, les ambigrammes de type figure-fond exploitent les espaces typographiques du fond pour former de nouvelles lettres et de nouveaux mots. Par exemple, à l'intérieur d'un H majuscule, on peut facilement insérer un i minuscule.
En 2002, l'écrivain français Jacques Perry-Salkow, expert en palindromes, publie dans la revue Formules un ambigramme Jour / Nuit en noir et blanc dans lequel l'espace négatif contenu au sein du mot « Nuit » (noir) dessine le « Jour » (blanc) par observation à travers un miroir.
Le graphiste et typographe français Joël Guenoun a publié plusieurs ouvrages exploitant cette possibilité,, par exemple avec les mots Maxi / Mini, où le premier i de Mini prend place à l'intérieur du A de Maxi.
La peinture à l'huile You & Me (US) de John Langdon (en) (1996) entre également dans ce répertoire. Le mot « me » remplit l'espace entre les lettres de « you ».
L'illustrateur Jean-Claude Pertuzé a dessiné plusieurs ambigrammes type figure-fond, notamment liés aux noms d'écrivains célèbres. Par exemple, il intègre le nom Zola à l'intérieur de son prénom Emile, ou le nom Hugo entre les lettres de « Victor ».
Pour qu'un ambigramme figure-fond soit réussi, il est nécessaire que les deux mots se déchiffrent spontanément tout en donnant l'illusion d'un seul.

### Tessellations ambigrammes
Avec les pavages figuratifs et conceptuels, les ambigrammes peuvent s'orienter dans deux, trois, quatre, et jusqu'à six directions, via des symétries par rotation de 180°, 120°, 90° et 60° respectivement. Certains mots peuvent aussi se transformer dans l'espace négatif, mais la multiplication des contraintes a souvent pour effet de réduire, soit la lisibilité, soit la complexité des mots calligraphiés.
L'artiste graphique français Alain Nicolas, spécialiste des pavages figuratifs et meilleur artiste au monde dans le style d'Escher selon The Guardian, a consacré son ouvrage Parcelles d'infini aux tessellations, et a aussi concocté de nombreuses compositions intégrant des mots, tels que « magie », « infini », « Einstein », « Escher » (lisible dans quatre directions), ou encore « inversion » (en référence au livre d'ambigrammes de Scott Kim),.
Les pavages ambigrammes sont des sortes de puzzles de mots, dans lesquels la géométrie fixe les règles.

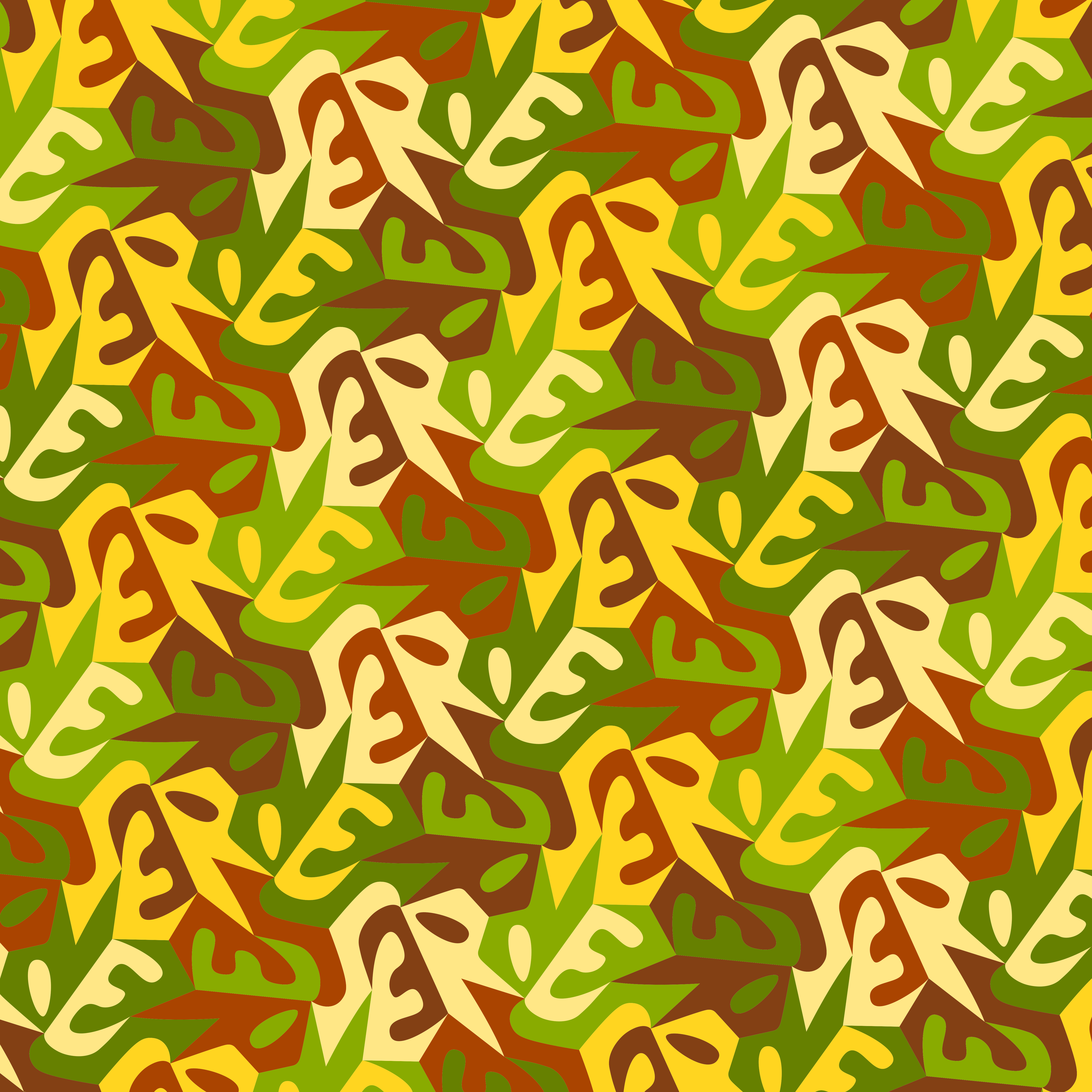
Pavage Série, ambigramme à 3 directions, symétrique par rotation de 120 degrés, créé à partir d'un hexagone.
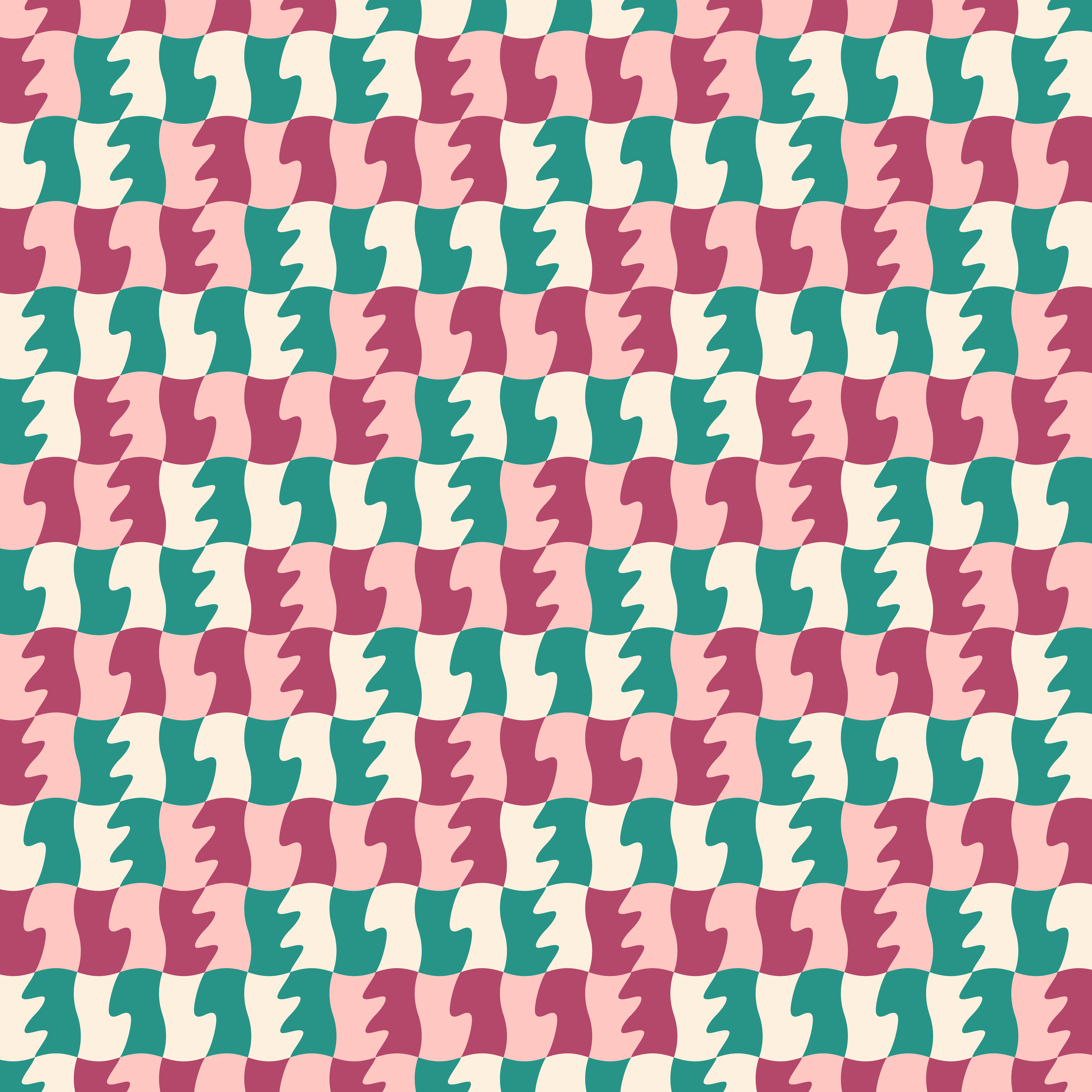
Tessellation ambigramme Elle, où l'espace négatif forme le même mot entre les lettres après rotation de 180 degrés.
Pavage Fuck, ambigramme à 4 directions, symétrique par rotation de 90 degrés, créé à partir d'un triangle rectangle isocèle.
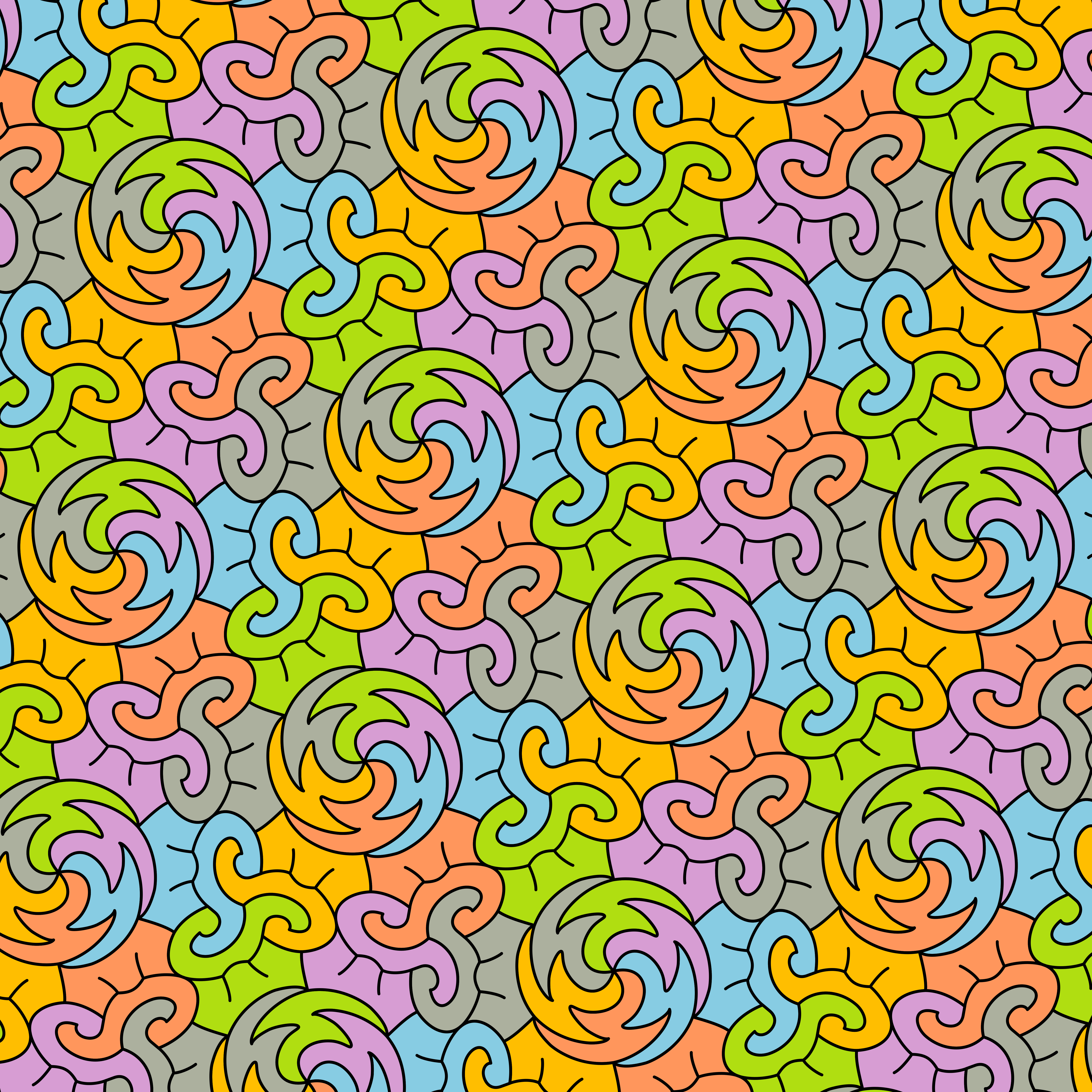
Tessellation Yes, ambigramme à 6 directions, symétrique par rotation de 60 degrés, créé à partir d'un pentagone.

### Ambigrammes en chaîne

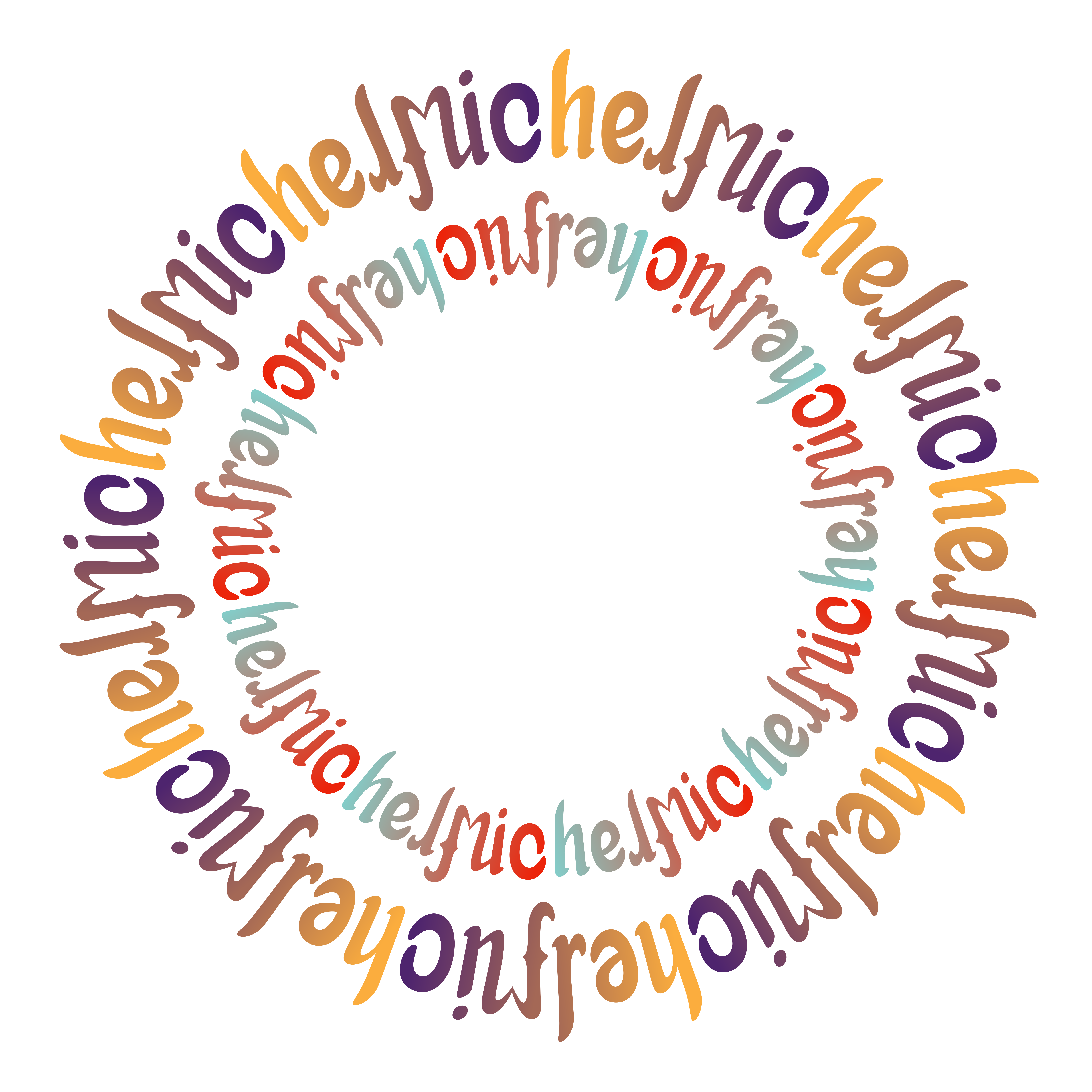
Ambigramme en chaîne rotationnel Michel Onfray.

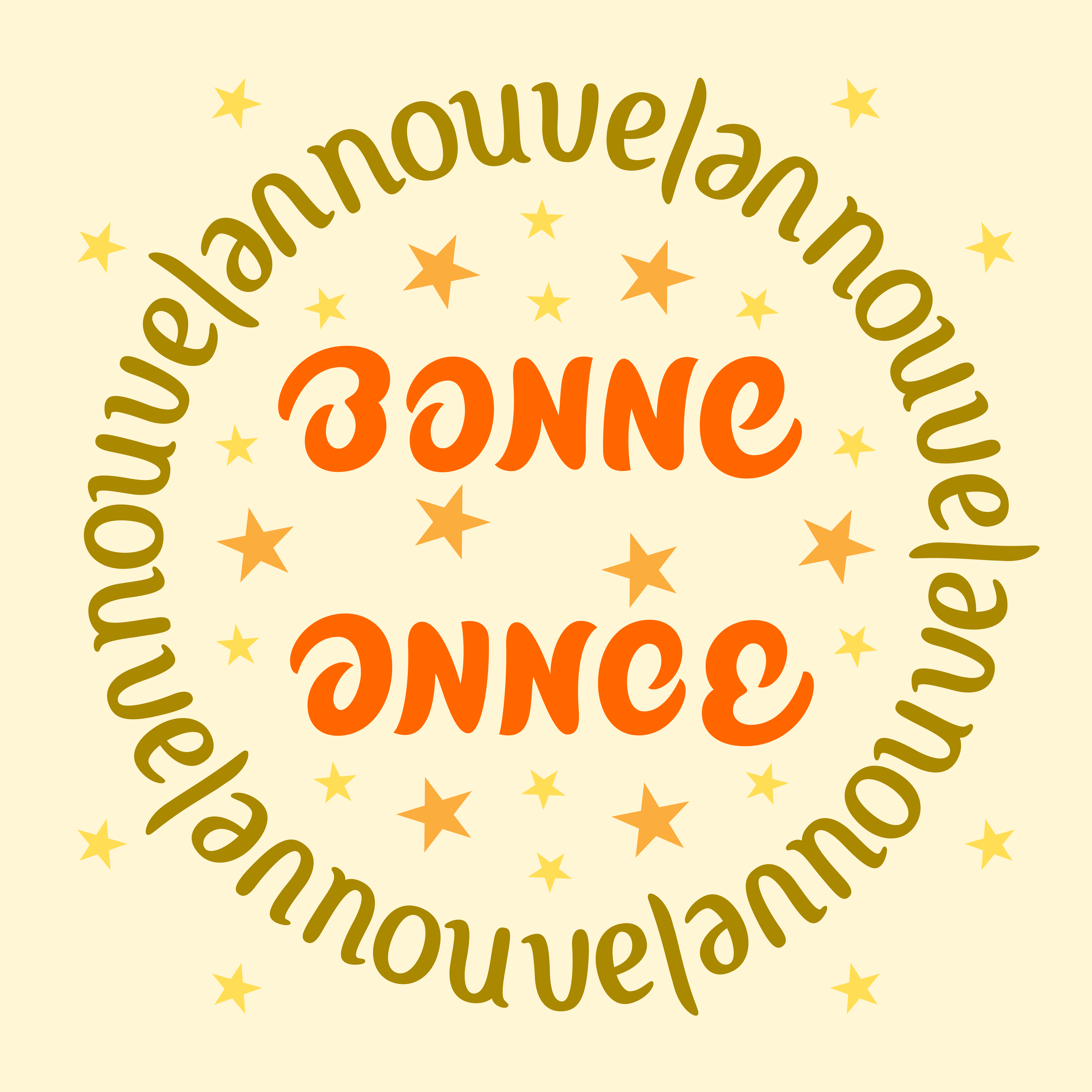
Nouvel an, chaîne de texte avec symétrie par rotation d'un demi-tour. Ici, le motif se décompose en 6 fois lannouvel où le L final du précédent est chaque fois combiné au L initial du suivant.

Avec les dernières lettres d'un mot combinées aux premières, certains ambigrammes peuvent s'enchaîner à la suite et former une boucle ou une spirale infinie. C'est ce qu'on appelle les ambigrammes en chaîne. Ces mots ne sont lisibles qu'en groupe et ne peuvent être isolés (sauf si la chaîne est constituée d'un mot unique). Les lettres se chevauchent, généralement ; un mot commence à mi-chemin d'un autre.
Les œuvres Infinity de Scott Kim, et celle de John Langdon Chain reaction, sont également autoréférentielles, puisque la première est infinie au sens littéral du terme, et la seconde, à la fois réversible à 180° et interférente autour de la lettre O, évoque une réaction en chaîne.

### Ambigrammes de lettres tournoyantes
Un ambigramme de lettres tournoyantes, couramment appelé spinonyme (de), de l'anglais « spin » (tournoyer), associé au suffixe -onyme (nom), est un type d'ambigramme dans lequel un mot est écrit en utilisant le même glyphe répété dans des orientations différentes. « WEB » ou « BMW » (en majuscule), sont des exemples de mots qui peuvent facilement être façonnés en spinonymes, car leurs lettres ont des formes similaires. Dans certains cas, les glyphes subissent à la fois des rotations et des réflexions.

Motor Bike Expo (it), logo « MBE », où le même glyphe se répète dans trois orientations.
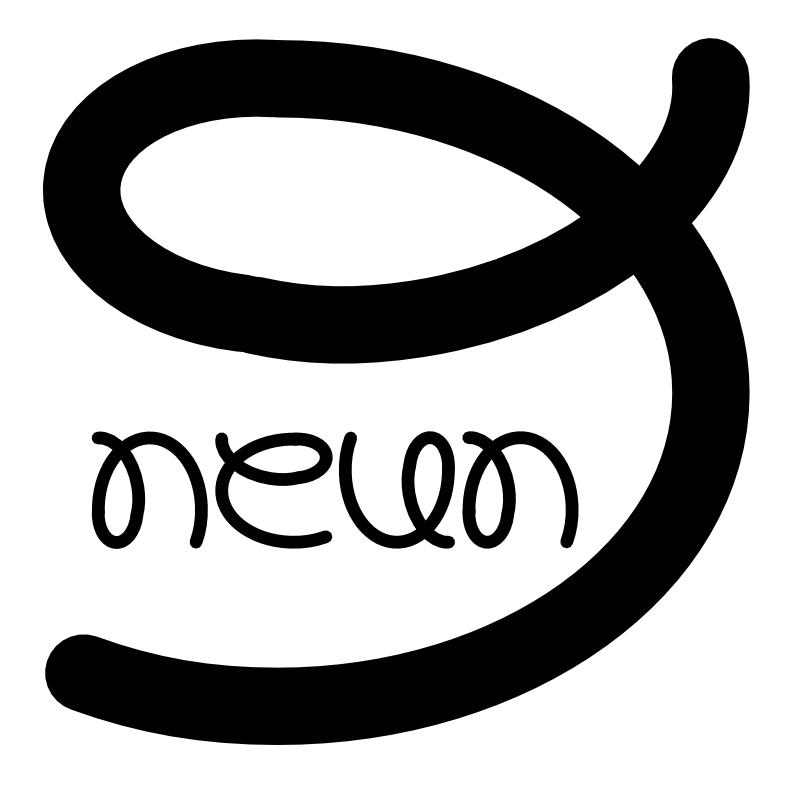
Spinonyme « neun 9 » (neuf, en allemand).
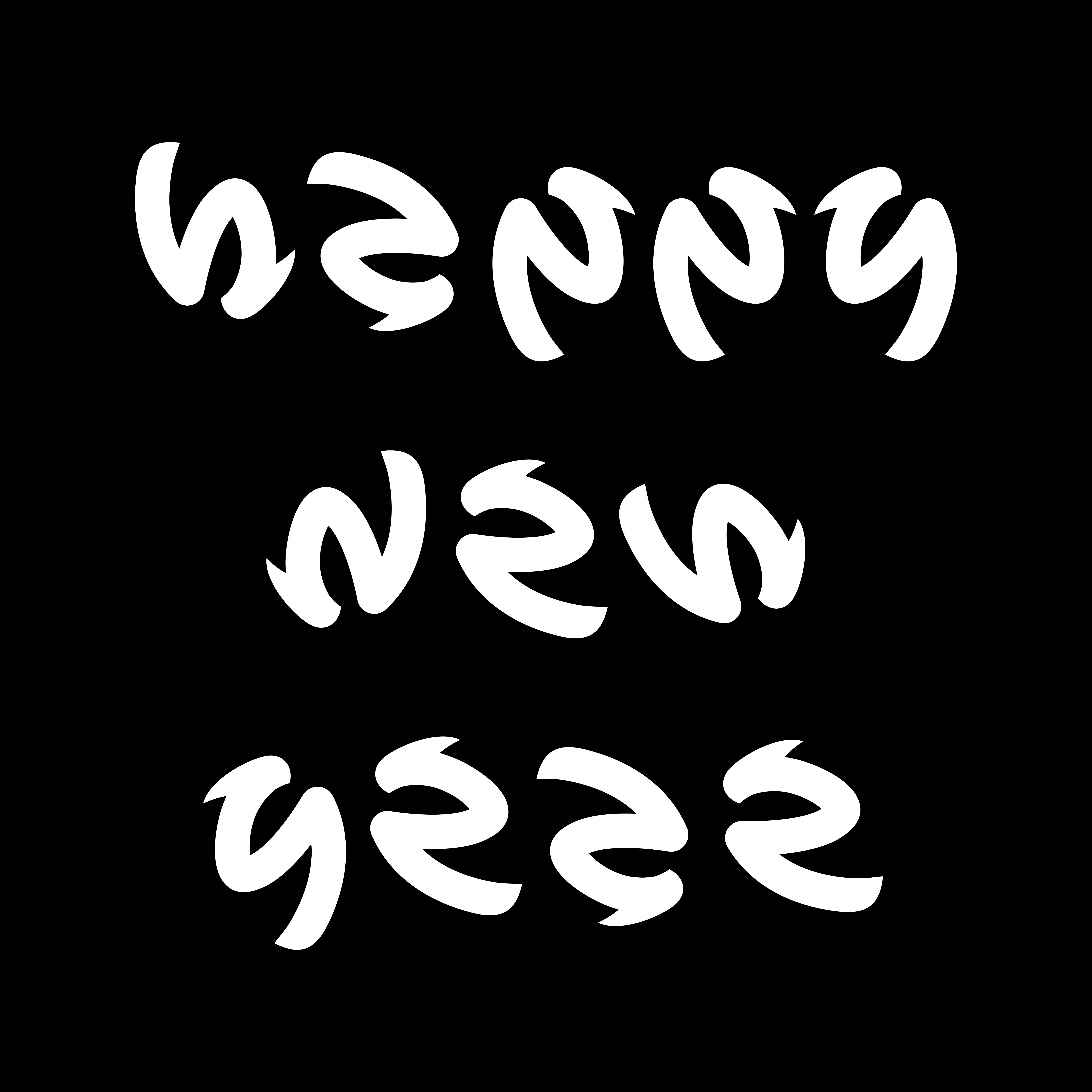
Happy New Year, phrase spinonyme composée de douze lettres.

### Ambigrammes de décalage perceptuel

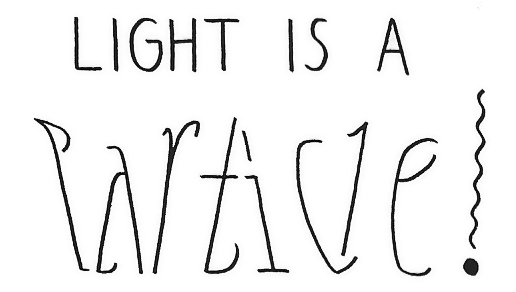
Ambigramme de décalage perceptuel Wave /Particle (onde/corpuscule, en anglais), par Douglas Hofstadter.

Les ambigrammes de décalage perceptuel, également appelés « ambigrammes par oscillation », sont des calligraphies dépourvues de symétrie, qui peuvent être lues comme deux mots différents selon la façon dont les courbes des lettres sont interprétées. Ces ambigrammes fonctionnent sur le principe des images ambigües de style canard-lapin.
Par exemple, Douglas Hofstadter exprime la double nature de la lumière telle que révélée par la physique avec son ambigramme de décalage perceptuel Wave /Particle (onde/corpuscule, en anglais).
Avec son ambigramme par décalage perceptuel, Joël Guenoun fait rimer les mots épanoui / grognon avec oui / non contenus dans la fin de chaque mot, grâce à la graisse (épaisse / fine) de sa police d'écriture.
Une technique différente est mise en œuvre pour transformer 2012 en « Now » à l'occasion de la nouvelle année, quand le chiffre 2 pivote pour former le N, le 0 demeurant assimilable à un O, et les chiffres 1 et 2 s'agglutinent pour évoquer un W.

### Ambigrammes fractals
En mathématiques, une fractale est une forme géométrique qui présente une invariance par rapport à l'échelle. Un morceau de l'ensemble, s'il est agrandi, a les mêmes caractéristiques géométriques que l'objet entier. Un « ambigramme fractal » remplit l'espace où le mot pavé se ramifie puis se rétrécit de manière autosimilaire, formant une fractale. En général, seules quelques lettres sont contraintes dans un ambigramme fractal. Les autres lettres n'ont pas besoin de se ressembler, et peuvent donc être façonnées librement.

### Ambigrammes 3D

L'ambigramme 3D GEB (pour Gödel, Escher, Bach) sur la couverture du livre de Douglas Hofstadter, dans l'édition de 1979.

Un ambigramme tridimensionnel, ou ambigramme 3D, est une conception graphique ou volumique, où un objet présente différentes lettres ou mots selon l'angle sous lequel il est observé.
L'édition originale de 1979 du livre Gödel, Escher, Bach de Douglas Hofstadter présente un ambigramme tridimensionnel sur la couverture.
De telles constructions tridimensionnelles peuvent être générées à l'aide d'une géométrie de construction de solides, technique utilisée en modélisation, puis fabriquées physiquement avec la méthode de prototypage rapide.
Les sculptures ambigrammes en trois dimensions peuvent également être réalisées en arts plastiques. Ce sont des œuvres anamorphosiques qui changent d'apparence selon l'angle de vue.
Les ambigrammes tridimensionnels des artistes Francis Tabary, et Mia Florentine Weiss (en), respectent généralement une symétrie miroir ou centrale, ce qui signifie que les sculptures sont lisibles de devant et de derrière, ou à l'envers, tandis que ceux du sculpteur illusionniste Markus Raetz emploient un angle à 90 degrés entre les points de vue séparant les deux lectures, ce qui implique une morphologie différente, avec des lettres moins ambigües sur le plan typographique, mais toutes décalées en diagonale, sur le support.

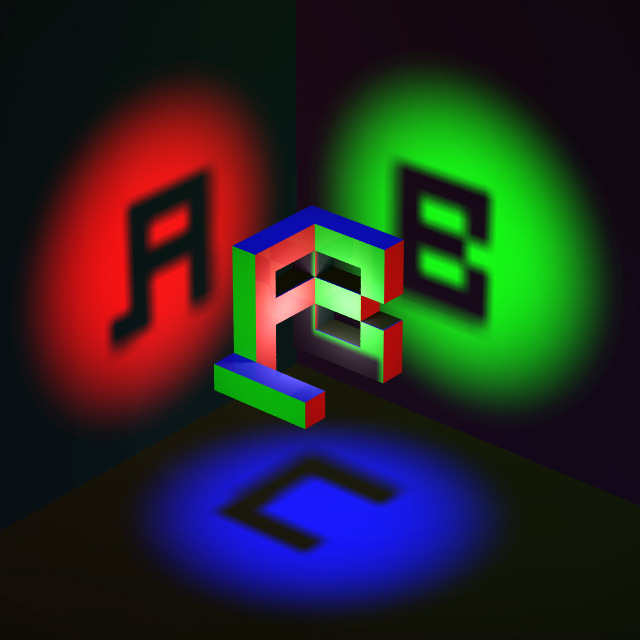
Ambigramme tridimensionnel ABC.
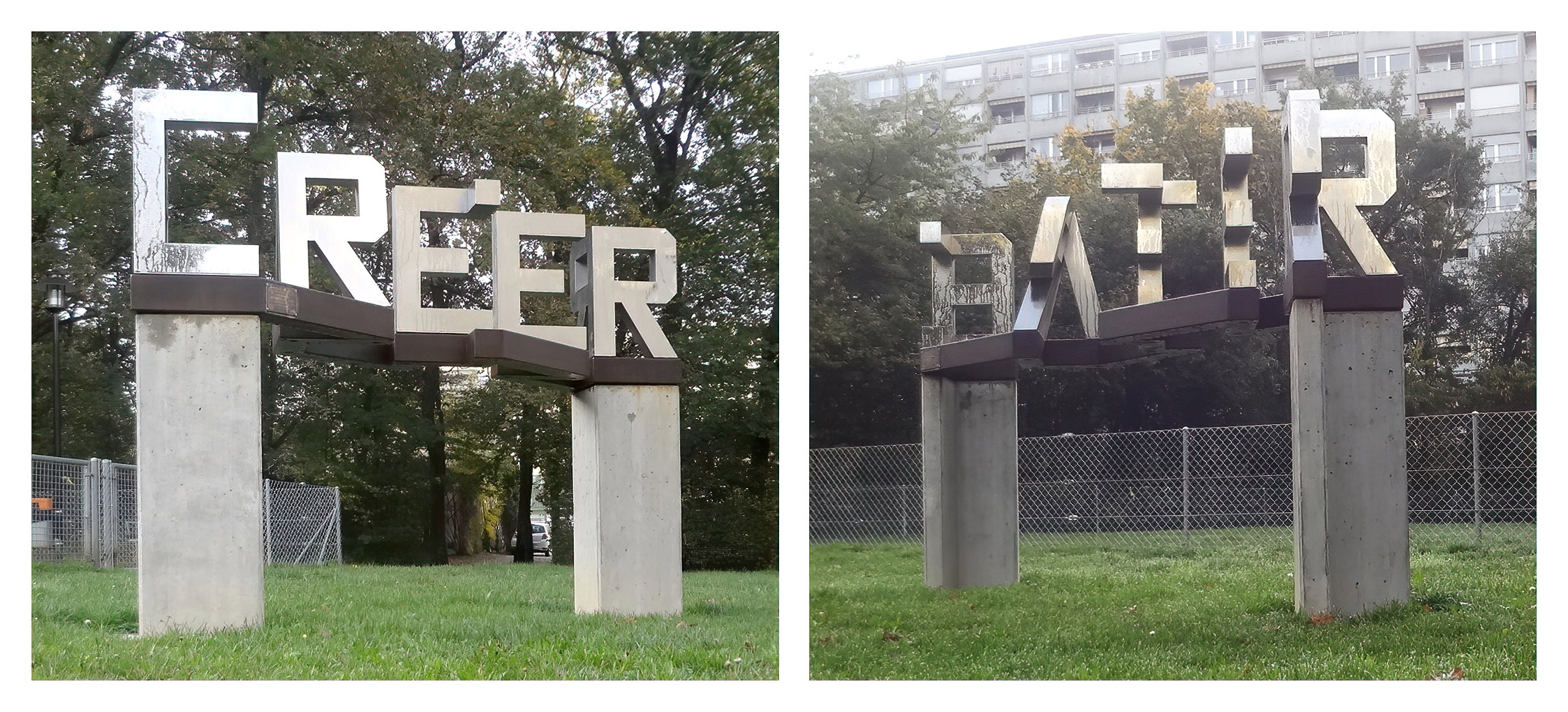
Ambigramme « Créer / Bâtir », sculpture de l'artiste Michel Schnider, à Onex (canton de Genève), en 2018, observé selon deux angles de vue.

### Ambigrammes complexes et autres types

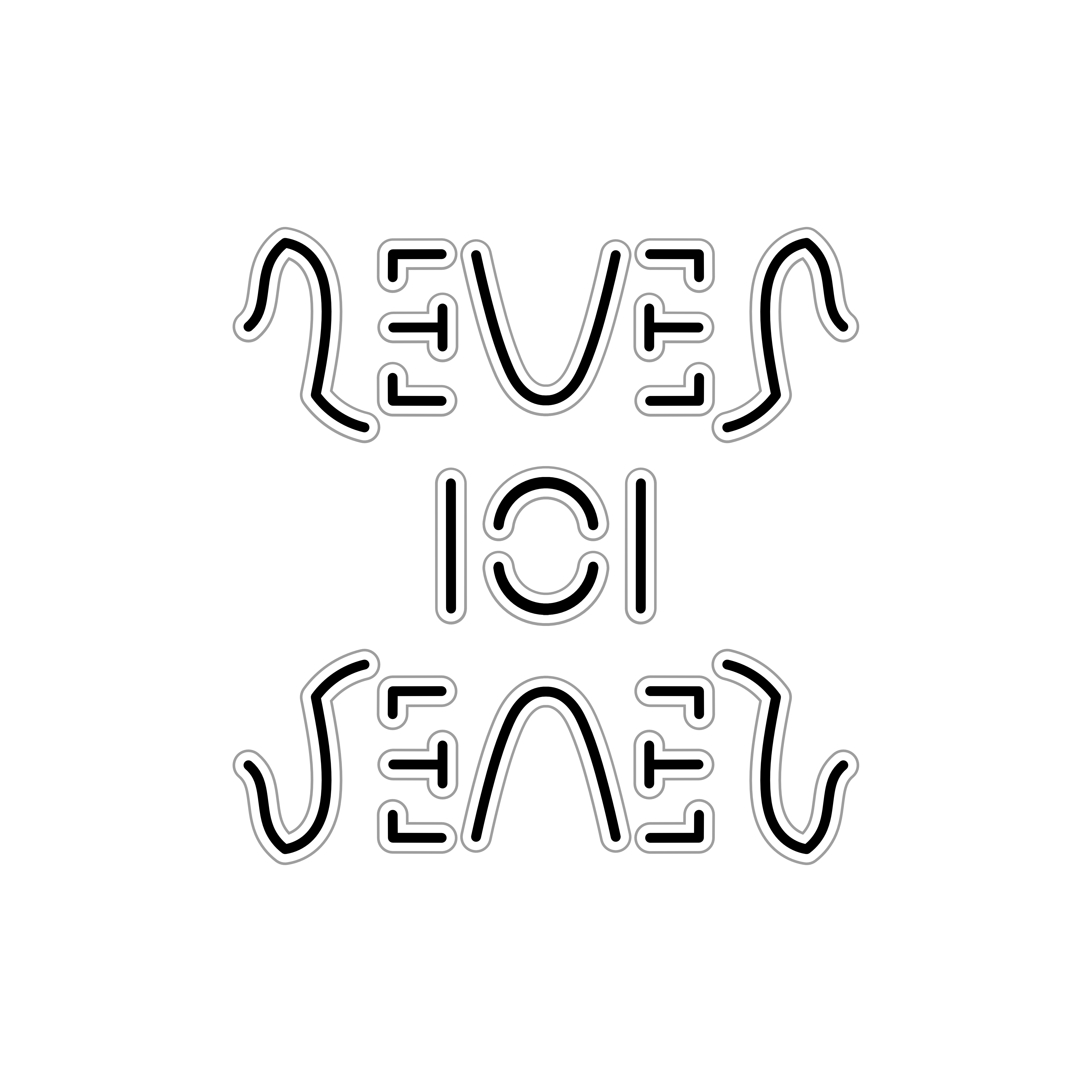
Dans cette calligraphie, la phrase Rêves ici venez est réversible selon un axe vertical ou un axe horizontal.

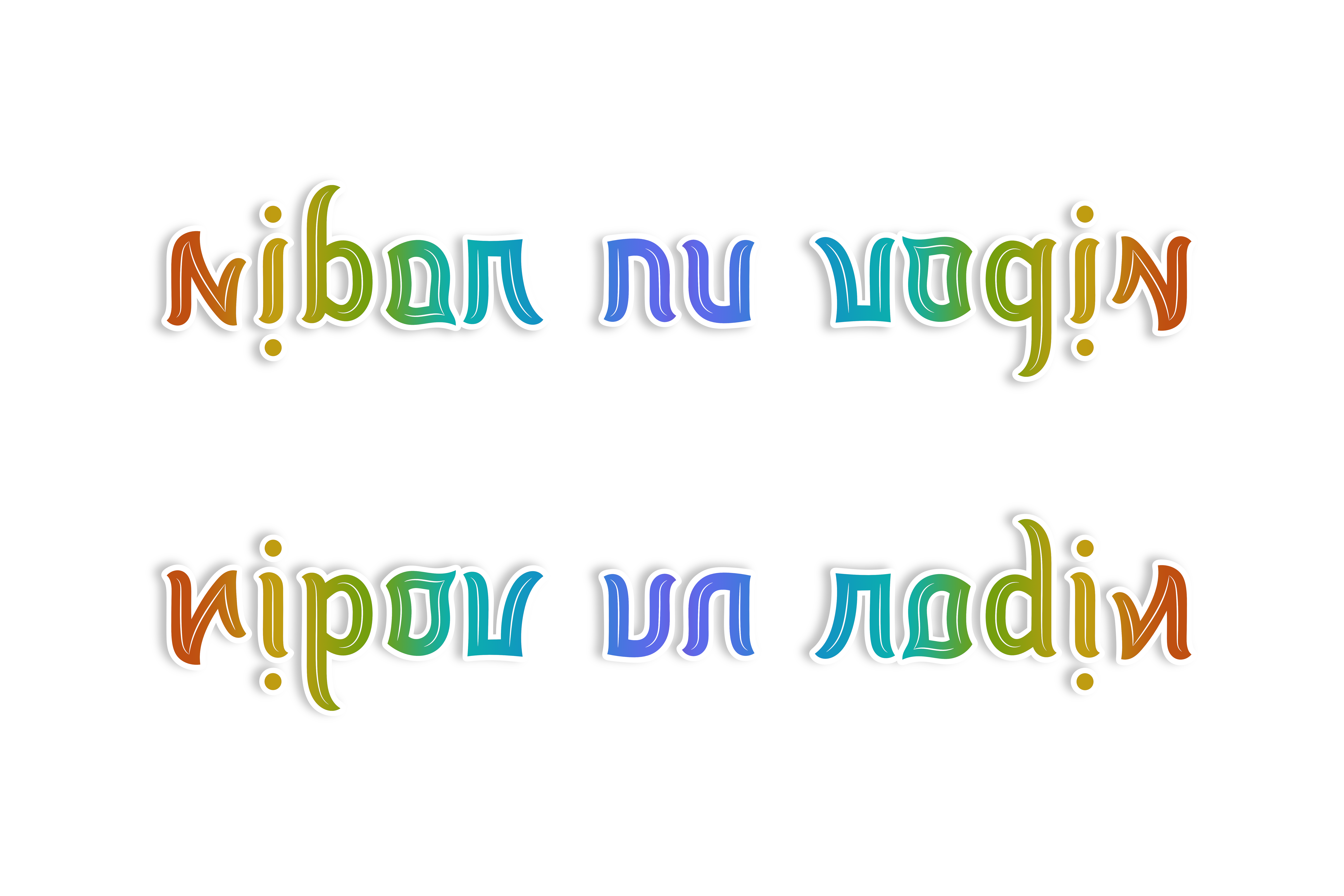
La phrase Nibar nu vagin, invariante à l'envers, devient Ripou un radin (gynécologue) à travers un miroir horizontal. Verticalement, les deux phrases s'inversent.

Certains ambigrammes impliquent plus d'une symétrie, ou satisfont les critères de plusieurs types.
Ainsi, quelques mots comme « OXO » par exemple, peuvent à l'état naturel se lire à la fois à l'envers et dans un miroir, grâce à une symétrie dihèdre quadruple, possédant un point pivot et deux axes de réflexion, vertical et horizontal.
De même, certains ambigrammes composés de lettres tournoyantes (« spinonymes ») sont dans certains cas aussi lisibles à 180°, ou dans un miroir.
D'une manière générale, les ambigrammes appartenant à de multiples catégories sont complexes dans la mesure où ils obéissent à plusieurs contraintes architecturales.
Par exemple, le logo Sun (Microsystems) satisfait les critères de plusieurs types : ambigramme en chaîne, « spinonyme », symétries de rotation à 90° et à 180°.
D'autres types de mots ambigus, ou de puzzles de lettres, sont également assimilés aux ambigrammes, notamment les « ambigrammes de dissection », dans lesquels chaque lettre découpée dans une surface plane s'assemble sans perte d'espace pour former un mot, séparément.
Les ambigrammes formant des toiles et ceux qui s'entrecroisent en partageant quelques lettres communes sont partiellement contraints, et s'avèrent par conséquent plus faciles à concevoir que ceux au sens strict.
Les images ambigües associant mots et dessins sont aussi généralement assimilées aux ambigrammes. Elles prennent parfois l'apparence de silhouettes, formant des messages écrits lorsqu'elles sont observées sous un angle particulier. Ainsi, l'illusion du menteur de Paul Agule représente le mot anglais « liar » calligraphié d'une certaine manière, de façon à révéler, par un décalage perceptif, la silhouette d'un visage.
L'ambigramme complexe de l'illustrateur Jean-Claude Pertuzé s'affichant « café sucré » dans un sens et « acide amer » dans l'autre relève d'une prouesse technique exceptionnelle dans la mesure où il combine à la fois le type figure-fond et le type rotationnel à 180°. En effet, à l'endroit le mot « café », peint en rose, est intégré dans l'espace négatif contenu entre les lettres du mot « sucré », peint en vert ; et à l'envers, ces mêmes mots livrent de nouvelles significations sur le même registre sémantique : Le mot rose devient « amer » (inversion de café) et le mot vert devient « acide » (inversion de sucré). Ainsi chaque mot individuellement pivote, mute, et surgit dans la forme graphique d'un autre.

## Symboles

### Ambigrammes en différentes langues
Les ambigrammes existent dans de nombreuses langues. Avec l'alphabet latin, les mots combinent fréquemment les lettres minuscules avec les majuscules, pour faciliter la correspondance des symétries. Mais les mots rotationnels, comme ceux en miroir, peuvent aussi fonctionner dans d'autres alphabets, comme l'arabe, le bengali, le cyrillique, le grec et même dans les kanjis chinois ou japonais.
En coréen, les mots 곰 (ours) et 문 (porte) forment un ambigramme rotationnel naturel.
Le kanji signifiant « cent » s'écrit 百 en chinois, ce qui en fait un ambigramme naturel par rotation à 90°, lorsque le glyphe tourne d'un quart dans le sens inverse des aiguilles d'une montre, on devine le nombre « 100 » légèrement stylisé.

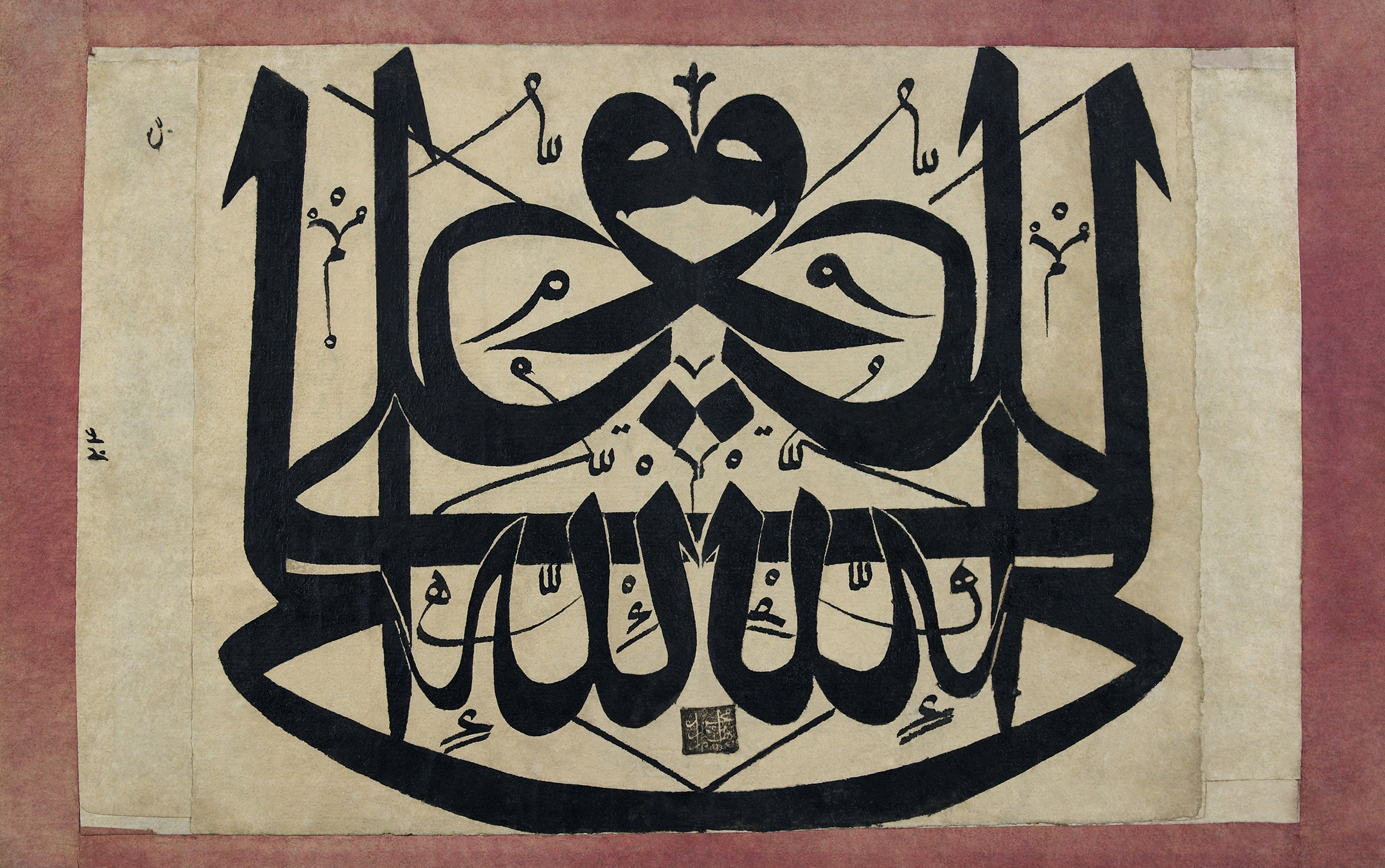
Ambigramme miroir sur panneau ottoman représentant la phrase علي ولي الله (Ali est le gardien de Dieu, en arabe), entre 1720 et 1730.
Le mot « বাংলা » (Bangla, en Bengali), ambigramme pivotant.
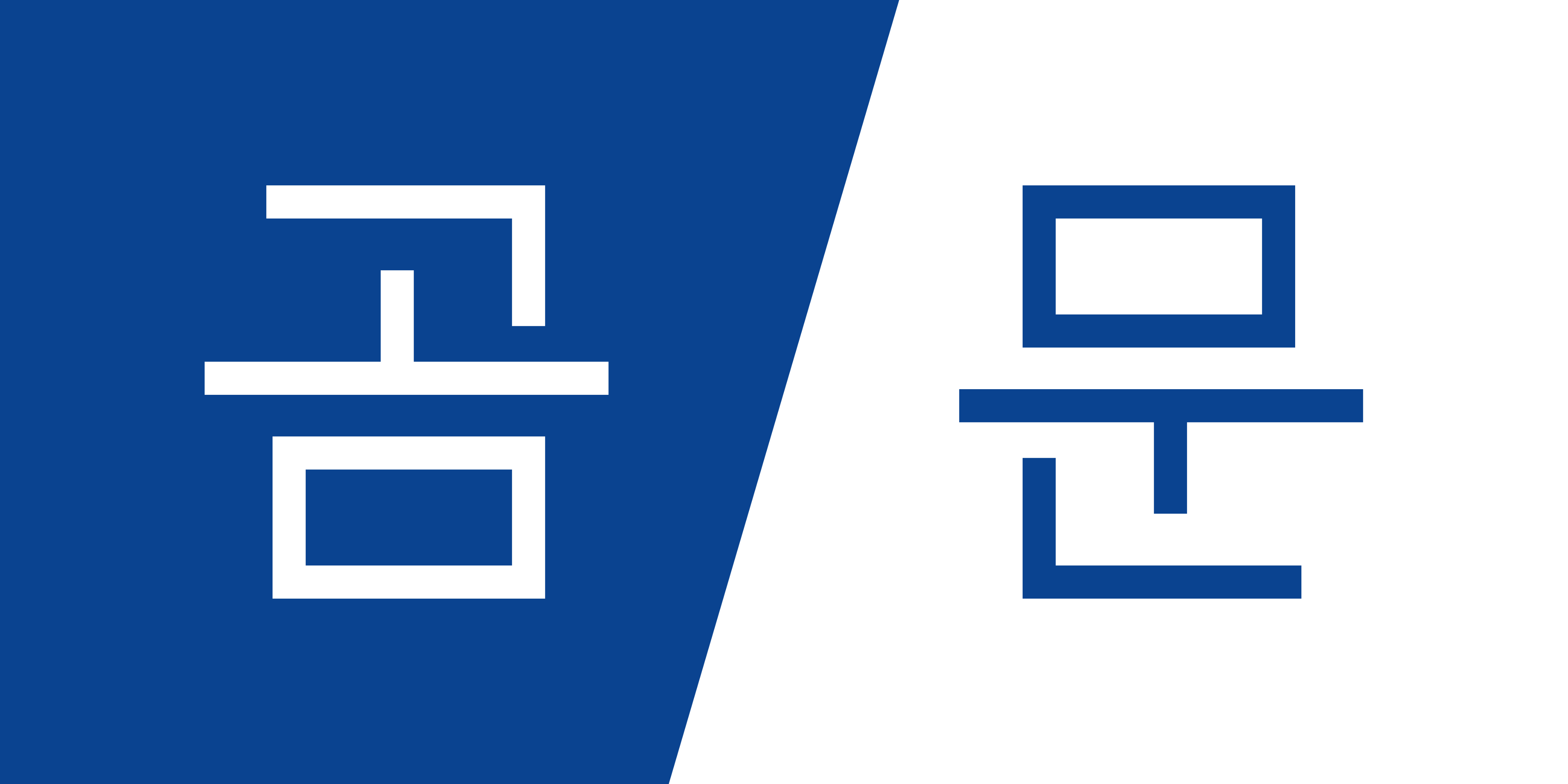
Ambigramme naturel 곰 / 문 (Ours / Porte, en coréen), symétrie par rotation de 180°.

### Ambigrammes de nombres

Opération arithmétique 2+1+5=8, révélant la loi commutative.

Un ambigramme de nombres, ou ambigramme numérique, contient des chiffres, comme 1, 2, 3...
En mathématique, un nombre palindrome (également connu sous le nom de palindrome numérique) est un nombre qui reste le même lorsque ses chiffres sont inversés sur un axe vertical.
Les nombres palindromes contenant seulement 1, 8 et 0, constituent des ambigrammes numériques naturels (visuellement symétriques à travers un miroir). De plus, parce que le glyphe 2 est graphiquement le miroir de 5, cela signifie que des nombres comme 205 ou 85128 sont des ambigrammes miroirs naturels. Sans être palindromes au sens mathématique, ils se lisent néanmoins de gauche à droite ou de droite à gauche, comme d'authentiques ambigrammes miroirs.
En mathématique, un nombre strobogrammatique (en), symétrique par rotation de 180 degrés, peut être lu à l'endroit comme à l'envers (par exemple, 69, 96, 1001),.
Certaines dates sont des ambigrammes numéraux naturels, par exemple le 12 02 2021, le 22 02 2022,, surnommé « Twosday » (jour des deux en anglais, homophone de Tuesday, mardi),, ou mieux, le 02 02 2020, jour et mois interchangeables. En 1961, l'artiste Norman Mingo (en) a créé une couverture réversible pour le magazine Mad avec un ambigramme de cette année strobogrammatique. Le titre avertit « Peu importe la façon dont vous la regardez... ça va être une année folle. 1961, la première année à l'envers depuis 1881. »
Les ambigrammes de nombres reçoivent une attention particulière dans le champ des mathématiques récréatives,,.
Les ambigrammes avec des nombres combinent parfois aussi les lettres. Parce que le chiffre 5 a approximativement la forme de la lettre S, le chiffre 6 celle d'un b minuscule, et le chiffre 9 celle d'un g, il est possible de jouer sur ces similitudes pour concevoir des ambigrammes numéraux-alphabétiques. Par exemple, le logo de Sochi 2014 (jeux olympiques) affiche les quatre glyphes contenus dans l'année 2014 de manière symétrique avec les quatre lettres S, O, I et H.
Par symétrie d'axe horizontal, l'année 2016 se transforme naturellement en « joie », chacun des quatre chiffres se métamorphosant en lettre.

Ambigramme partiel, le logo officiel de Sochi 2014 (jeux olympiques) offre des symétries miroirs et rotationnelles entre ses lettres et ses chiffres.
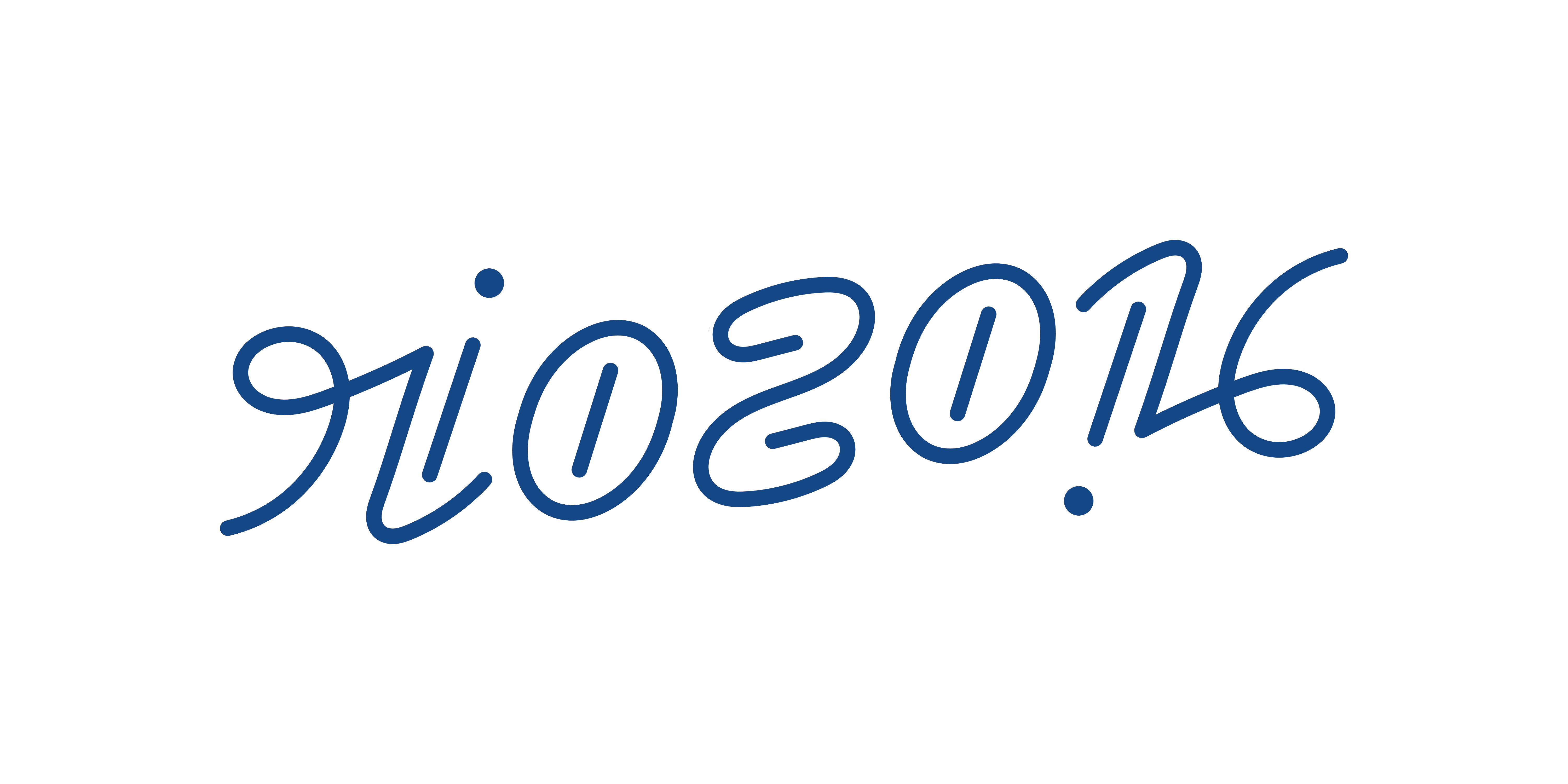
Rio 2016 (jeux olympiques), ambigramme pivotant d'un demi-tour, fusionnant des lettres et des chiffres.

### Autres symboles

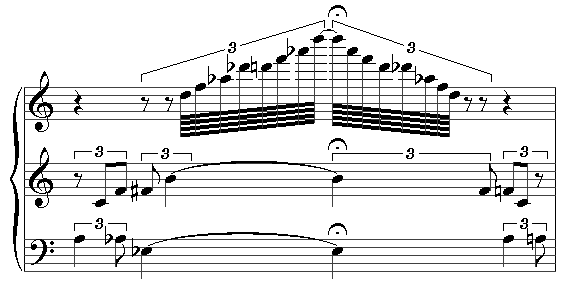
Palindrome intégrant des notes de musique, ici la partie centrale de l'opéra Lulu d'Alban Berg.

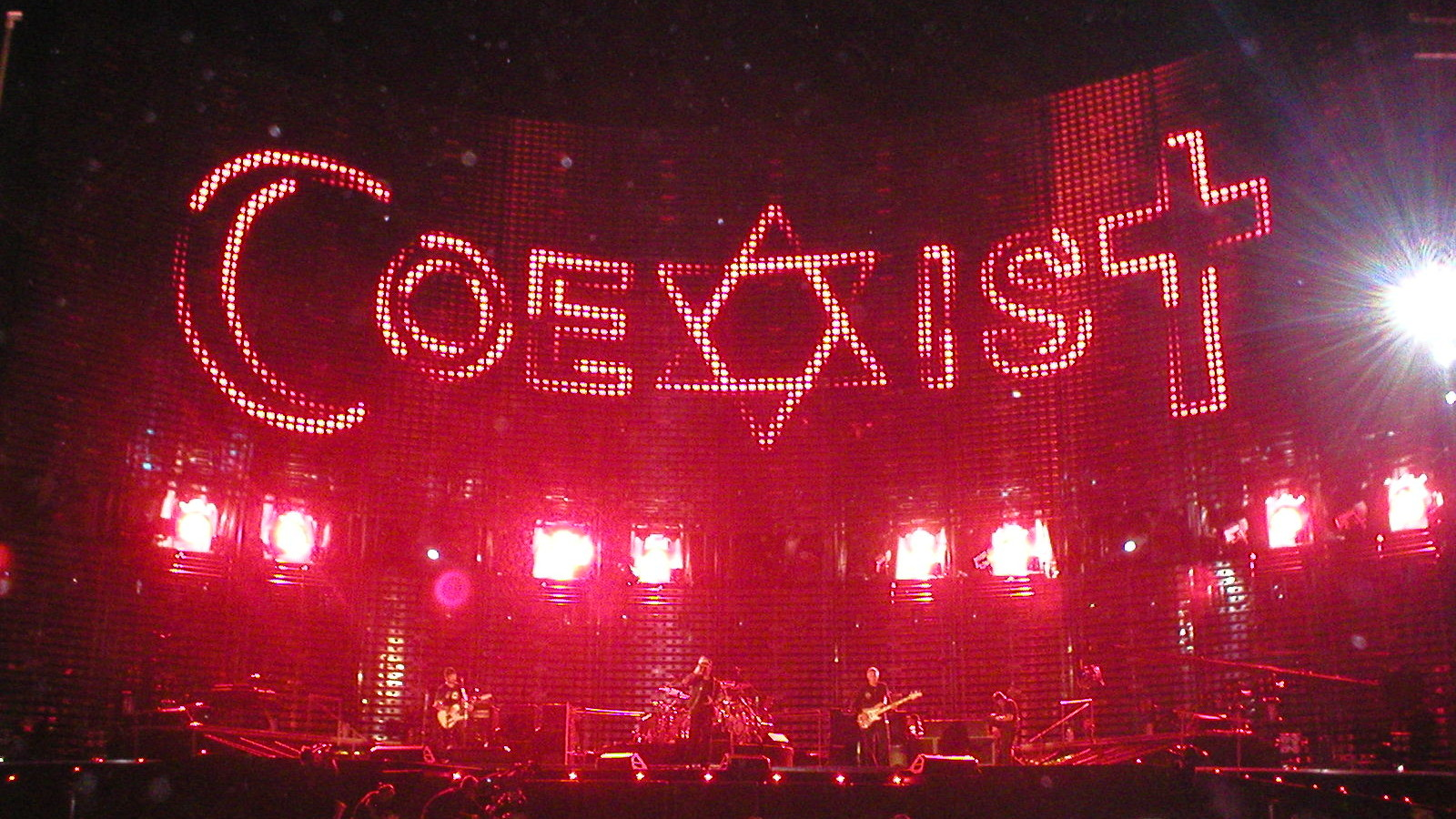
Le logo Coexist créé en l'an 2000 par Piotr Młodożeniec et utilisé par le groupe U2 dans une tournée, tire parti de la ressemblance entre certains symboles religieux et les lettres de l'alphabet.

En dehors des lettres de l'alphabet utilisées pour le langage, et des nombres utilisées en numération, d'autres symboles existent pour coder divers champs d'activité, comme les signes du code Morse ou les notes de musique dans les partitions.
Le signal de détresse international en code Morse SOS • • • — — — • • • est un ambigramme naturel constitué de points et de tirets. Graphiquement, la séquence symétrique pivote à l'envers ou s'inverse à travers un miroir.
En morse, la lettre P codée • — — • et la lettre R codée • — • sont individuellement symétriques, comme plusieurs autres lettres et certains chiffres. Aussi, la lettre G codée — — • est la symétrie exacte de la lettre W codée • — —. Ainsi, la combinaison — — • / • — —, codant l'appariement G/W, constitue un « hétéro-ambigramme » naturel. Par conséquent, il existe des ambigrammes naturels porteurs de sens codés en code Morse, comme le mot « doudou » — • •  — — —  • • —  — • •  — — —  • • —, la phrase « ail fin » • — • • • — • • • • — • • • — •, ou encore « Esope reste et se repose » • • • • — — — • — — • • • — • • • • • — •  • — • • • • • — • • • — — • — — — • • • •, palindrome de signes et de lettres,,,.
En musique, l'interlude de l'opéra Lulu d'Alban Berg est un palindrome. Ainsi, la partition composée de notes de musique est graphiquement symétrique par un axe vertical, générant un palindrome de symboles.
L'ambigramme « SYMBOLOGY » de Langdon, John (en) est constitué de symboles représentant chaque lettre. Par exemple le S est évoqué par un yin et yang, le Y par un cube orienté aux arêtes concourantes, le M par deux triangles, etc..
Le logo Coexist, visuellement ☪OE✡IS✝, a été créé en l'an 2000 par le graphiste polonais Piotr Młodożeniec (pl) pour un concours organisé par un musée à Jérusalem. Il exploite les similitudes graphiques entre les symboles des trois grandes religions monothéistes et certaines lettres de l'alphabet latin. Ainsi, le croissant remplace la lettre C, l'étoile de David la lettre X, et la croix latine la lettre T. Ce visuel a inspiré de nombreuses personnes et personnalités, notamment des étudiants pour une marque de vêtement, et les membres du groupe U2 qui l'ont utilisé dans leurs concerts lors du Vertigo Tour. Ce logo de type décalage perceptuel est aujourd'hui décliné en de nombreuses versions, parfois avec d'autres lettres ajoutées sous forme de symboles, par exemple le S en yin et yang ou un O sous forme de peace and love.
En biologie, les chercheurs étudient la propriété ambigrammatique de certains virus en utilisant des représentations visuelles de leurs séquences symétriques,,.

## Champs

### Ambigrammes dans l'art

#### Calligraphie et typographie

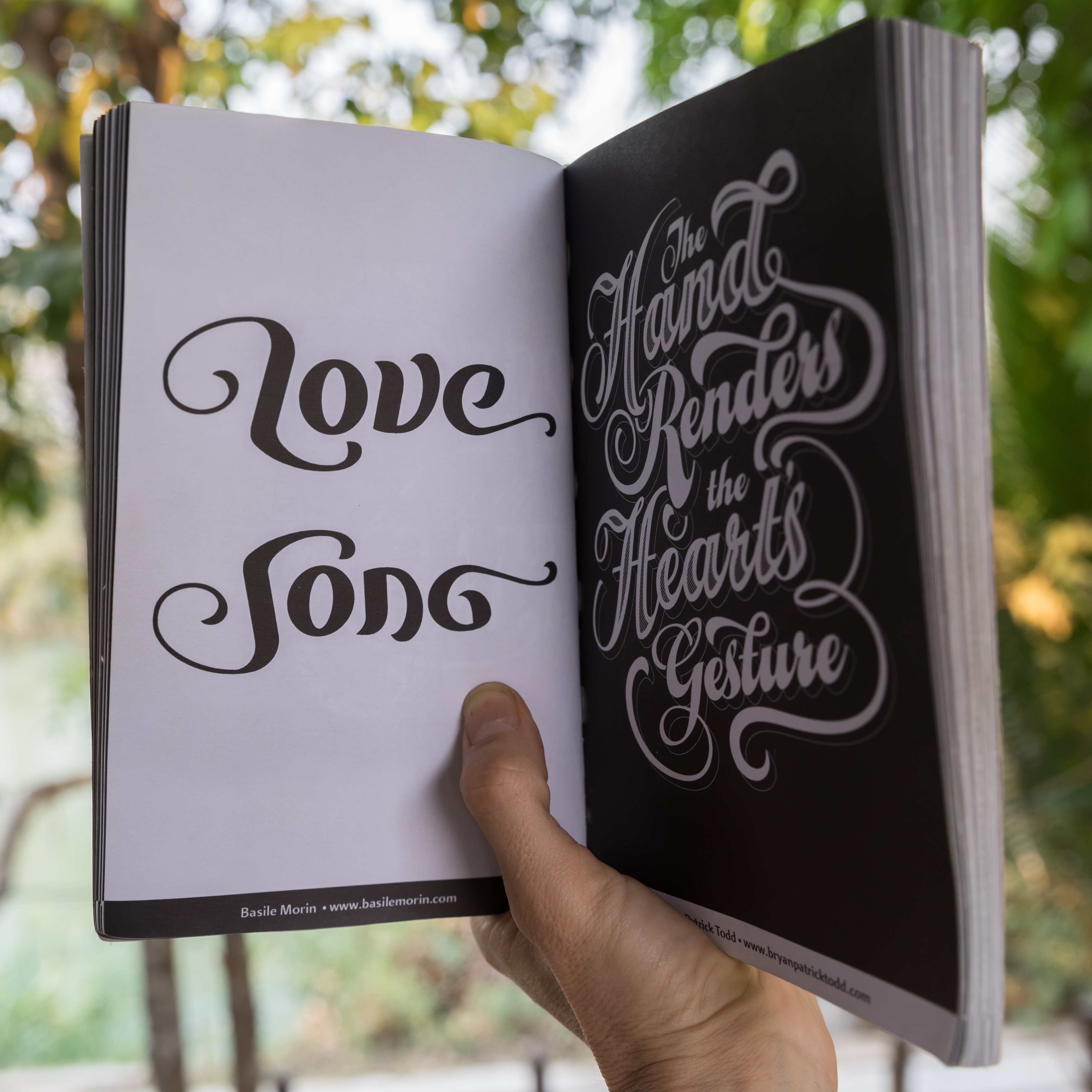
Ambigramme réfléchissant Love Song, dans un livre de calligraphie.

À mi-chemin entre la calligraphie et la typographie, le lettrage des ambigrammes couvre l'art de dessiner des lettres. Ici, chaque glyphe, créé avec une attention aux détails, a un rôle unique au sein d'une composition. Le lettrage des ambigrammes ne se traduit pas par des combinaisons de lettres de l'alphabet pouvant être utilisées comme une police de caractères. Elles sont au contraire créées au cas par cas, en fonction de mots spécifiques.
Le calligraphe, graffeur et graphiste Niels Shoe Meulman (en) a créé plusieurs ambigrammes de rotation, comme le prénom Apollonia, le nombre anglais fifty, et les hétéro-ambigrammes Shoe / Patta et Love / Fear.
Le typographe américain Mark Simonson (en) a conçu des ambigrammes poétiques et humoristiques, tels les mots Révélation, Typophile, sins, et l'hétéro-ambigramme Drink / Drunk, calembour visuel (Boire à l'endroit / Soûl à l'envers, en anglais), imprimé sur un verre à liqueur, commercialisé.

#### Logos ambigrammes

Bouton en métal New Man sur une chemise, logo ambigramme créé par Raymond Loewy en 1968.

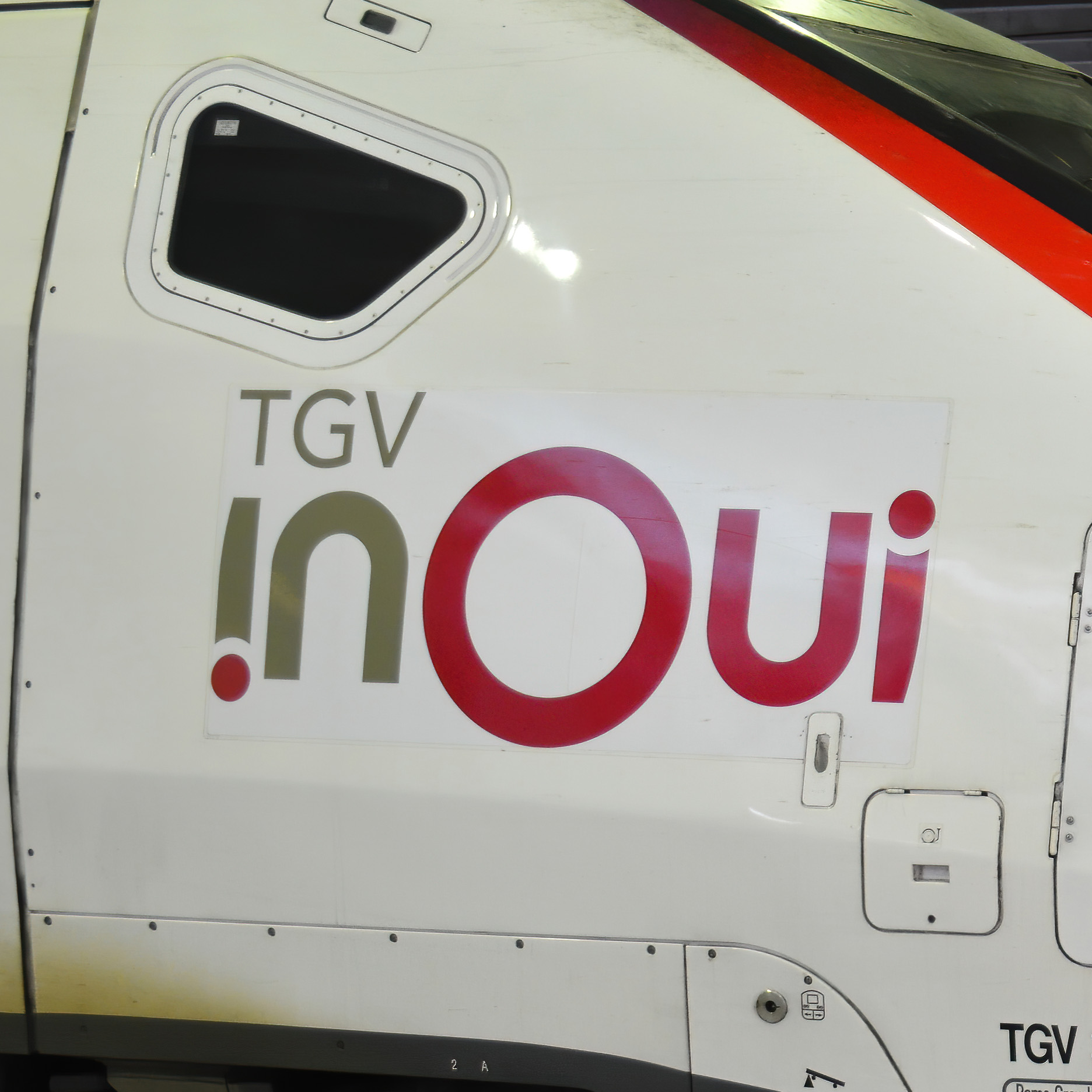
Le logo inOui des TGV de la SNCF est un ambigramme pivotant.

Visuellement frappants et parfois surprenants, les ambigrammes trouvent une large application dans les logotypes d'entreprise, définissant l'identité visuelle de nombreuses organisations, firmes, et marques.
En 1968, Raymond Loewy conçoit le logo ambigramme de la marque de vêtement New Man, lisible à l'endroit comme à l'envers,,,.
Le logo ambigramme miroir du constructeur automobile DMC (DeLorean Motor Company) est né en 1975, dessiné par Phil Gibbon,.
Le logo Sun (Microsystems), conçu par le professeur Vaughan Pratt en 1982, exploite un glyphe répété dans plusieurs directions pour former le mot, lisible à 90° et à 180°.
Le groupe pop suédois ABBA possède un logo ambigramme miroir AᗺBA avec un B inversé, conçu par Rune Söderqvist (sv) en 1976
,.
En 2002, la revue francophone Formules, consacrée à la littérature à contraintes et aux contraintes artistiques volontaires en général, adopte un logo ambigramme pivotant d'un demi-tour, calligraphié par Gilles Esposito-Farèse,,.
En 2017, la SNCF adopte la marque inOui avec un logo ambigramme lisible à 180 degrés pour tous ses TGV.
Célèbre palindrome, la ville de Laval, en France, possède un logo ambigramme miroir, créé par l'agence Royalties.
La station française de sports d'hiver Les Saisies utilise un logo ambigramme rotationnel de sept lettres comme identité visuelle,.
À l'occasion du 22 février 2022 (« 22/02/2022 »), date ambigramme, Florian Gouthière, journaliste au quotidien Libération, a détourné le logo du journal en ambigramme,.
D'autres logos célèbres incluent 
la compagnie d'assurance Aviva ;
l'acronyme CRD (Capital Regional District) du District régional de la Capitale en Colombie-Britannique ;
la société de service américaine DXC (Technology) ;
l'application américaine de nettoyage Handy (en), ;
la filiale IXXI du groupe RATP ;
les confiseries centenaires Maoam du groupe Haribo ;
le logo MAM au style minimaliste du Musée d'Art Moderne de Paris, conçu par les agences IP-3 et Dream on ;
l'acronyme NIͶ du groupe de musique métal américain Nine Inch Nails ;
la multinationale japonaise Nissin au nom palindrome, fabriquant des nouilles ;
l'entreprise de biotechnologie Noxxon (en) ;
l'agence de voyage Opodo en 2001 ;
la marque de produits alimentaires OXO née en 1899 ;
la marque de vêtements Oysho ;
le jeu vidéo pod ;
l'entreprise américaine d'électronique au nom palindrome Sonos ;
les Suns de Phoenix, franchise de basket-ball de la NBA située en Arizona, ;
la marque allemande de colle UHU ;
le logo UA à symétrie quadruple de la marque américaine d'habillement Under Armour ;
le logo Ventura à 25 000 dollars du bureau des visiteurs et des congrès de cette ville en Californie, créé en 2014 par le groupe DuPuis, ;
la société de transport ferroviaire canadienne VIA en 1978 ;
la chaîne de radio et de télévision VOA (Voice of America) née en 1942 ;
l'ancienne chaîne allemande de magasins de disques WOM (World of Music) ;
la société de télécommunication chilienne WOM (es) ;
et le réseau mobile malaisien XOX (en).

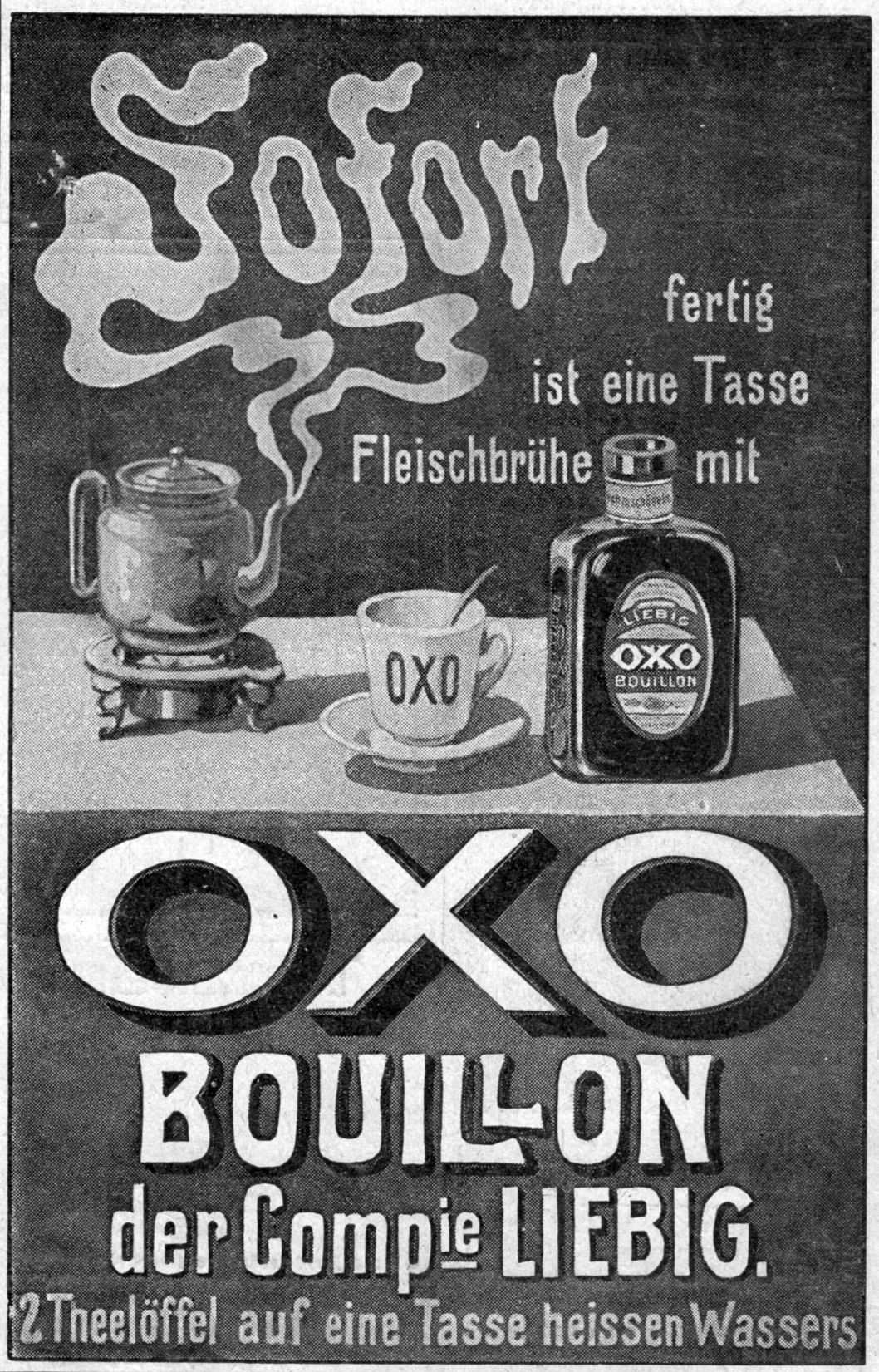
Logo OXO, 1905. Symétrie dihèdre quadruple.
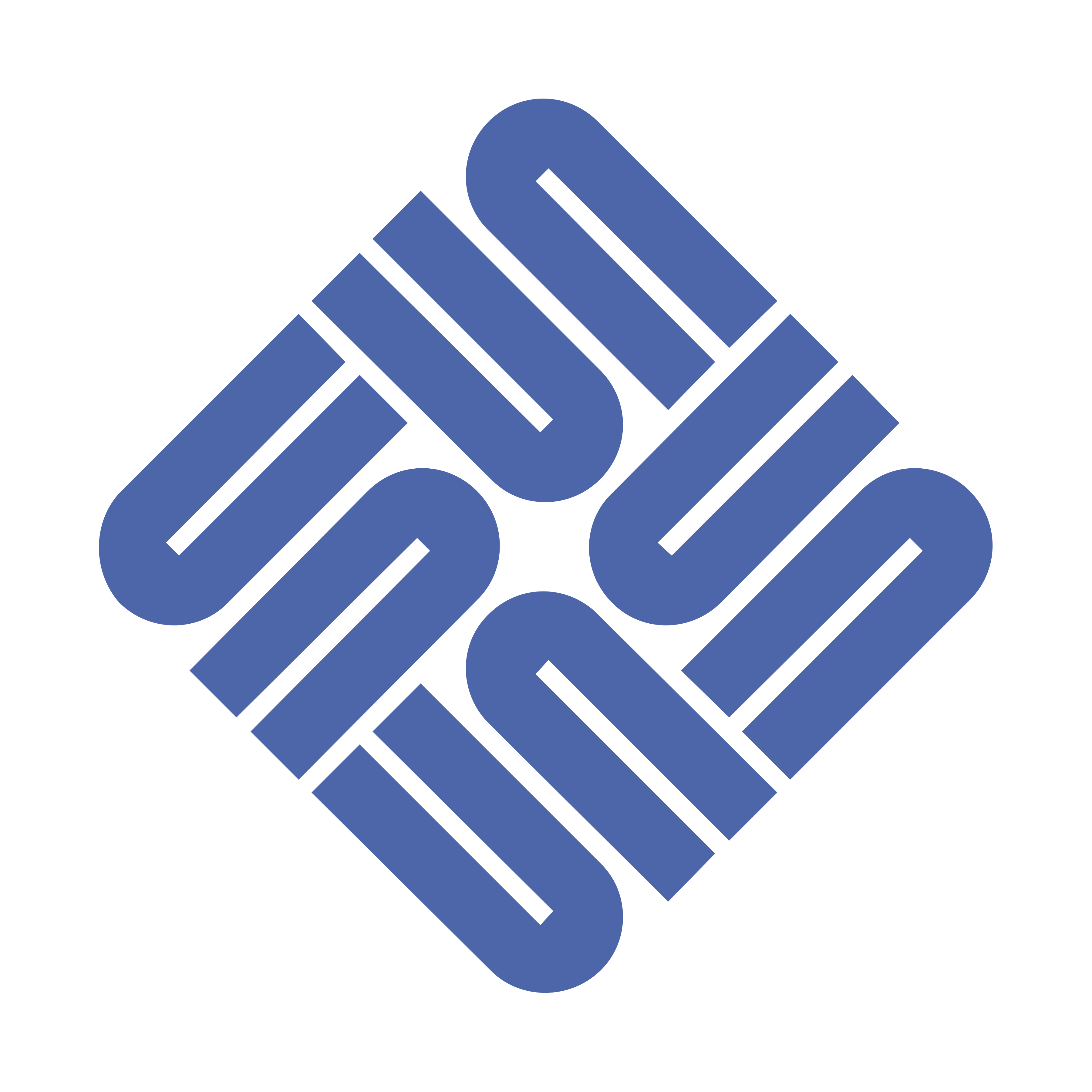
Logo Sun (Microsystems) créé en 1982 par Vaughan Pratt, constitué de lettres tournoyantes.
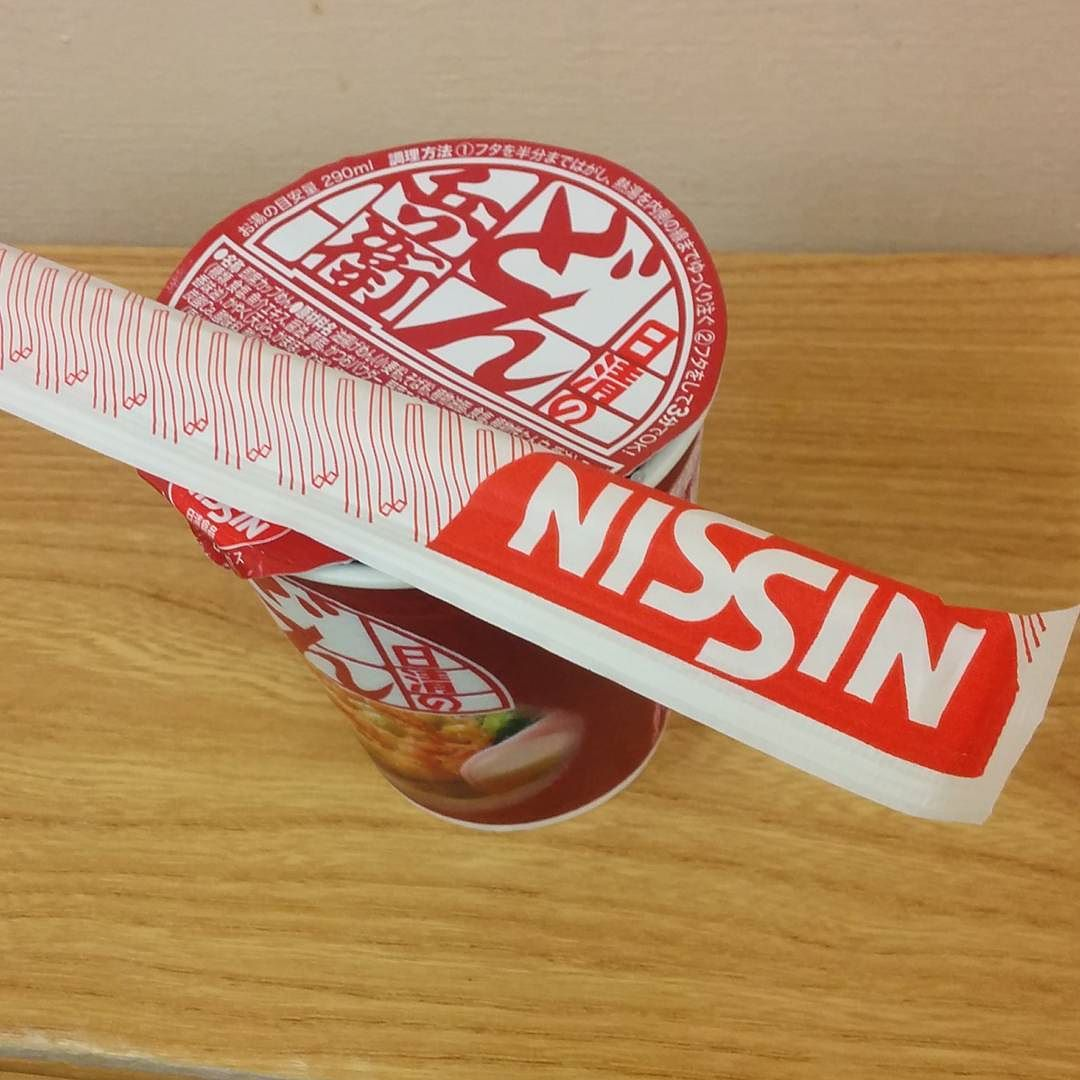
Le logo de la multinationale japonaise Nissin se lit à l'endroit comme à l'envers.
Le logo des confiseries Maoam du groupe Haribo est un palindrome visuel centenaire, symétrique via un axe vertical.
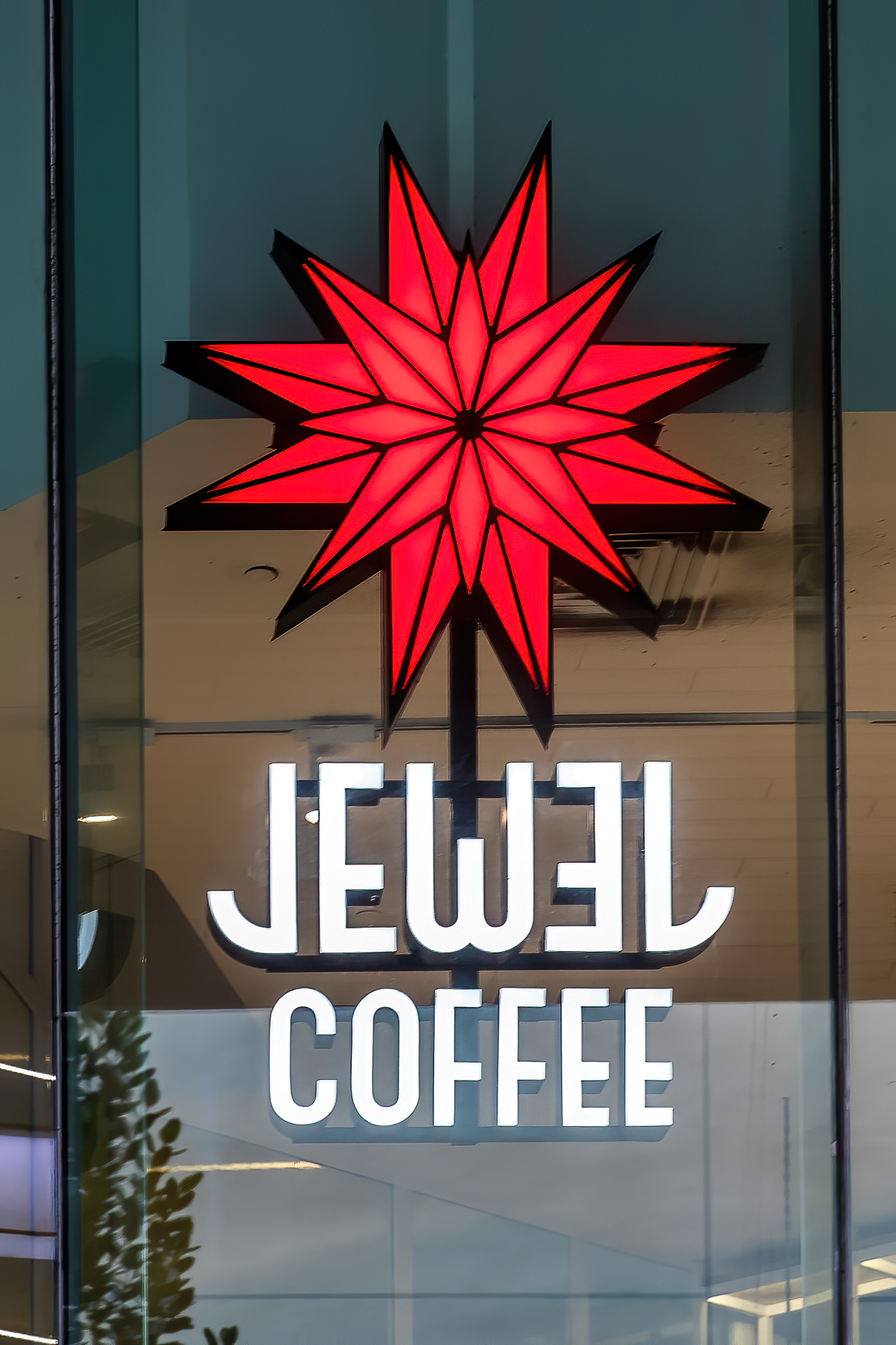
Logo Jewel sur la façade transparente d'un café à Singapour.

#### Communication visuelle

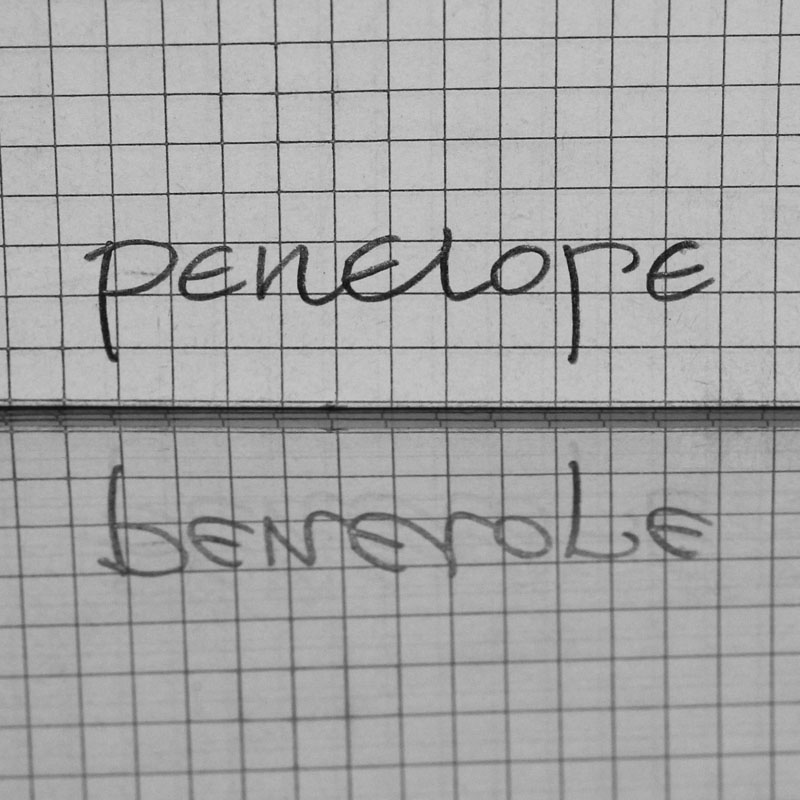
Ambigramme miroir Penelope / bénévole, partagé des dizaines de milliers de fois sur les réseaux sociaux, en 2017, via plusieurs médias français, belges et suisses.

Le film Anna de Luc Besson (2019) révèle sur son affiche un ambigramme miroir d'axe vertical.

En tant que calembours visuels, les ambigrammes attirent généralement l'attention et peuvent donc être utilisés en communication visuelle pour diffuser un message marketing, militant ou politique.
En France, un ambigramme par réflexion « Penelope / bénévole » lisible à travers un miroir d'axe horizontal est devenu un mème Internet, en 2017, grâce aux réseaux sociaux. Penelope Fillon, épouse de l'ancien Premier ministre François Fillon, est soupçonnée d'avoir perçu un salaire pour un travail fictif. Ironiquement, son nom à travers le miroir devient « bénévole », suggérant son dévouement pour un service rendu gratuitement. Partagé des dizaines de milliers de fois sur les réseaux sociaux, cet ambigramme humoristique a fait le buzz via plusieurs médias français, belges, et suisses.
Les ambigrammes sont régulièrement utilisés par les agences de communication telles que Publicis pour interpeller le lecteur ou le consommateur à travers des messages à double sens. Ainsi, en 2021, des prénoms masculins transformés en prénoms féminins sont intégrés dans une campagne de publicité suisse, destinée à sensibiliser certains consommateurs à l'égalité des sexes. Une accroche intrigante typographiée à l'envers invite le lecteur à faire pivoter son magazine, dans lequel les prénoms Michael ou Peter se métamorphosent en Nathalie ou Alice,.
En 2015, le logo d'iSmart sur l'un de ses chargeurs de voyage est devenu viral parce que le nom de la marque s'est avéré être un ambigramme naturel qui disait « + Jews! » (+ juifs !, en anglais), à l'envers. La société a indiqué qu'elle a retenu une puissante leçon de ce qu'il ne faut pas faire lors de la création d'un logo.
Les affiches de cinéma séduisent parfois les observateurs avec des titres ambigrammes, comme celui d'Anna de Luc Besson par réflexion axiale,,,
Tenet (dans sa version anglaise) de Christopher Nolan,,
ou Princess Bride de Rob Reiner, par symétrie centrale.

#### Ambigrammes dans la bande dessinée

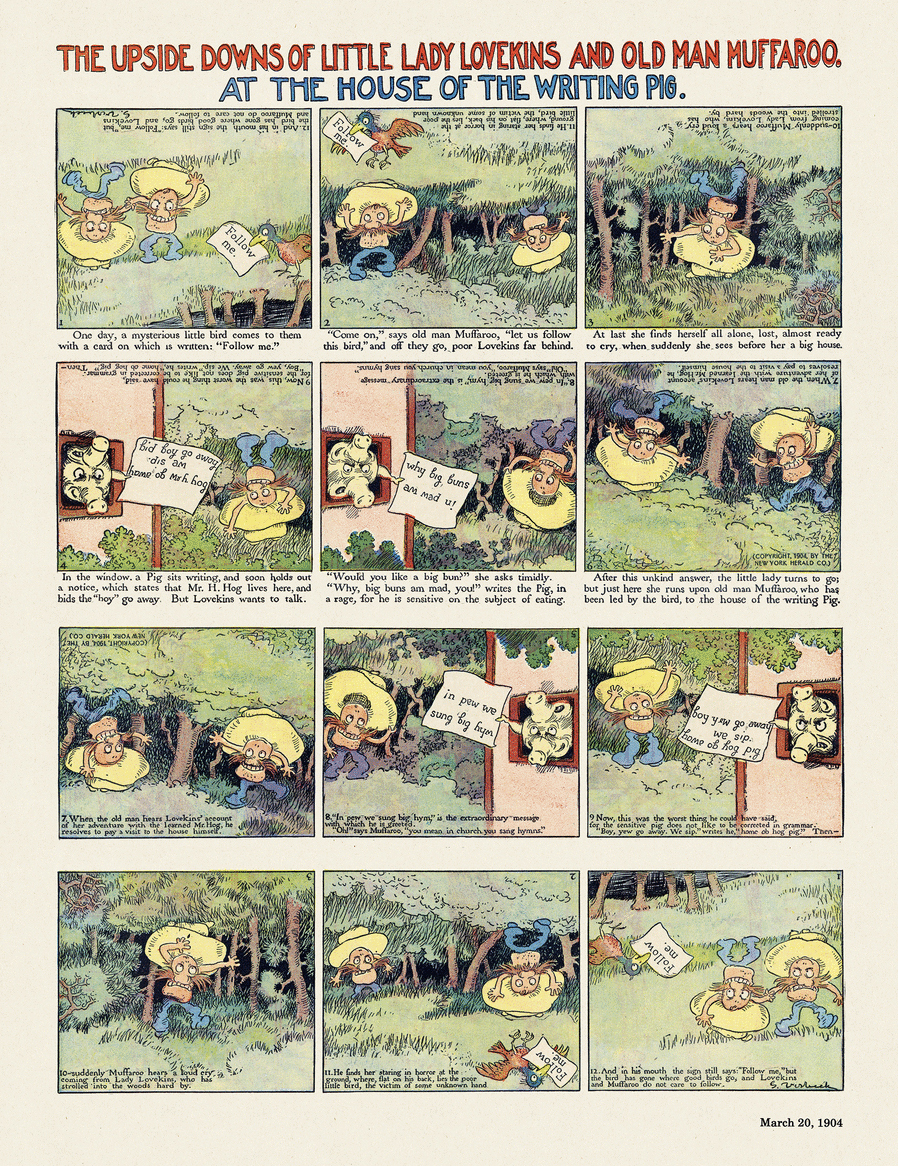
Phrases ambigrammatiques de Gustave Verbeck dans un panneau de la bande dessinée The Upside Downs of Little Lady Lovekins and Old Man Muffaroo, (1904).

En 1893, l'artiste et écrivain américain Peter Newell a publié un ambigramme rotationnel « Puzzle / The end » dans son livre contenant des illustrations réversibles Topsys & Turvys.
En mars 1904, le dessinateur de bandes dessinées néerlando-américain Gustave Verbeck a façonné des ambigrammes dans plusieurs planches consécutives de The UpsideDowns of old man Muffaroo and little lady Lovekins. Ses œuvres sont des images ambigües, conçues de telle manière que l'on peut lire la planche à six cases, retourner le livre et continuer à lire. Dans The Wonderful Cure of the Waterfall (mars 1904), on peut lire des phrases réversibles comme « punos dery, eay apew poom, serlem big » se transformant en « big waters wood made her heap sound », en mauvais anglais. Dans l'histoire At the house of the writing pig, la phrase « bid boy go away dis am home ob mr h. hog » devient « boy yew go away we sip. home ob hoh pig. » Là encore, le lecteur doit utiliser son intuition pour deviner certains mots comme « you », orthographié « yew », homophone en anglais.
L'Oubapo, « Ouvroir de bande dessinée potentielle », fondé en 1992, est un mouvement de bande dessinée qui s'appuie sur l'utilisation de contraintes artistiques volontaires pour repousser les limites du format, à la manière de l'Oulipo.
Le dessinateur Étienne Lécroart, fondateur et membre de l'association, a composé des planches pouvant être lues horizontalement, verticalement, ou de manière palindrome (du début à la fin et vice versa), intégrant parfois quelques ambigrammes à ses phylactères. Ainsi, dans sa caricature de Nicolas Sarkozy, à l'endroit, le chef de l'État se retrousse les manches et prononce la phrase hypocrite « Je suis à votre écoute » et, à l'envers, Étienne Lécroart métamorphose le texte qui devient « Je n'en ai rien à battre », et cette fois le politicien arbore un bras d'honneur.
L'illustrateur et auteur de bande dessinée français Jean-Claude Pertuzé a conçu de nombreux ambigrammes de divers types,
certains intégrés à des dessins, comme celui d'un pont se réfléchissant dans l'eau, où le mot « pont » fait « plouf ».

#### Ambigrammes dans la peinture et le dessin

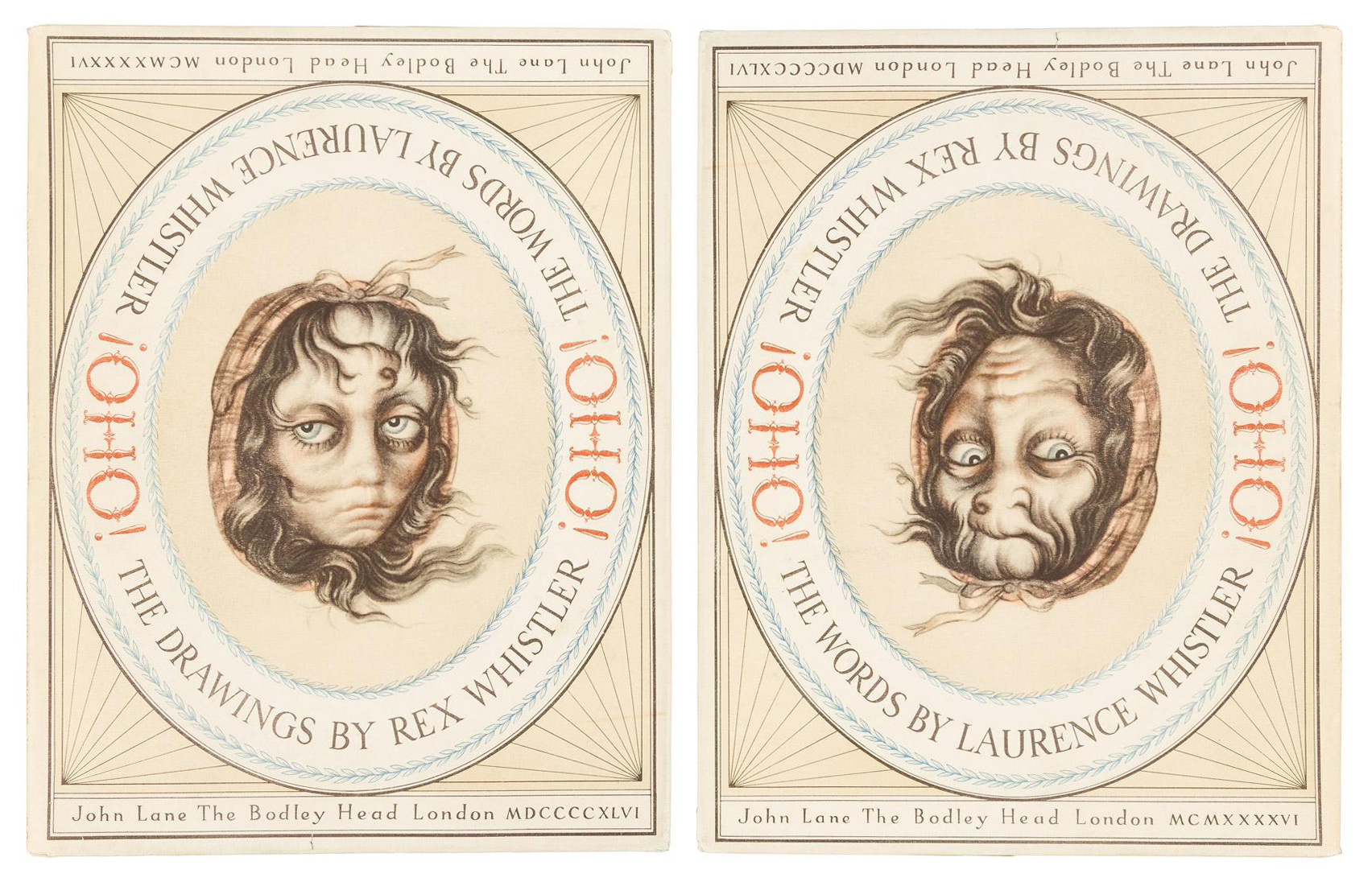
Ambigramme ¡OHO! avec des images réversibles par Rex Whistler, vers 1944. une jeune femme se transforme en grand-mère.

Le dessin qu’il suffit de retourner à 180 degrés pour voir une image différente est une très ancienne tradition de l’imagerie populaire : une tête, retournée, montre un visage totalement différent. En 1946, le peintre, dessinateur et illustrateur britannique Rex Whistler, publie un ambigramme par rotation « ¡OHO! » en titre de son livre rassemblant des dessins réversibles.
L'artiste John Langdon (en), spécialiste des ambigrammes, a conçu de nombreuses peintures en couleurs mettant en scène des ambigrammes de toutes sortes, figure-fond, rotationnels, miroirs ou totems. Entre autres influences, John Langdon admire particulièrement les illusions d'optique de M. C. Escher, et s'en inspire parfois pour créer ses œuvres,.

#### Sculptures ambigrammes

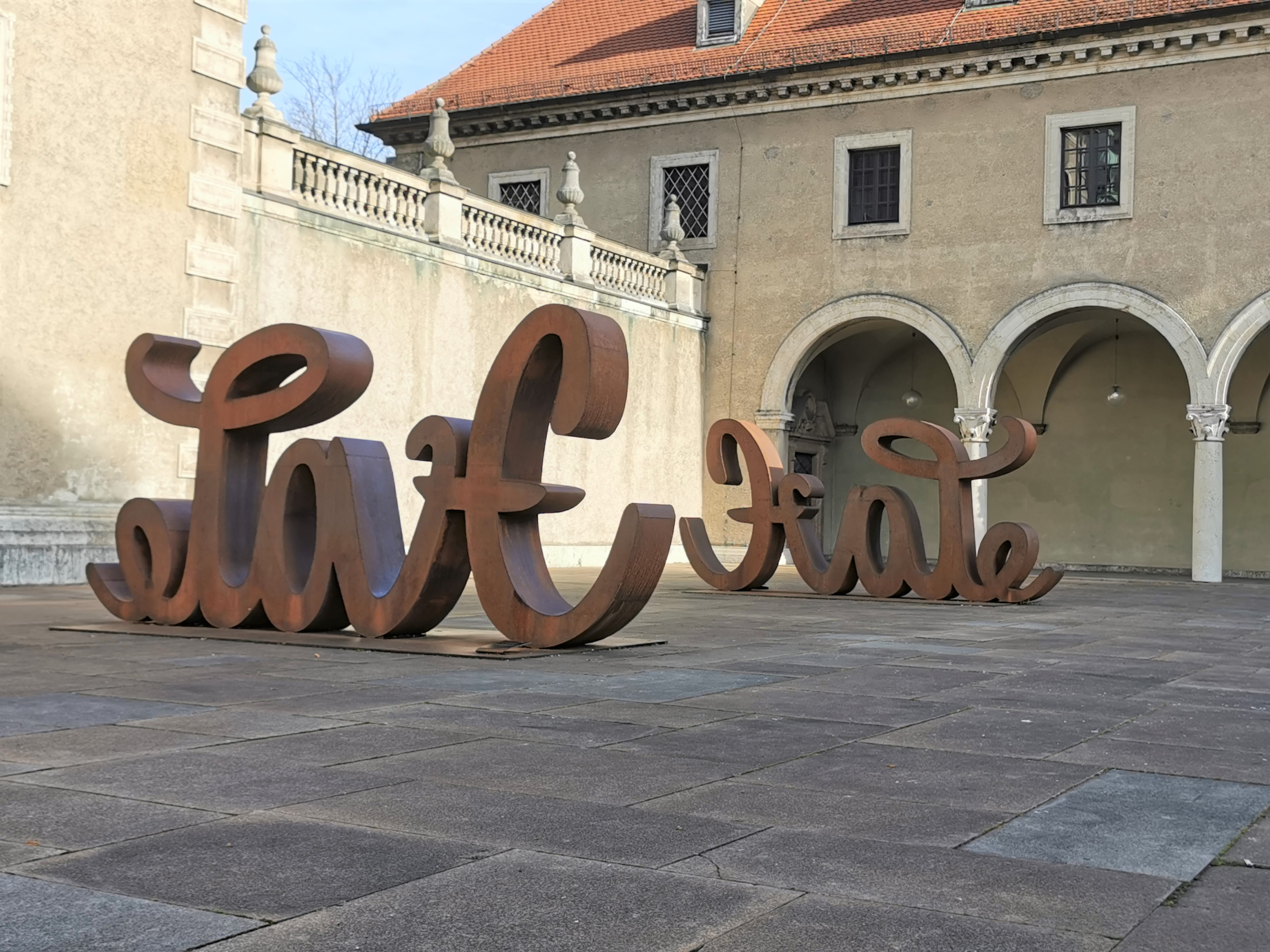
Love / Hate, sculpture à double sens de l'artiste allemande Mia Florentine Weiss, à Munich, en 2020.

L'artiste allemande Mia Florentine Weiss (en) a élaboré plusieurs ambigrammes sculpturaux, en particulier l'œuvre Love Hate (de), qui a voyagé en Europe comme symbole de paix et de changement de perspective.
Selon le côté duquel le spectateur regarde, la sculpture dit « Amour » ou « Haine », en anglais,.
Un concept similaire a été installé devant le Palais du Reichstag, à Berlin, en 2017, avec les mots « Now / Won » (maintenant / gagné, en anglais). Les deux sculptures sont des ambigrammes de type miroir, symétriques par rapport à un axe vertical,.
Certaines sculptures ambigrammes du prestidigitateur français Francis Tabary sont réversibles par une rotation d'un demi-tour, et peuvent par conséquent être exposées sur un support de deux manières différentes,.
Le sculpteur suisse Markus Raetz a réalisé plusieurs œuvres ambigrammes tridimensionnelles, avec des mots généralement aux sens liés, tels que CECI-CELA, (1992-1993), SI-NO, (1996), TODO-NADA,, (1998), OUI-NON,,, (2000-2002), YES-NO (2003), ME-WE (2004, 2010), et TOUT-RIEN (2007).
Il s'agit d'œuvres anamorphosiques, qui changent d'apparence selon l'angle de vue de l'observateur.
L'ambigramme OUI-NON est installé sur la place du Rhône, à Genève, en Suisse, en haut d'un mât métallique. Physiquement, les lettres ont l'apparence de torsades de fer. Grâce à la perspective, l'œuvre démontre que la réalité peut être ambigüe, et fait partie de la collection du Fonds municipal d'art contemporain de Genève (FMAC).

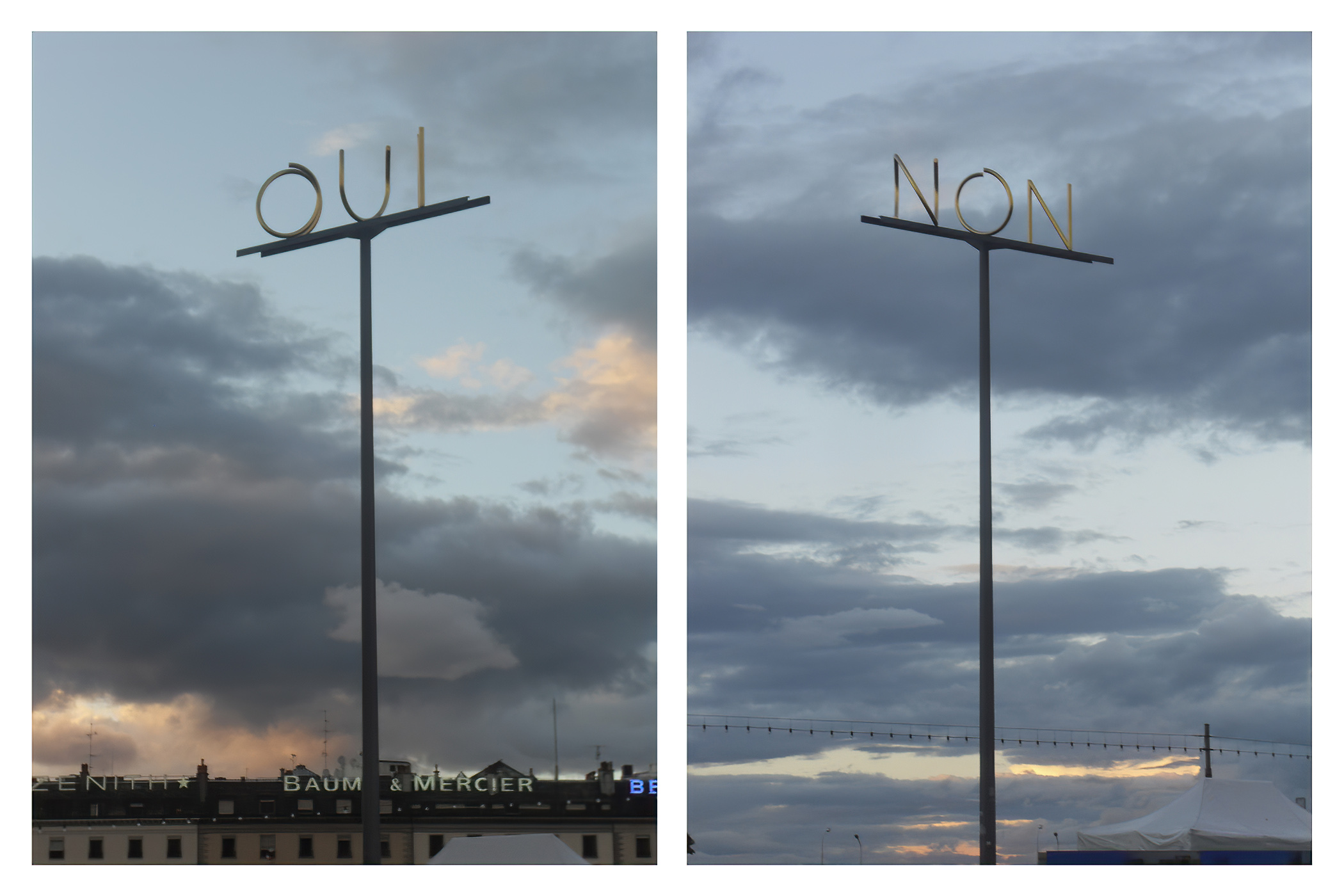
Ambigramme OUI / NON (2000-2002), du sculpteur Markus Raetz, installé en haut d'un mât sur la place du Rhöne à Genève, en Suisse, observé selon deux angles de vue.
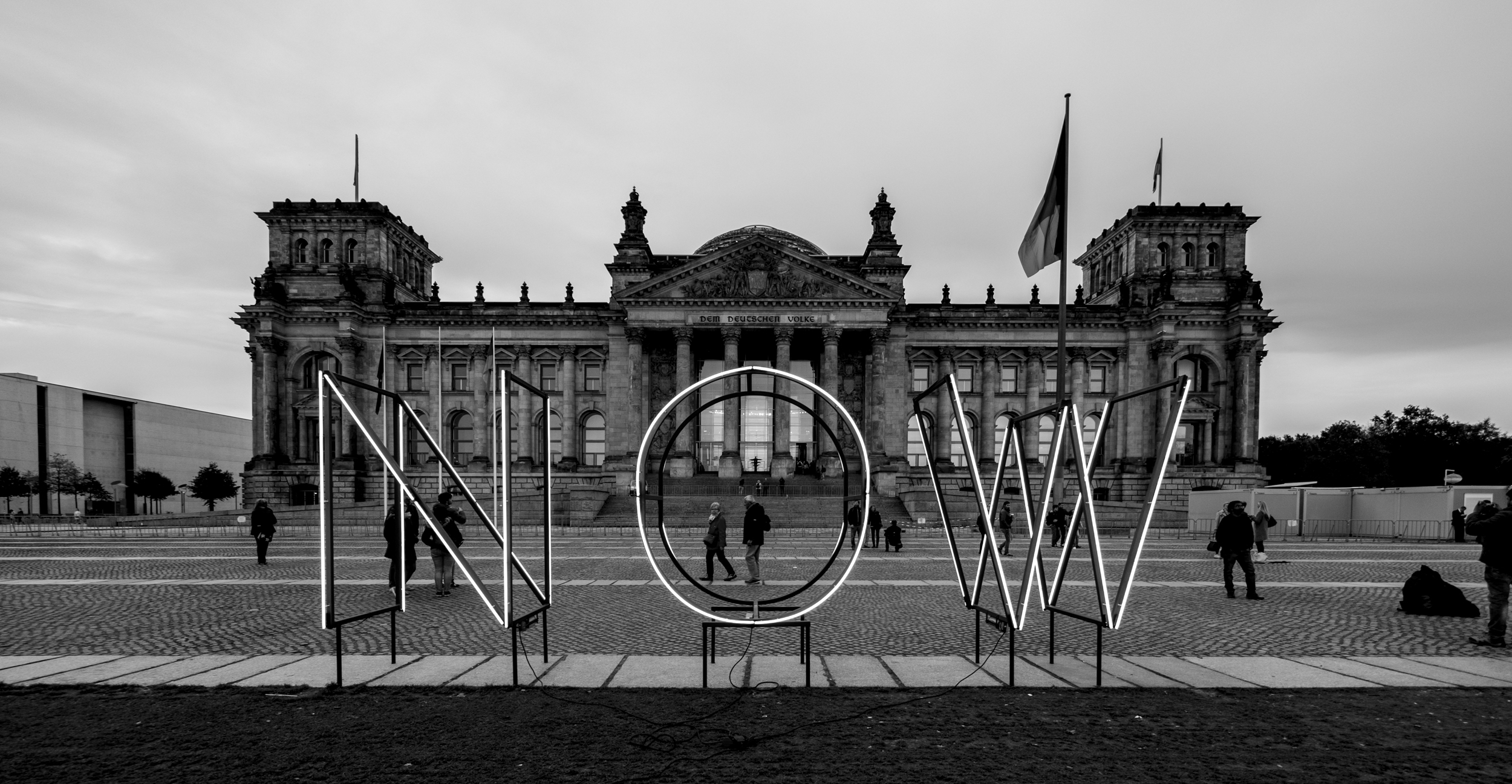
Installation de Mia Florentine Weiss « Now / Won » (maintenant / gagné, en anglais) devant le Palais du Reichstag, à Berlin, en 2017.

### Ambigrammes dans la littérature

#### Palindromes

Ambigramme pivotant de Georges Perec andin basnoda a une epouse qui pue, nommé palindrome vertical.

Les ambigrammes sont généralement assimilés à des palindromes visuels. Certains mots se retournent, d'autres sont symétriques à travers un miroir. Des ambigrammes naturels existent pour certains palindromes, comme le mot malayalam (langue dravidienne) et, inversement, certains ambigrammes naturels ne sont pas des palindromes dans l'acception littéraire, par exemple voyou (car v et u sont des lettres différentes). De ce fait, certains mots et phrases sont de bons candidats pour les ambigrammistes, et moins pour les palindromistes (et inversement).
Les auteurs d'ambigrammes bénéficient également d'une certaine souplesse en jouant sur la typographie et les ajustements graphiques susceptibles d'influencer la lecture.
Le mot Muttum en latin, à l'origine du français mot, est un palindrome, ambigramme miroir naturel lorsqu'il est écrit en capitales.
L'Oulipo, ouvroir de littérature potentielle, cherche à créer des œuvres en utilisant des techniques d'écriture par contrainte volontaire.
L'écrivain Georges Perec, membre de l'Oulipo et auteur de palindromes, a créé quelques ambigrammes rotationnels, tels que « nounou », « mou / now / won », ou encore la phrase invariante : « andin basnoda a une epouse qui pue ». Celle-ci pivote à 180° avec une police typographique classique, si l'on ajuste les espaces,,.
En hommage à cet ambigramme, que Perec nommait « palindrome vertical », et pour permettre d'en concevoir d'autres du même type, le graphiste et typographe français Pierre di Sciullo a créé une police d'écriture nommée « Basnoda », en référence au nom inventé par l'écrivain,.
Les palindromes visuels illustrent parfois les contenus littéraires de façon adéquate. Ainsi, le roman à succès Anges et démons de Dan Brown, dans lequel les ambigrammes jouent un rôle non négligeable, a contribué à populariser ceux de John Langdon (en). Le patronyme du personnage fictif Robert Langdon est un hommage au calligraphe,.
Le roman fantastique Abarat, écrit et illustré par Clive Barker, présente le titre sous la forme d'un ambigramme, sur sa couverture.
En 2002, l'écrivain français Jacques Perry-Salkow, virtuose des palindromes littéraires, expérimente les ambigrammes graphiquement lisibles de gauche à droite et de droite à gauche. Ainsi, dans la revue Formules, consacrée aux contraintes littéraires, il publie plusieurs mots et phrases dans une calligraphie réversible, parmi lesquelles le prophète Jésus Christ se change en Mahomet, le « jour » devient « nuit », une « femme » se change en « homme », et les « tripes » (dont l'anagramme est très parlante) font aussi appel à l'esprit.

#### Calligrammes

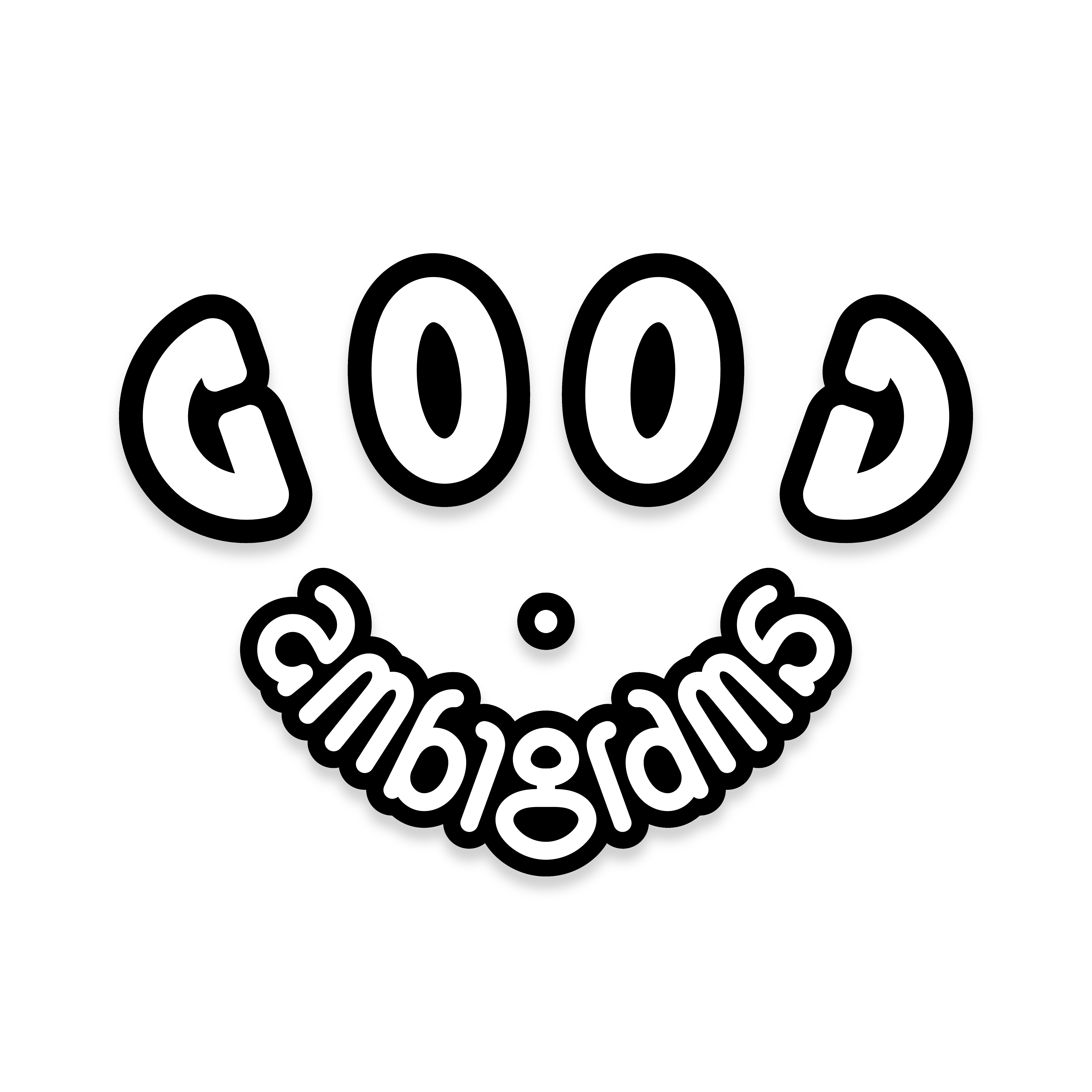
Calligramme Good ambigrams, autoréférentiel en anglais, représentant un visage symétrique.

Un calligramme est un texte arrangé de telle manière qu'il forme une image thématiquement liée. Il peut s'agir d'un poème, d'une phrase, ou d'un mot seul. L'arrangement visuel peut s'appuyer sur une certaine utilisation de la police de caractères, de la calligraphie ou de l'écriture manuscrite. L'image créée par les mots illustre le texte en exprimant visuellement ce qu'il dit, ou quelque chose d'étroitement associé.
Dans la calligraphie islamique, des calligrammes symétriques apparaissent dans les périodes anciennes et modernes, formant des ambigrammes miroirs en écriture arabe.
Le mot « OK » tourné à 90° dans le sens inverse des aiguilles d'une montre évoque une silhouette humaine, avec la lettre O formant la tête et la lettre K les bras et les jambes. Le club norvégien d'escalade Oslo Klatreklubb (no), qui a pour acronyme « OK », a emprunté le concept de ce calligramme naturel pour son logo officiel.
Le graphiste français Joël Guenoun a publié de nombreux livres basés sur le principe de l'ambigramme-calligramme,. Par exemple, la couverture du livre Oui représente un visage où le O forme la bouche, le U le nez, et le i avec son point les deux yeux. De même, son ouvrage Les mots ont des visages présente en couverture un pictogramme de clé, formé par les trois lettres du mot, le C constituant l'extrémité de l'objet, le L la tige, et les crans du E sont assimilés aux dents.

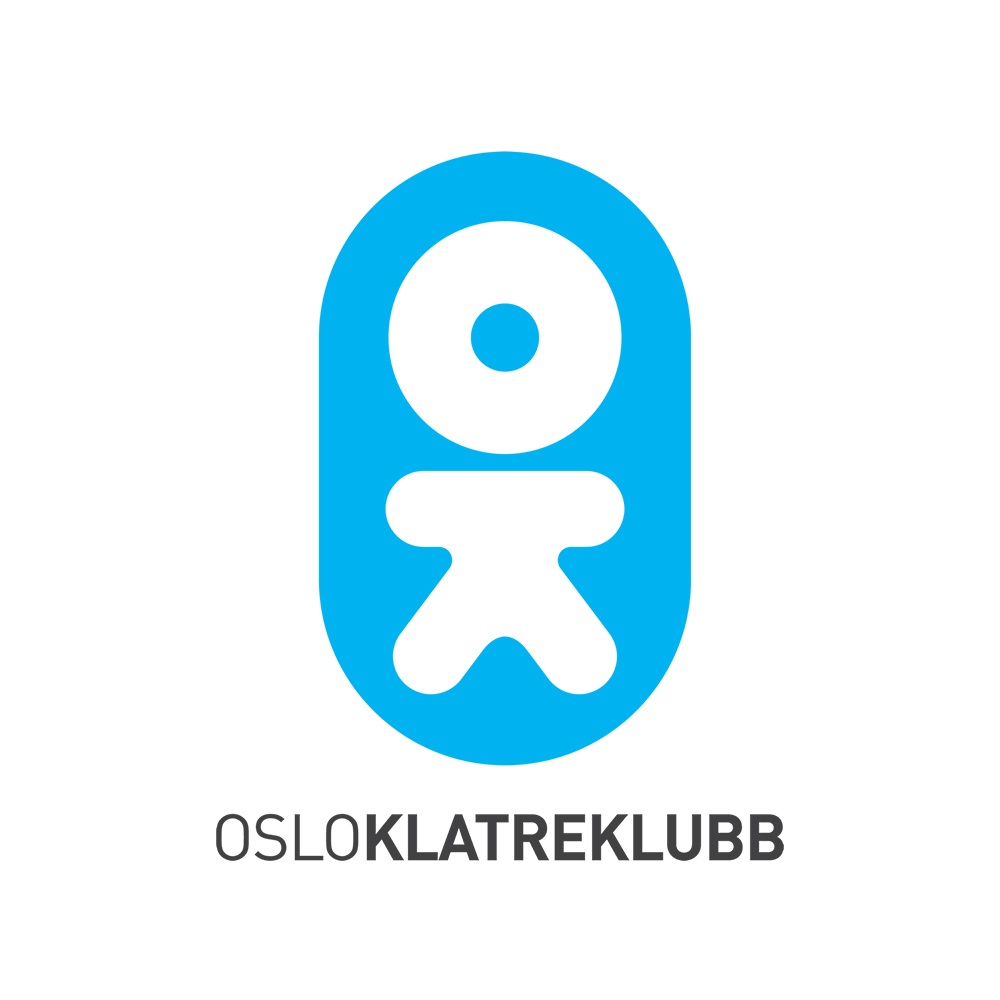
Le logo officiel du club d'escalade Oslo Klatreklubb, a pour acronyme « OK », mot lisible à 90°.
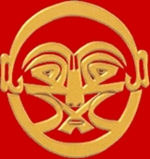
Calligramme formant un visage humain en calligraphie arabe, dans l'Alévisme.
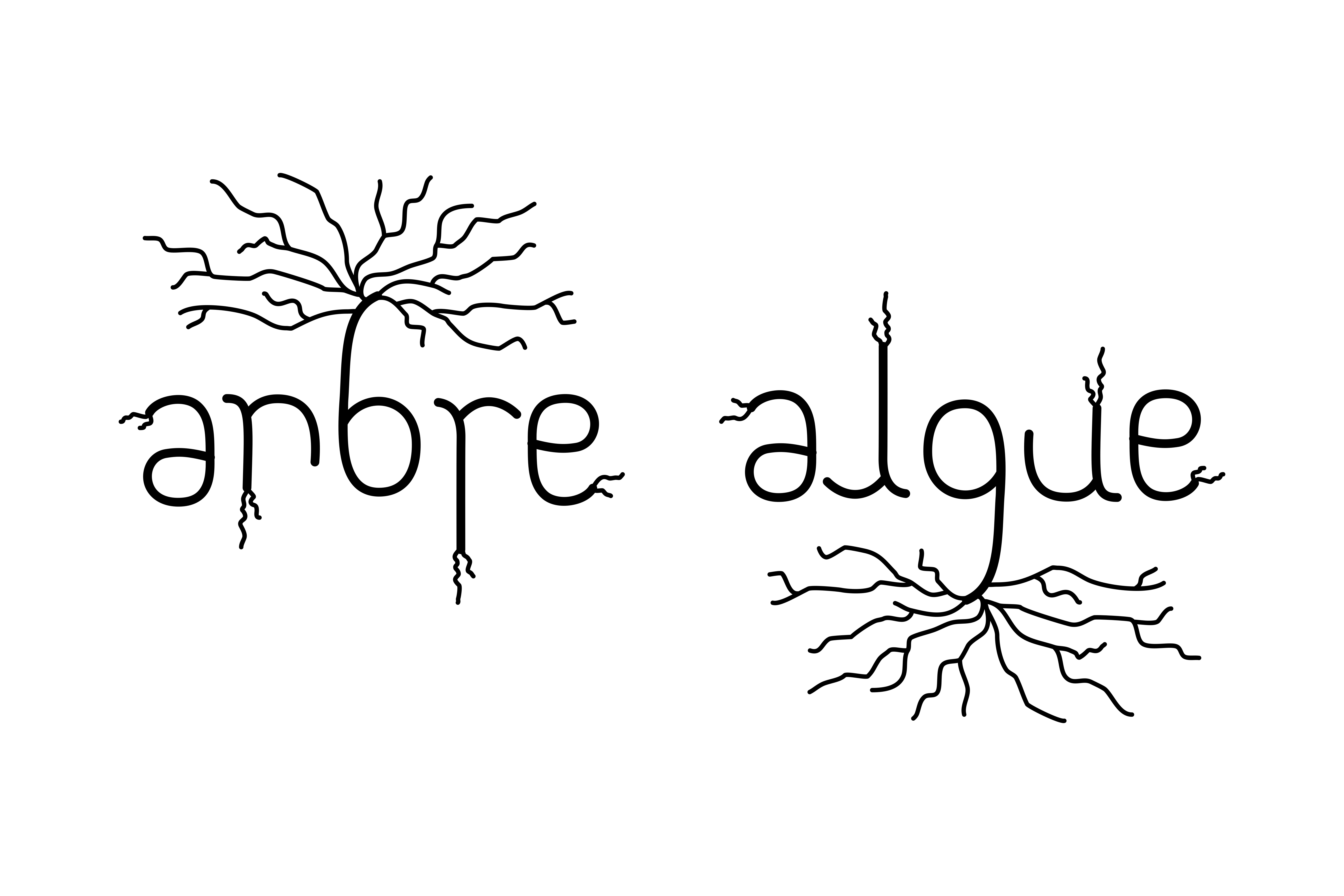
Calligramme Arbre / Algue, réversible à 180 degrés.

#### Sémantique

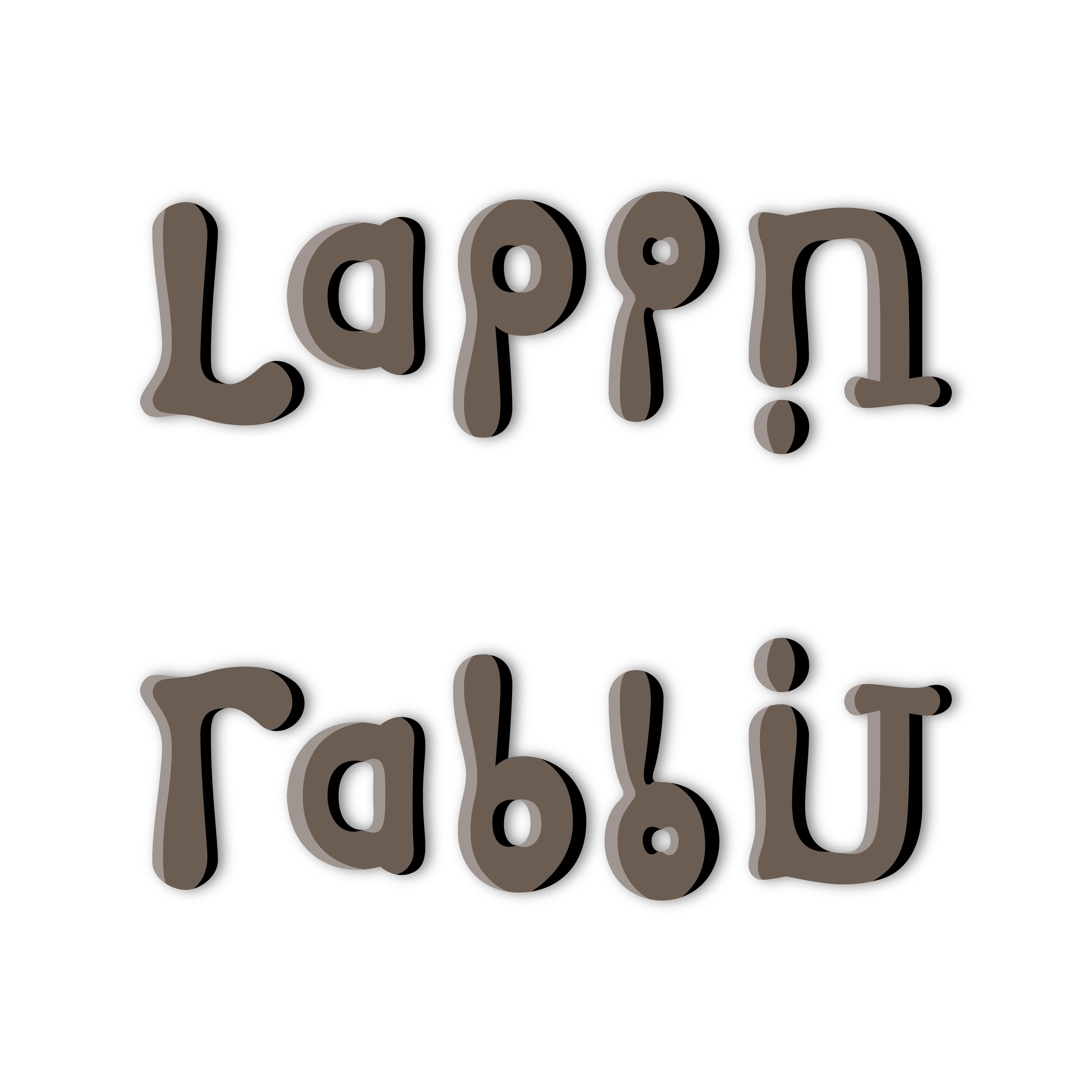
Lapin / Rabbit, ambigramme bilingue franco-anglais dans lequel la symétrie livre la traduction.

Ainsi décrits par Douglas Hofstadter, les ambigrammes sont des jeux de mots visuels ayant au moins deux interprétations (claires) en tant que mots écrits.
Les ambigrammes multilingues peuvent être lus d'une manière dans une langue et d'une autre manière dans une langue différente, ou alphabet différent. Ils sont réalisables dans tous les types, symétriques, par décalage perceptuel, et autres.
Le Traducteur magique de Julien David est un ouvrage français exclusivement consacré aux ambigrammes multilingues. L'auteur utilise la symétrie par rotation de 180° pour livrer des traductions de mots français en anglais, par exemple anglais devient « english », français « french », avion « plane », ou jardin « garden ».
Le concept de « symétrie » est illustré en 2004 par Gilles Esposito-Farèse à travers un ambigramme rotationnel particulièrement lisible et bien sûr lui-même symétrique.
Comme certaines anagrammes aux sens providentiels du genre « chien / niche » ou « soigneur / guérison », les ambigrammes eux aussi revêtent parfois une signification opportune, par exemple le couple « amie / aime », naturel par rotation de 180°. En revanche, il arrive que le hasard des lettres fasse mal les choses. C'est le cas pour l'anagramme étrange « prier / périr », comme c'est le cas pour un ambigramme rotationnel devenu viral à cause du message paradoxal et non-intentionnel qu'il exprime. Repéré en 2015 sur une médaille métallique commercialisée sans mauvaise intention, le texte « hope » (espoir, en anglais) à l'endroit, s'affiche à l'envers, par une lecture assez évidente, « Adolf », prénom du dictateur nazi situé aux antipodes de l'optimisme. Cette coïncidence photographiée par un internaute a été relayée par plusieurs médias et constitue une illusion d'optique analogue aux paréidolies,.

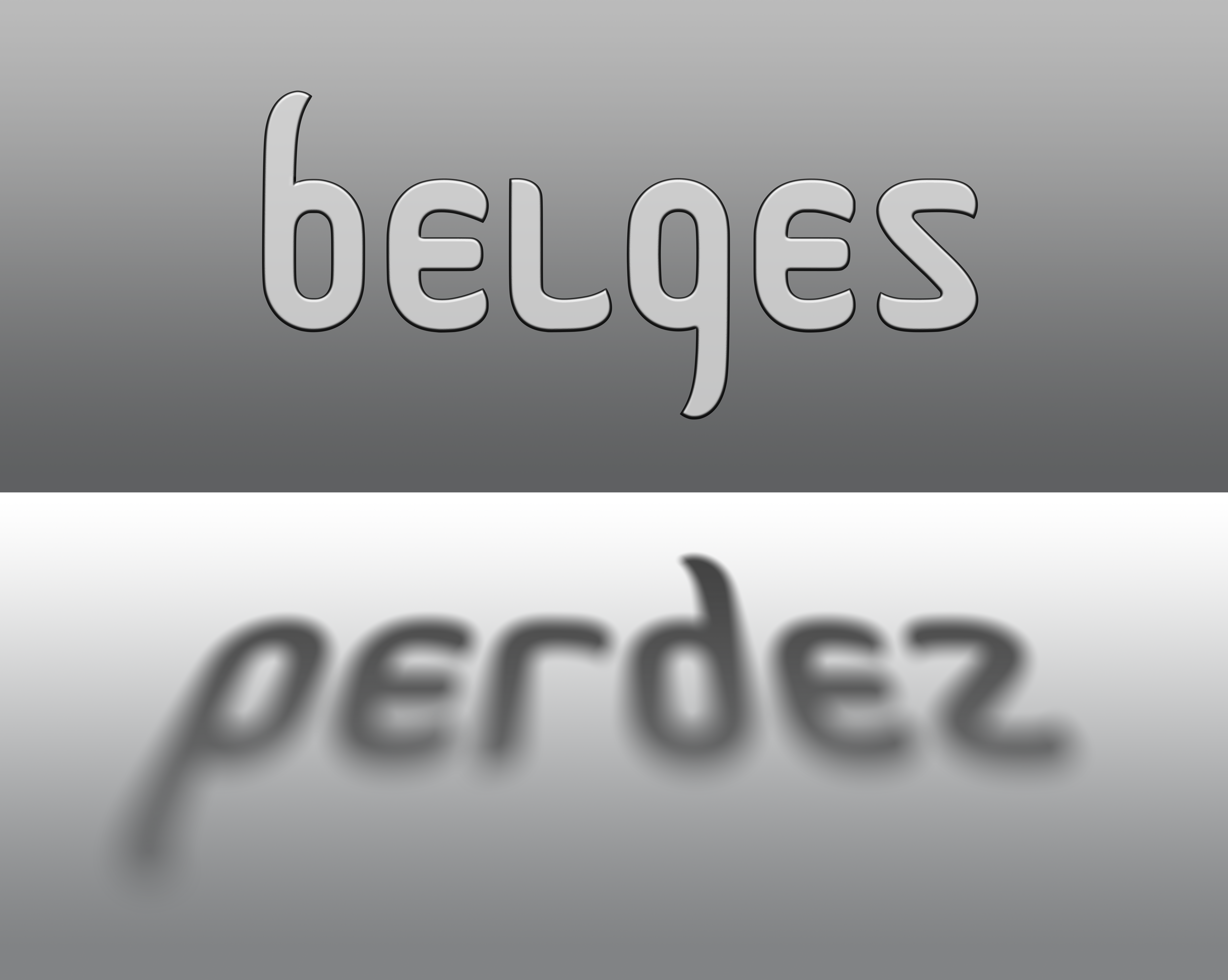
Calembour visuel Belges / Perdez, sur le thème de la compétition sportive.
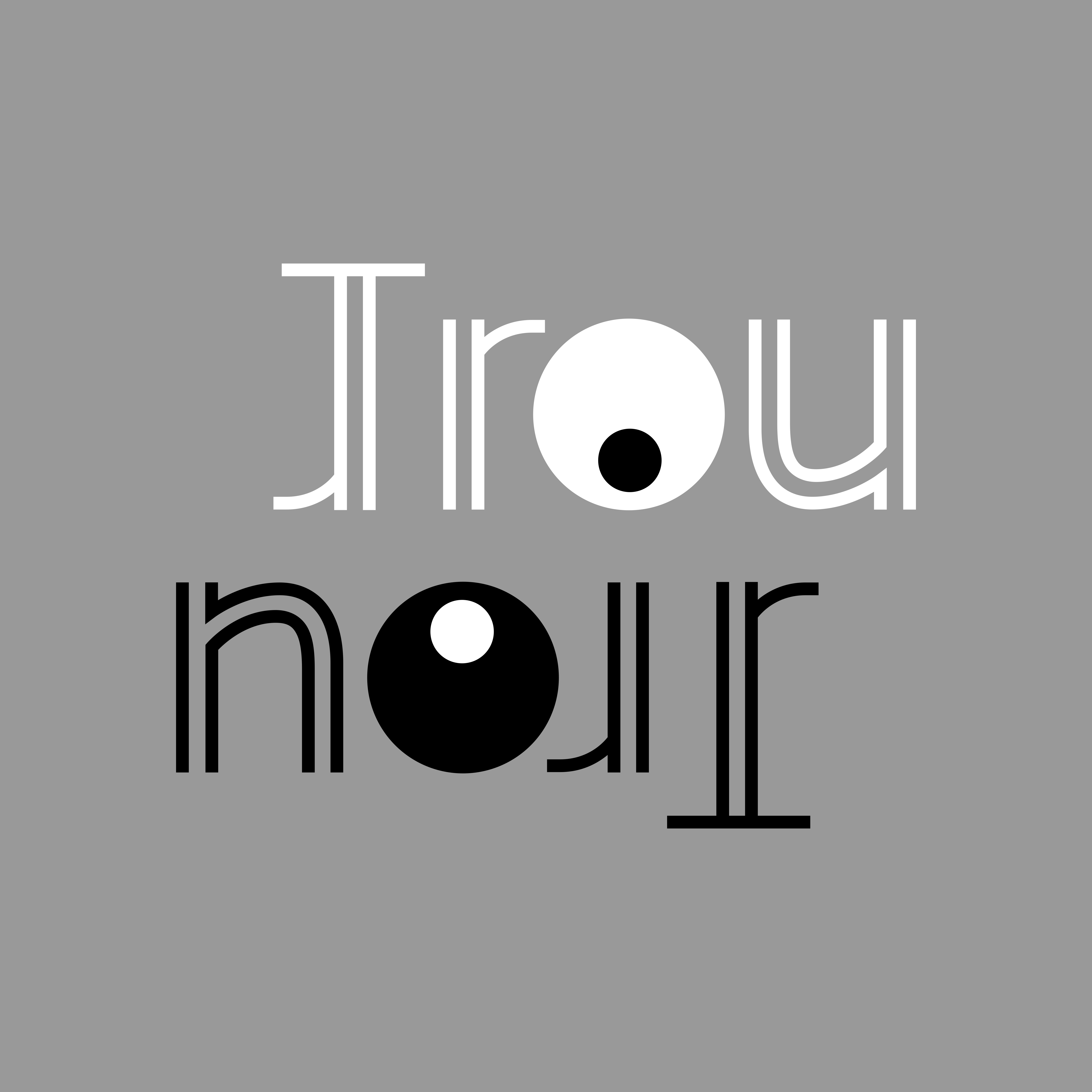
Ambigramme rotationnel Trou noir où la sémantique du mot joue un rôle prépondérant dans l'espace négatif en noir et blanc.
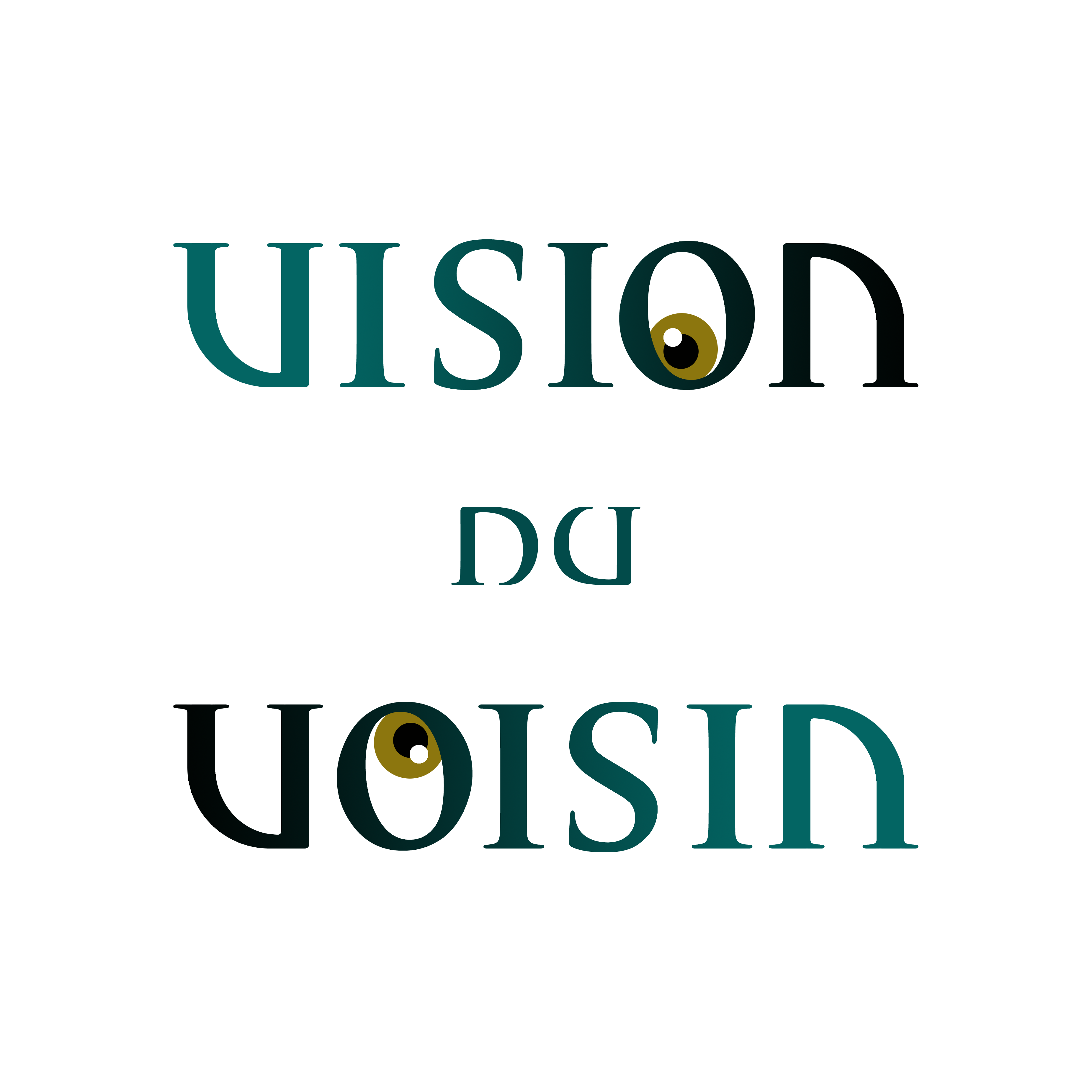
« Vision du voisin », mots voisins anagrammes et ambigrammes qui s'observent.

### Ambigrammes en mathématiques

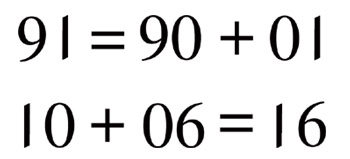
Ambigramme d'une opération arithmétique réversible.

Les mathématiques récréatives exploitent l'aspect divertissant de cette science, plutôt que le côté professionnel strictement basé sur la recherche et l'application.
Dans cette optique, les ambigrammes sont riches et offrent une grande latitude créative.
Un carré magique valide à l'endroit comme à l'envers existe, avec les sommes des nombres dans chaque ligne, chaque colonne et les deux diagonales principales égales. Les ambigrammes numériques s'associent également aux lettres de l'alphabet, quand un ambigramme par « dissection » réalise la « quadrature du cercle » à travers un puzzle où chaque pièce du mot « circle » en anglais est une lettre qui s'insère dans un carré.
Burkard Polster, professeur de mathématiques, a mené des recherches sur les ambigrammes et publié plusieurs livres traitant du sujet, notamment Eye Twisters. Dans son essai Mathemagical Ambigrams, Polster dessine plusieurs mots symétriques, aux sens étroitement liés au domaine, par exemple « algebra », « geometry », « math », ou « mathematics ».
L'orthographe pour calculatrice est une caractéristique non-intentionnelle de l'affichage à sept segments traditionnellement utilisé par les calculatrices, dans lequel, lorsqu'ils sont lus à l'envers, les chiffres ressemblent à des lettres de l'alphabet latin.
En 1981, l'écrivain Georges Perec conçoit deux ambigrammes lettres / chiffres dans son ouvrage L'infra-ordinaire. Il décrit « une calculette de marque CASIO sur laquelle le nombre 315308, lu à l'envers, épelle le mot BOESIE », puis, « le nombre 35079, lu à l'envers, épelle le mot GLOSE »,. Avec d'autres calculatrices, qui peuvent afficher jusqu'à dix chiffres, on peut écrire 491375808, ce qui, lu à l'envers, donne BOBSLEIGH.
Les nombres palindromes, dont l'ordre des chiffres est réversible et les nombres strobogrammatiques (en), lisibles après rotation de 180°, attirent parfois l'attention des mathématiciens ambigrammistes.
Les pavages ambigrammes et les ambigrammes tridimensionnels sont également deux types particulièrement amusants pour le mathématicien en géométrie. Comme les motifs figuratifs d'Escher, les motifs textuels dans les tessellations peuvent démarrer à partir de 35 polygones fondamentaux différents, tels le losange, le triangle rectangle isocèle, le triangle équilatéral ou le parallélogramme.
Les casse-têtes constitués de mots sont souvent utilisés comme source de divertissement, mais peuvent également servir à des fins éducatives. Le concepteur de puzzle américain Scott Kim a publié plusieurs ambigrammes dans la rubrique consacrée aux jeux mathématiques de Martin Gardner dans la revue Scientific American, permettant d'intégrer certaines notions mathématiques et logiques de manière ludique.

### Ambigrammes en philosophie et cognition

#### Dualité et analogie

Ambigramme Faux / Vrai exprimant une opposition, par analogie.

Au sein du mot « ambigramme », la racine ambi- signifie deux ou double, préfixe populaire dans un monde de dualités, telles que le jour et la nuit, la gauche et la droite, la naissance et la mort, le bien et le mal.
Dans son livre Wordplay, John Langdon (en) mentionne le symbole yin et yang comme l'une de ses influences spirituelles majeures pour créer des mots à l'envers,.
Au début des années 1980, les ambigrammes sont mentionnés dans Metamagical Themas (en), une collection éclectique d'articles que Douglas Hofstadter a écrits pour le magazine de vulgarisation scientifique Scientific American.
Selon l'auteur, la recherche du point d'équilibre des analogies est un exercice esthétique étroitement lié à l'activité esthétiquement plaisante de faire des ambigrammes, où des formes doivent être concoctées, se situant exactement à mi-chemin entre deux interprétations. Mais, chercher le point d'équilibre est bien plus qu'un simple jeu esthétique ; il sonde le cœur même de la façon dont les gens perçoivent les abstractions, et il le fait sans même qu'ils s'en rendent compte. C'est un aspect crucial de la recherche Copycat.

#### Cognition et psychologie

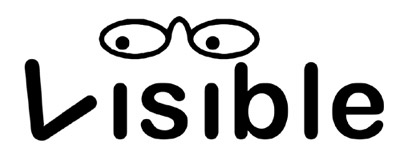
Ambigramme de décalage perceptuel Lisible ou Visible.

Selon Jean-Paul Delahaye, l'existence d'ambigrammes est rendue possible notamment par la capacité humaine à reconnaître des caractères réalisés de manière imparfaite.
La lisibilité est certainement l'un des aspects les plus importants d'un ambigramme réussi. Il s'agit de la facilité avec laquelle un lecteur décode les symboles. Si le message est perdu ou difficile à percevoir, un ambigramme ne fonctionne pas. La lisibilité est liée à la perception, ou à la façon dont notre cerveau interprète les formes que nous voyons, par nos yeux,.
La symétrie dans les ambigrammes améliore généralement l'esthétique visuelle des mots calligraphiés. Hermann Rorschach, inventeur du test de Rorschach, remarque que les figures asymétriques sont rejetées par de nombreux sujets, et que la symétrie fournit une partie de la composition artistique nécessaire.
Pour de nombreux amateurs, la conception d'ambigrammes représente une activité récréative, où la sérendipité peut jouer un rôle fécond, lorsque l'auteur fait une heureuse découverte imprévue.

### Ambigrammes et illusions d'optique

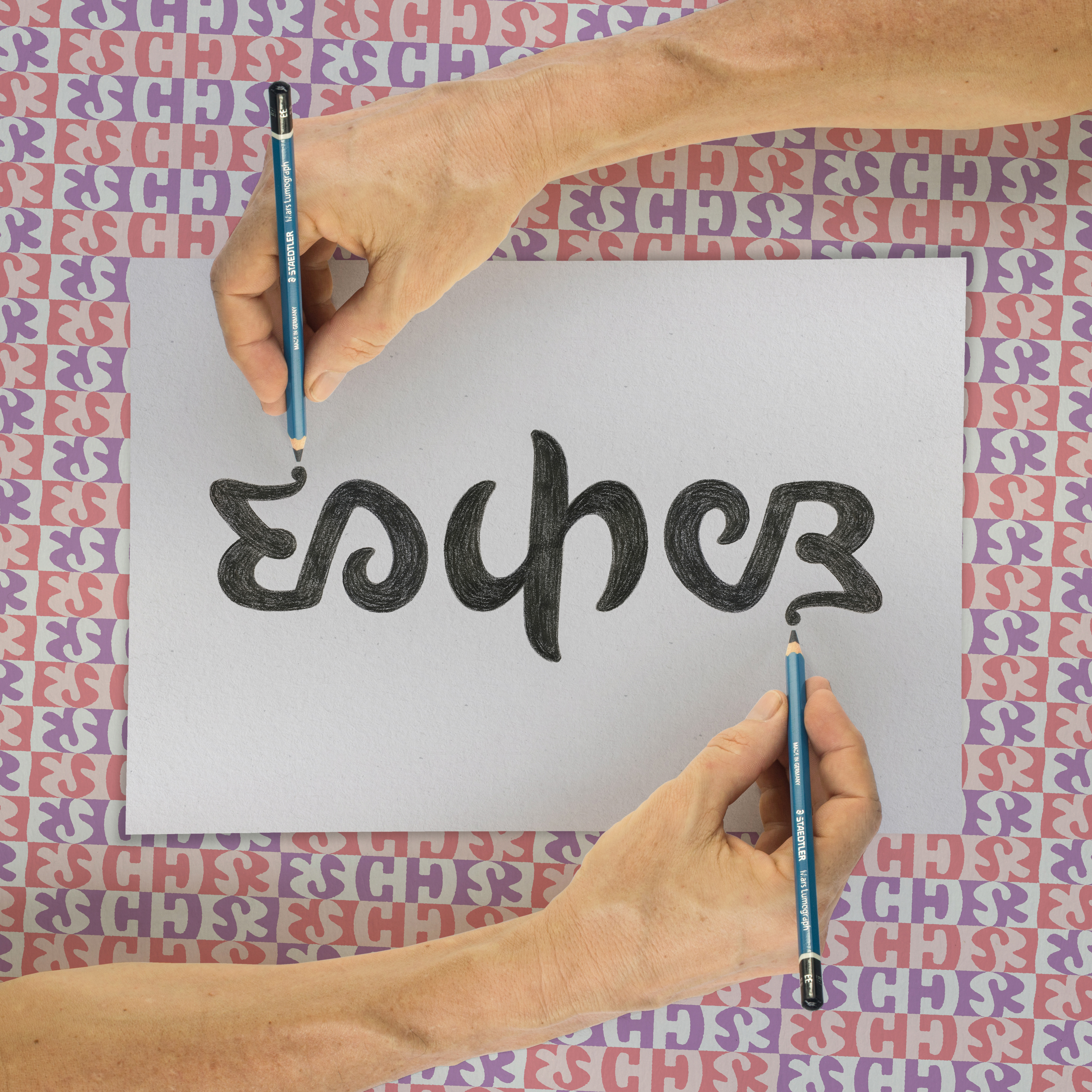
Image réversible dans laquelle les ambigrammes Escher de la feuille et du fond pivotent à 180°.

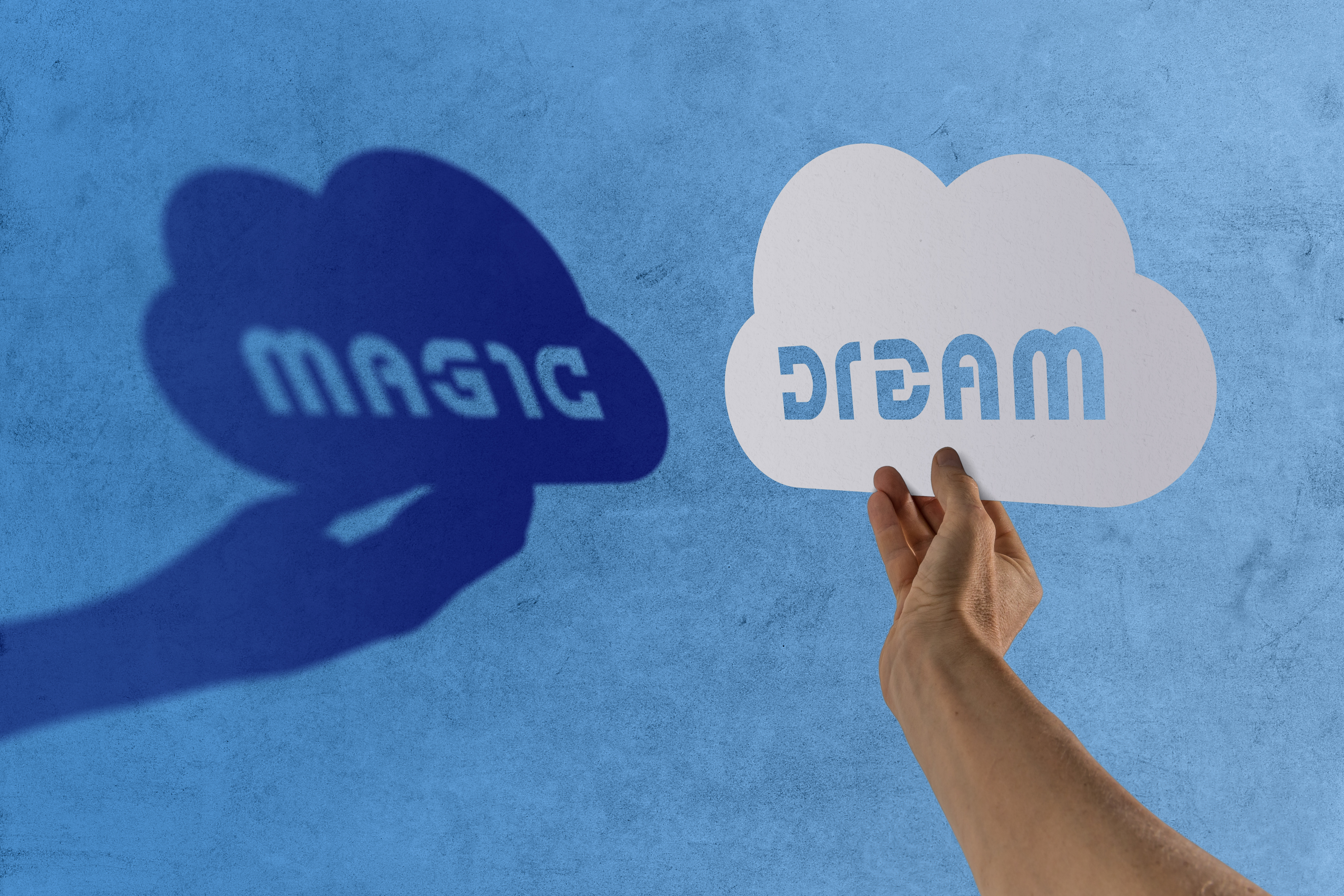
Jeu d'ombres et mise en abyme d'un tour de magie mécanique obtenu avec un ambigramme miroir Magic / Dream (Magie / Rêve en anglais).

En prestidigitation, les ambigrammes fonctionnent comme des illusions visuelles, révélant un nouveau message inattendu à partir d'un mot écrit anodin.
Les images ambigües, dont font partie les ambigrammes, suscitent l'ambiguïté de différentes manières. Par exemple par symétrie rotationnelle, comme dans l'illusion du Cuisinier de Giuseppe Arcimboldo (1570), les dessins réversibles Topsys & Turvys de Peter Newell (1893) ou les Upside-Downs de Gustave Verbeck (1903-1905) ; parfois par une ambivalence figure-fond comme dans le vase de Rubin ; ou par décalage perceptuel comme dans l'illusion du canard-lapin, ou à travers les paréidolies ; ou encore, par la représentation d'objets impossibles, tels le cube de Necker, le triangle de Penrose, ou l'escalier de M.C. Escher. Pour tous ces types d'images, certains ambigrammes existent, et peuvent se combiner avec des visuels du même type.
Le typographe américain John Langdon (en) a conçu plusieurs ambigrammes de type perception figure-fond liés aux illusions d'optique, avec notamment les mots « optical » et « illusion » imbriqués (illusion d'optique, en anglais), l'un formant la figure et l'autre l'arrière-plan. « Optical » est plus facile à discerner au début, puis le mot « illusion » émerge avec une observation plus longue,.
Illusion d'optique, l'anamorphose est une déformation réversible d'une image à l'aide d'un système optique, ou la transformation d'un objet visuel par un changement d'angle de vue. Les ambigrammes 3D exploitent cette technique, et plusieurs installations anamorphosiques de l'artiste Markus Raetz créent l'illusion d'un mot métamorphosé en un autre,,.
En France, le prestidigitateur Francis Tabary, champion du monde de magie rapprochée, réalise des ambigrammes miroirs et pivotants, parfois sculpturaux, dans une démarche illusionniste,.
Dans Réversibles, le livre magique où les mots prennent tous leurs sens, les ambigrammes sont exploités de façons multiples et variées, parallèlement aux illusions d'optique. Par exemple, un triangle devient littéralement « rectangle » via un axe de réflexion, la « belle » en photographie devient « laide » lorsqu'on la retourne, une « fille » cohabite avec un « gars » dans l'espace négatif d'une figure réversible, la formule « abracadabra » constitue une chaîne ambigramme associée au mot pivotant « magie », le prénom du magicien Sylvain Mirouf se métamorphose en son patronyme et, à l'envers, gagné ! devient « perdu ! »

### Tatouages ambigrammes

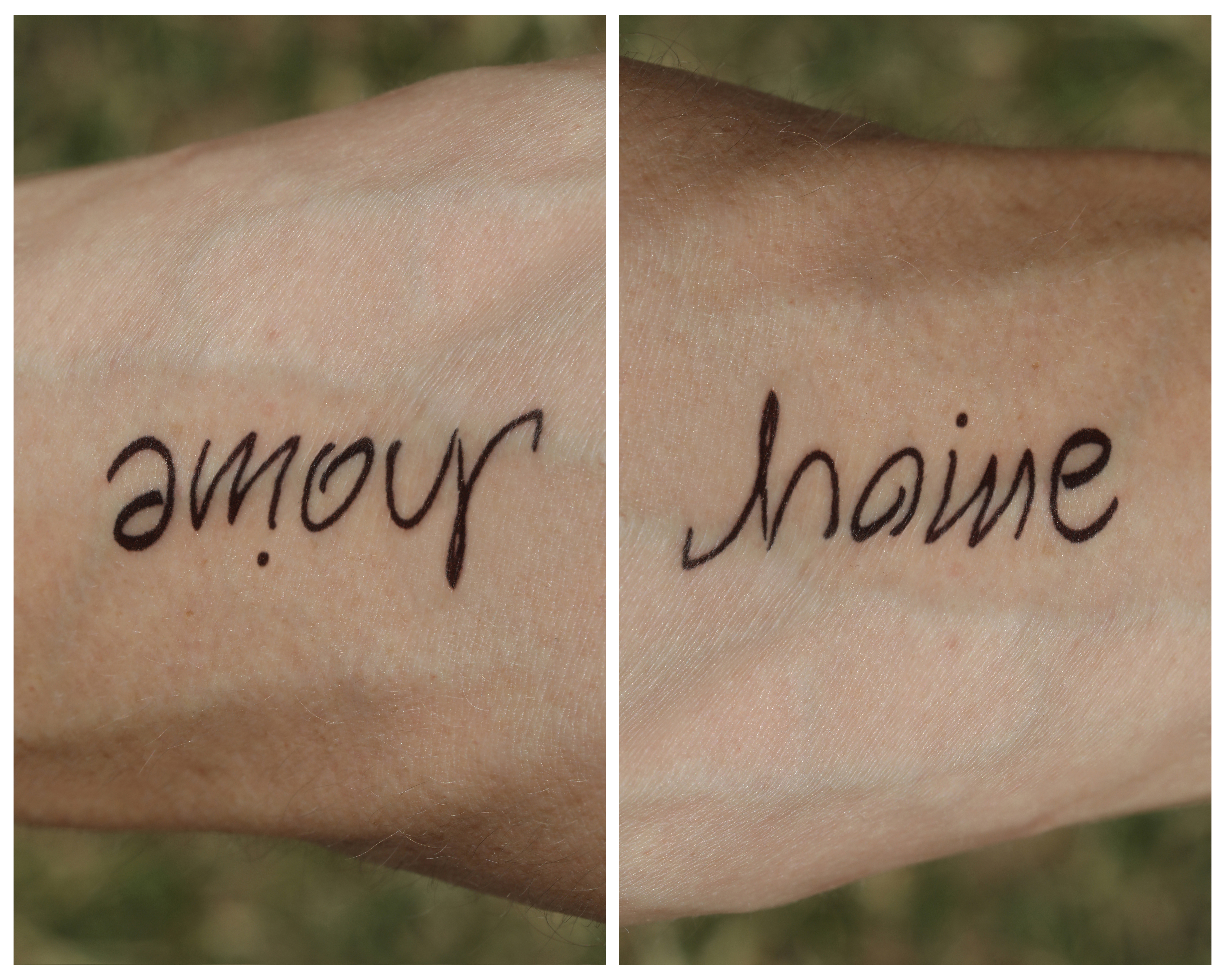
Tatouage ambigramme Amour / Haine sur un bras, image réversible.

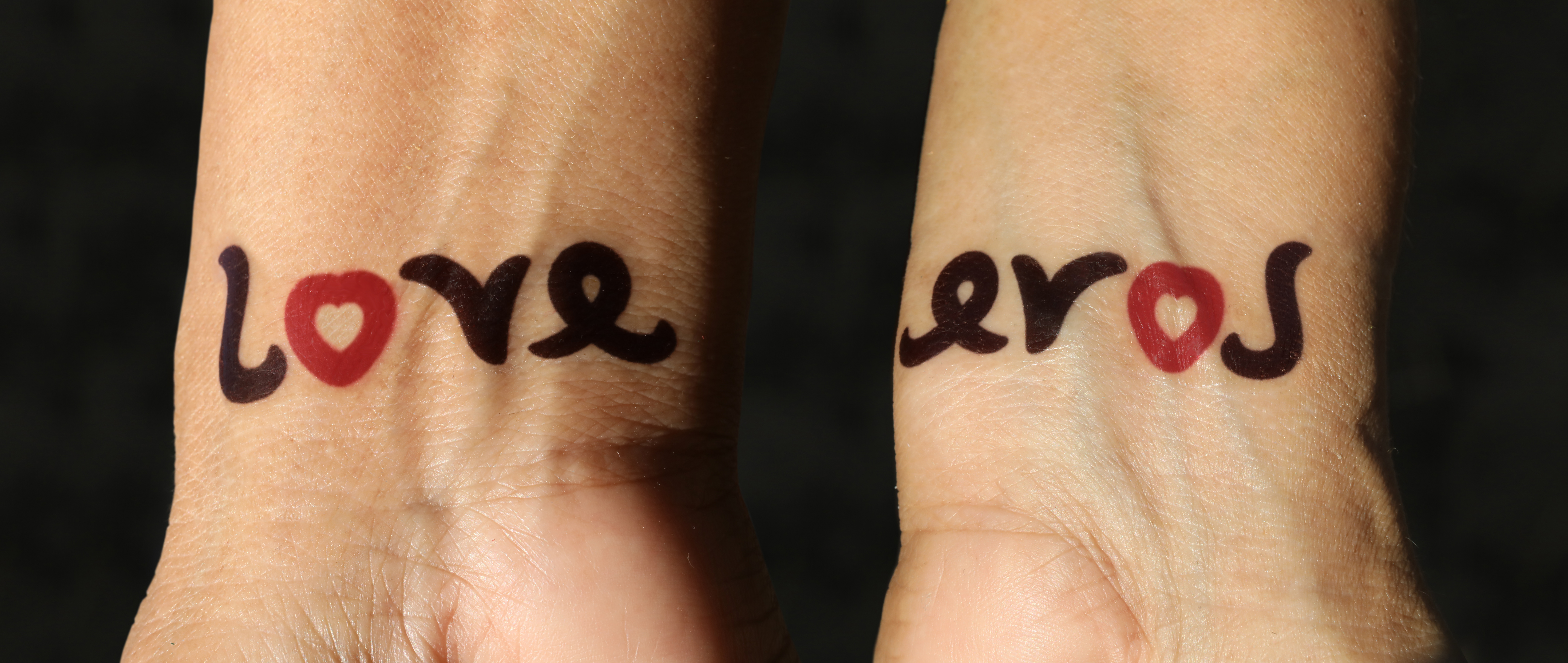
Tatouage Love / Eros, ambigramme symétrique miroir, sur deux poignets.

Tatouage ambigramme Real / Fake (Réel / Faux, en anglais), image réversible.

L'un des secteurs les plus dynamiques intégrant les ambigrammes est certainement celui du tatouage. Parce qu'ils possèdent deux sens de lecture, les ambigrammes encrés sur la peau bénéficient d'un effet spectaculaire. Sur le bras, ils se retournent ; sur le dos ou conjointement sur deux poignets, ils sont plus frappants avec une symétrie miroir. Une large gamme de genres est disponible, du simple style élégant au gothique. Les artistes d'ambigrammes les plus talentueux parviennent à créer une véritable illusion d'optique avec un design joli et intrigant,.
En 2015, un tatouage ambigramme est devenu viral à la suite d'une campagne de publicité élaborée par le groupe Publicis deux ans plus tôt.
L'organisation Samaritans of Singapore, active dans la prévention du suicide, possède en effet un logo ambigramme SOS (en) réversible à 180°, acronyme de son nom et homonyme du célèbre signal de détresse SOS. En 2013, ce centre commande des publicités insérables dans des magazines pour sensibiliser les lecteurs au problème de la dépression chez les jeunes, et l'agence de communication relève l'aspect symétrique du logo. Elle se met à réaliser plusieurs visuels ambigrammes, mis en scène dans des contextes photographiques, où des phrases telles que « I'm fine » (Je vais bien, en anglais), « I feel fantastic » (Je me sens merveilleusement bien) ou « Life is great » (La vie est belle) se transforment en « Save me » (Sauvez moi), « I'm falling apart » (Je tombe en morceaux), et « I hate myself » (Je me déteste). Les lecteurs intrigués par ce logo placé en haut à gauche de la page avec une accroche typographiée à l'envers font pivoter le journal pour déchiffrer et, aussitôt visualisent les messages doubles calligraphiés, qui interpellent avec le SOS,.
Ces publicités sont si influentes qu'une étudiante américaine, Bekah Miles, sortie elle-même d'une grave dépression, choisit alors d'utiliser l'ambigramme I'm fine / Save me pour s'en faire un tatouage sur la cuisse. Postée sur Facebook, la photographie recto-verso séduit immédiatement de nombreux jeunes, impressionnés ou sensibles à cette difficulté,.
Pour éduquer ses étudiants, l'Université George Fox aux États-Unis relaye alors l'illusion d'optique dans son journal officiel, à travers une vidéo totalisant plus de trois millions de vues et l'information est également reprise dans plusieurs médias locaux et internationaux, contribuant ainsi à populariser ce fameux tatouage à double sens,.
Moins chanceuse, une autre adolescente, âgée de 16 ans, s'est suicidée, avec elle aussi cet ambigramme retrouvé sur une note dans sa chambre, « I'm fine / Save me », calligraphie réversible aujourd'hui imprimée sur des badges et des bracelets, à des fins éducatives.

### Ambigrammes dans l'industrie

#### Vêtements et mode

Logo des baskets Bounce commercialisées par Adidas.

Les ambigrammes sont présents dans la mode et l'habillement, à travers des visuels généralement symétriques, véhiculant des messages réversibles, ou parfois volontairement ambigus.
En 2016, Adidas commercialise une ligne de baskets appelée « Bounce », mot anglais signifiant rebond ou rebondir, façonné par un lettrage efficace lisible dans deux orientations, imprimé à l'intérieur de la chaussure.
Plusieurs marques de vêtements, telles que Helly Hansen (HH), New Man, ou Under Armour (UA) arborent un logo ambigramme comme identité visuelle.
Les ambigrammes par symétrie axiale sont davantage compatibles avec les t-shirts et les casquettes, tandis que les chaussettes et les serviettes se prêtent mieux aux ambigrammes rotationnels. L'artiste Mia Florentine Weiss (en) a commercialisé des t-shirts et d'autres produits avec son ambigramme miroir Love Hate (de),. De même, la ville de Ventura aux États-Unis vend des sweat-shirts, casquettes, vestes, et autres accessoires de mode imprimés de son logo ambigramme rotationnel.

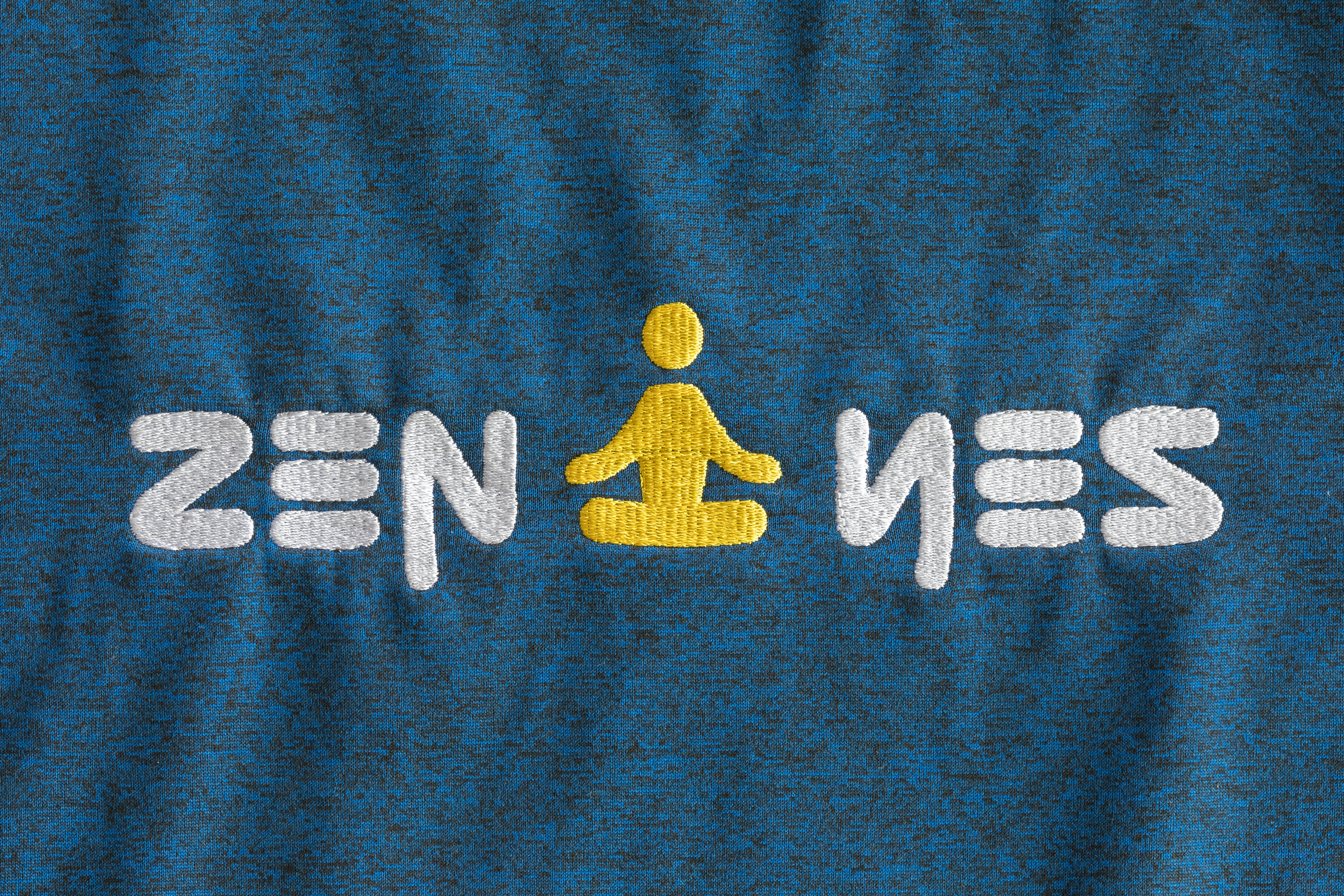
Ambigramme Zen / yes et pictogramme réversible, brodés sur un t-shirt.
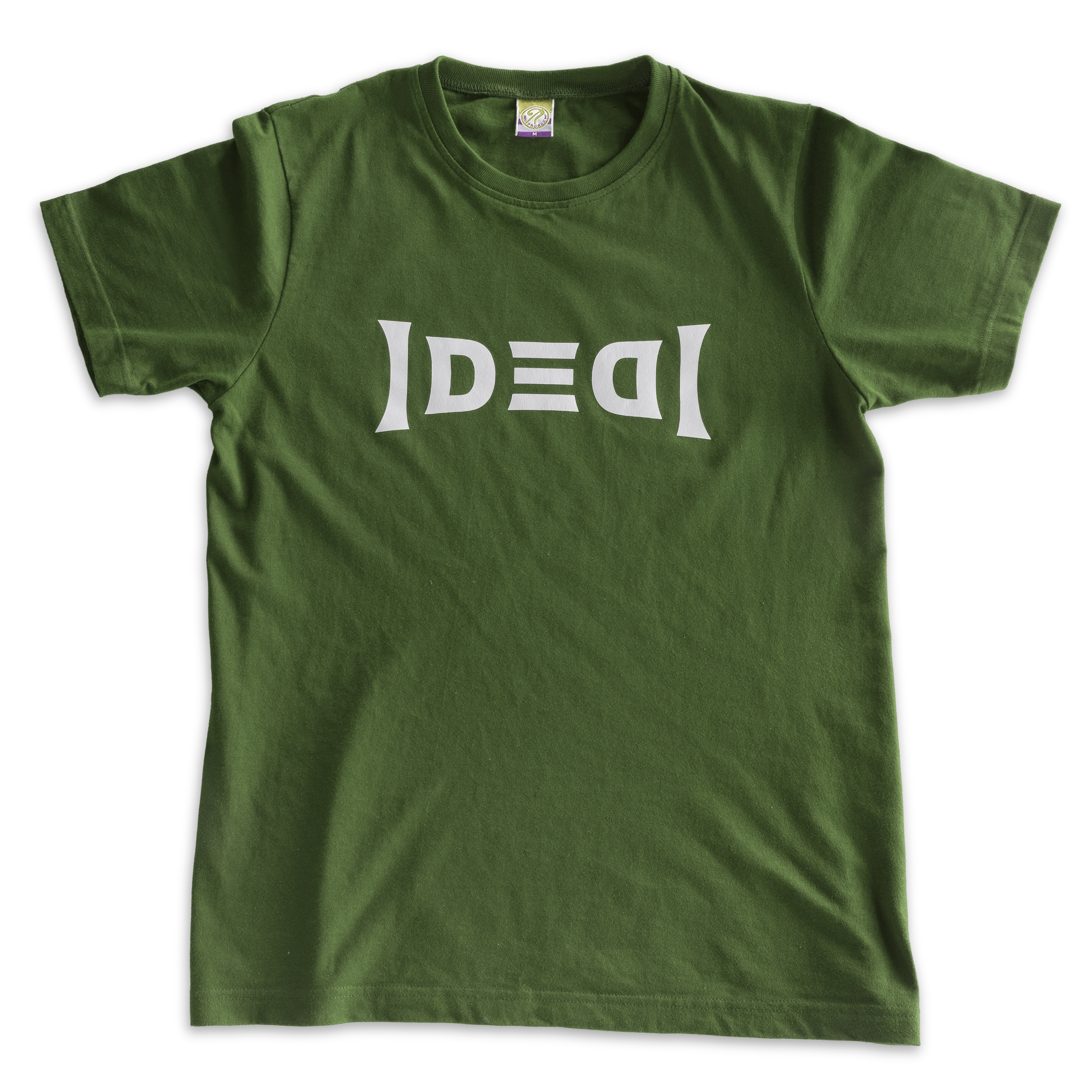
Ambigramme polysymétrique Idéal, imprimé sur un t-shirt.
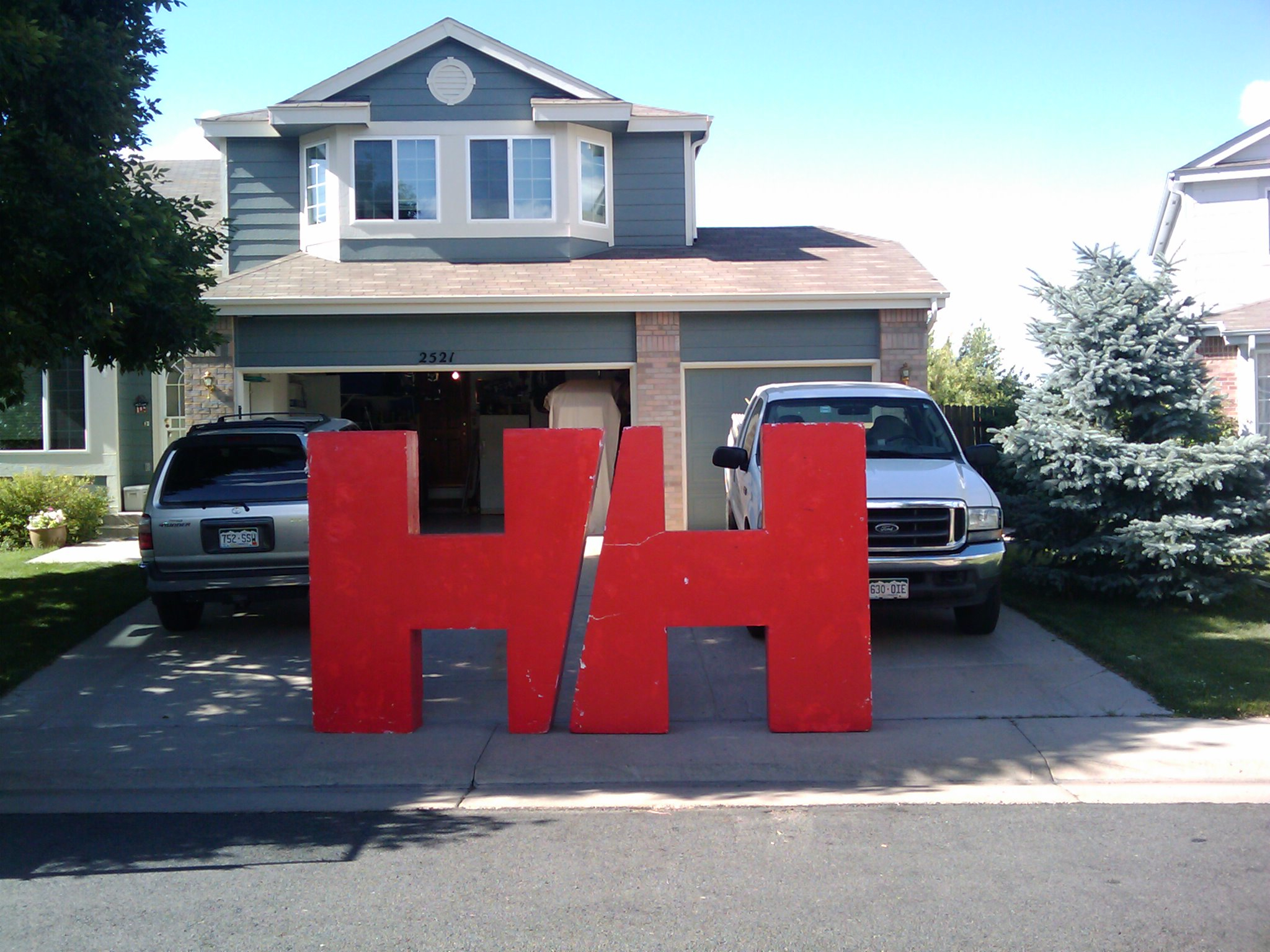
La marque de vêtement norvégienne Helly Hansen possède un logo ambigramme.

#### Accessoires

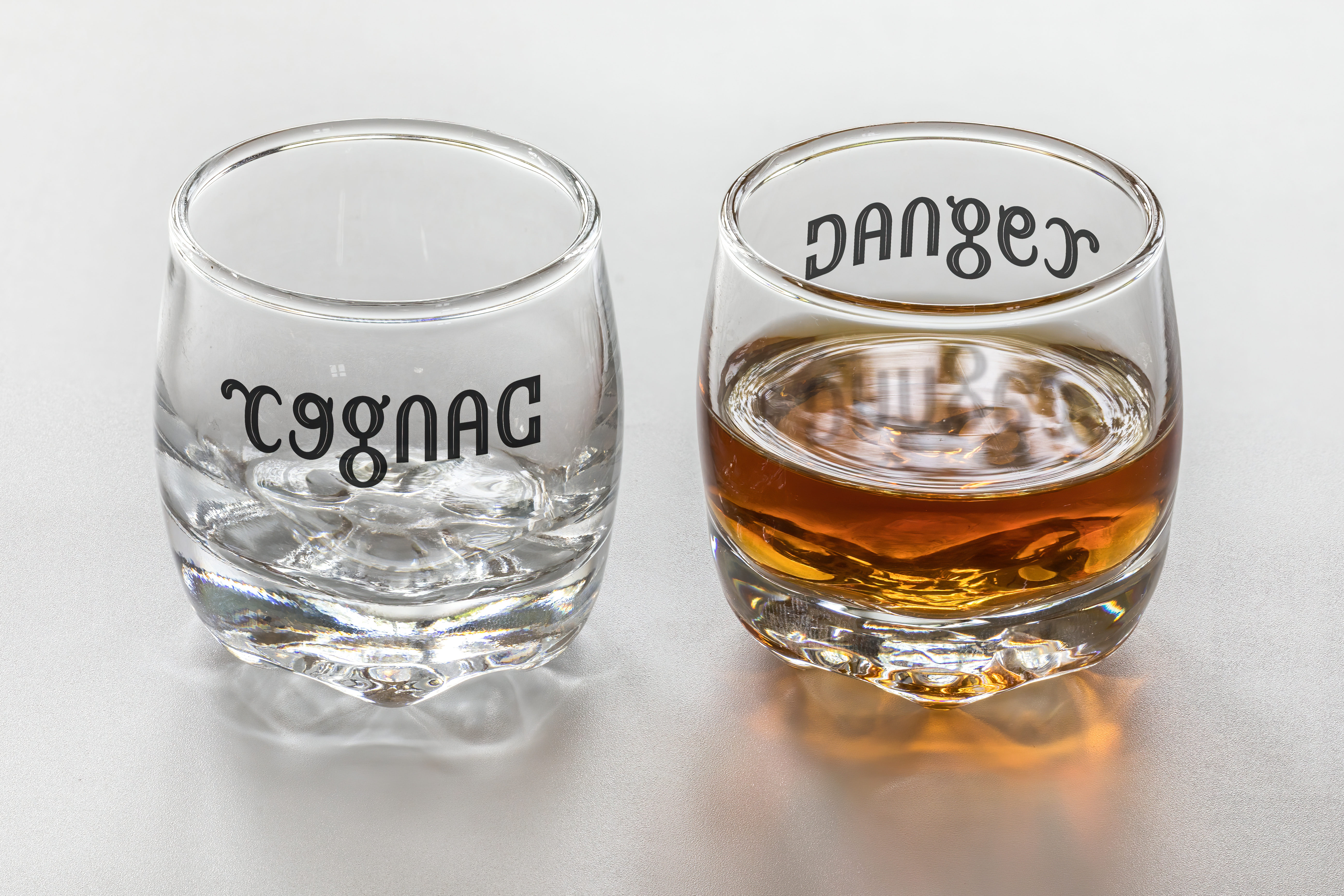
Ambigramme Cognac / Danger, imprimé sur un verre à shot (vide et plein, devant et derrière). Avertissement humoristique sur les effets de l'alcool sur la santé.

La pochette de l'album Funeral (en) du rappeur Lil Wayne, sorti en 2020, utilise une symétrie centrale pour fusionner le nom de l'album, lisible dans un sens, avec le nom du chanteur, de l'autre.
Paul McCartney sur la couverture de son album Chaos and Creation in the Backyard a son nom lisible à l'endroit comme à l'envers, dans une édition spéciale (CD avec DVD).
Dans certaines éditions, la pochette du DVD Princess Bride présente une image réversible associée à un ambigramme rotatif du titre, lisible à l'endroit comme à l'envers.
La couverture de l'album studio Create/Destroy/Create (en) du groupe de rock Goodnight, Sunrise (en) est une composition de deux mots ambigrammes invariants « Create » et « Destroy » (Créer et Détruire, en anglais), conçus par l'artiste polonais Daniel Dostal.
Le verre à shot réversible de Mark Simonson (en) contenant un message double et humoristique « Drink / Drunk » (Boire / Soûl, en anglais), a été fabriqué et commercialisé dans les années 2010,.
Parmi les autres produits adaptés au concept des ambigrammes, figurent les paillassons réversibles diffusant un message bidirectionnel, tel que « Home / Away » (Maison / Ailleurs, en anglais), ou « Go away / Come in » (Pars / Entre) ; les coques de téléphone personnalisées ; les porte-clés fantaisie ; les gourdes ; les frisbees, boomerangs ; également les snowboards, skateboards, planches de surf, et autres accessoires de sport rotatifs.
Le concept de pancarte réversible que certains commerçants utilisent à travers leurs vitrines pour indiquer que le magasin est tantôt « ouvert », tantôt « fermé », a été inauguré en français au début des années 2000, après une version préexistante anglaise « Open / Closed » de David Holst, par un ambigramme rotationnel élaboré par l'astrophysicien Gilles Esposito-Farèse, publié dans Pour La Science.

## Graphisme
Différents artistes, parfois appelés ambigrammistes,, peuvent créer des ambigrammes très distinctifs à partir des mêmes mots, différant à la fois par le style et par la forme.

### Conception

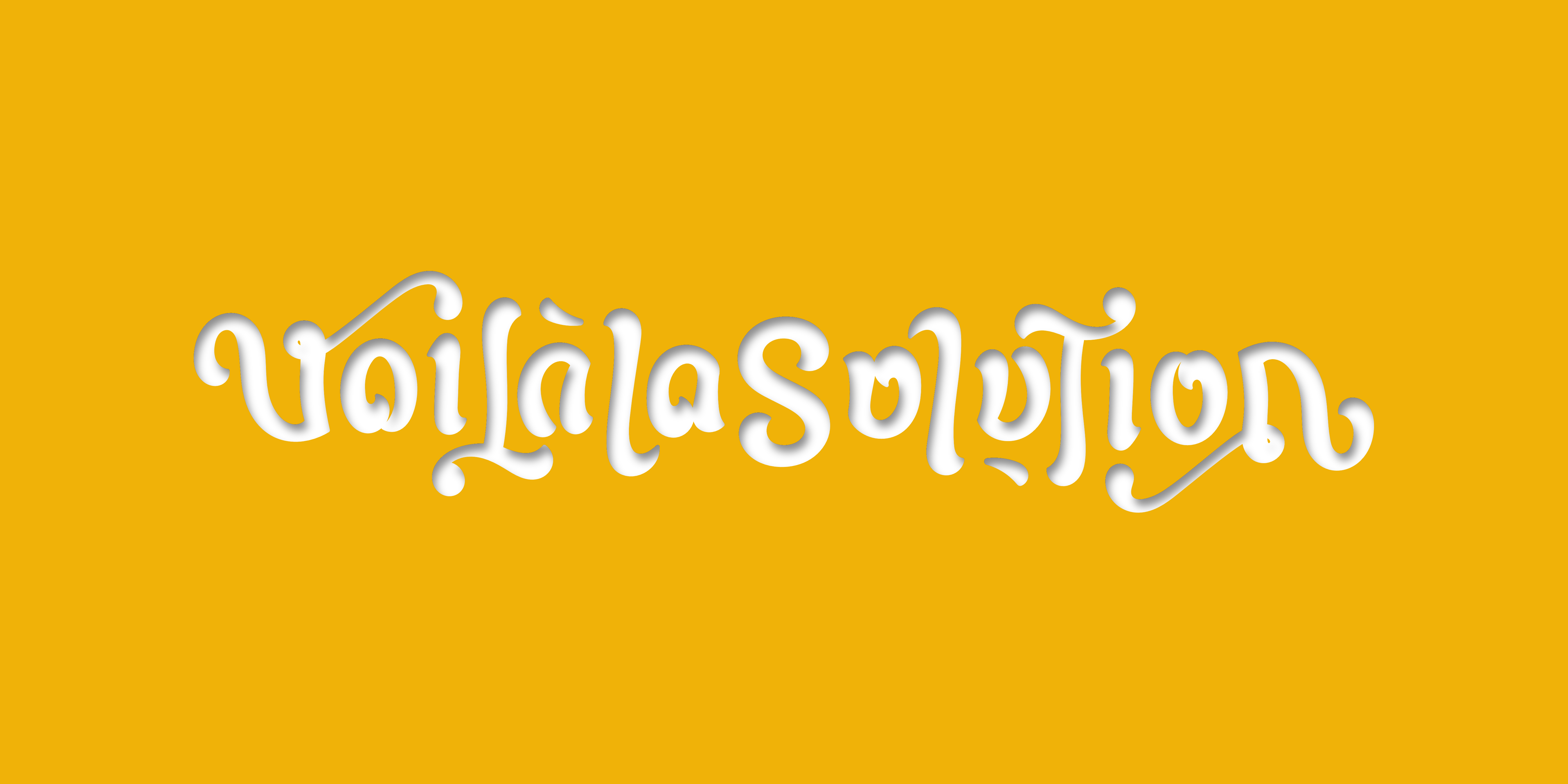
Voilà la solution, ambigramme pivotant.

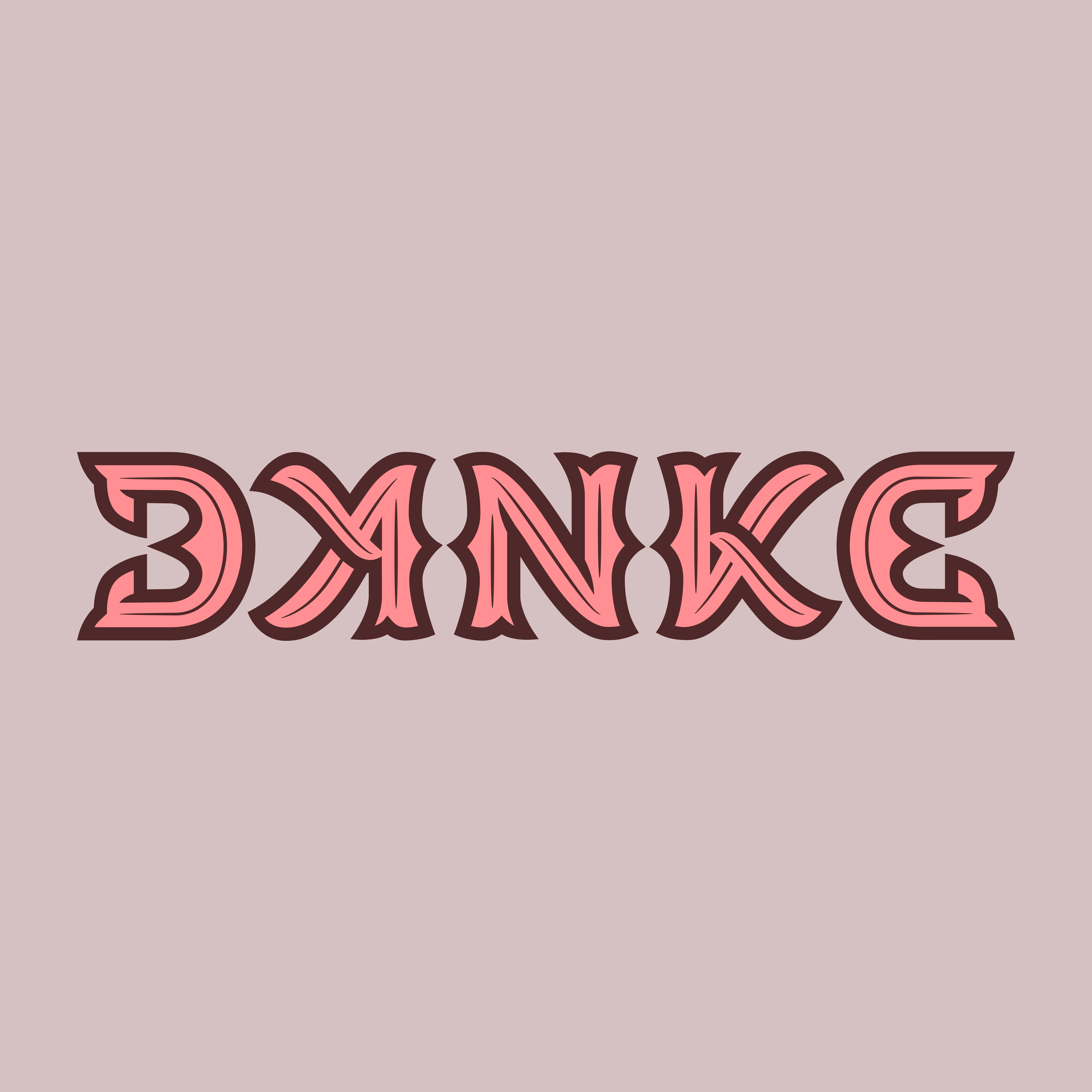
Danke (merci, en allemand), lettrage où les crêtes de la ligne médiane servent à générer un E depuis la lettre D.

La qualité d'un ambigramme tient à sa lisibilité dans les deux sens, à son graphisme (calligraphie, typographie), et à la manière dont les éléments nécessaires à la lecture dans un sens (accents, signes diacritiques, ligatures et enjolivures) s'intègrent à l'ensemble et ne perturbent pas la lecture dans l'autre sens.
L'art des ambigrammes repose sur trois critères : d'abord le choix des mots avec la pertinence des significations, ensuite la cohérence dans l'association des caractères pour les combinaisons potentielles, enfin la réalisation proprement dite, c'est-à-dire l'élégance du dessin, la pureté du tracé et surtout la lisibilité.
L'exercice d'élaboration d'un ambigramme est réputé assez difficile, pourtant il existe une multitude de styles valables pour un même mot, qui varient d'un artiste à l'autre.
Avant d'être dessiné, un ambigramme peut être envisagé sous la forme d'un problème à résoudre. Des astuces existent que les érudits connaissent ou inventent, et une certaine expérience entre aussi en ligne de compte. Dans l'art des ambigrammes, plus un mot intrigue, plus il séduit et, réciproquement, un mot décrypté avec une apparence particulière est jugé sur le plan esthétique.
Pour l'artiste, il ne suffit pas d'intégrer au dessin des ornements et diverses enluminures pour rendre son sujet captivant ; la difficulté consiste surtout à révéler des courbes harmonieuses à travers la structure des lettres, des indices utiles au décryptage, enfin une combinaison graphique cohérente pour l'ensemble.

### Générateurs d'ambigrammes
Des méthodes informatisées pour créer automatiquement des ambigrammes ont été développées. La plupart d'entre elles fonctionnent sur le principe simplifié du mappage d'une lettre en une autre. En raison de cette limitation, la majorité de ces programmes ne peuvent lier un mot qu'à lui-même, ou à un autre mot de la même longueur. Ainsi, les ambigrammes générés sont en général de piètre qualité par rapport aux ambigrammes réalisés à la main. Cependant, des techniques plus sophistiquées utilisent des bases de données de milliers de courbes pour créer des ambigrammes complexes.
Certains générateurs d'ambigrammes sont gratuits, tandis que d'autres sont payants.

### Artistes ambigrammistes

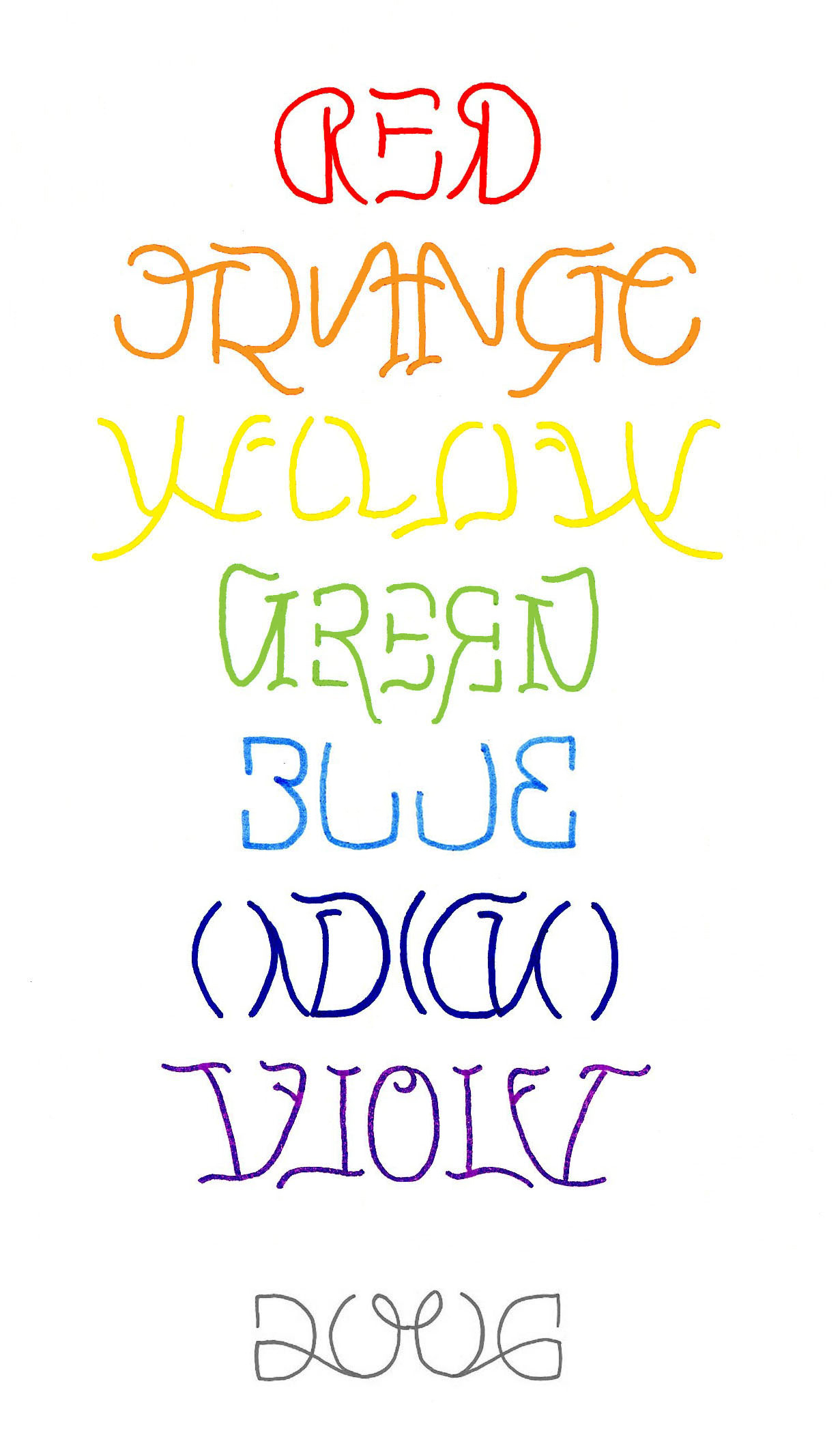
Ambigrammes miroirs avec les sept couleurs de l'arc-en-ciel. La signature est un ambigramme complexe combinant par décalage perceptuel l'année 2006 et le surnom Doug (pour Douglas).

Douglas Hofstadter, en tant qu'inventeur du mot ambigramme, est certainement le mieux placé pour comprendre son propre concept.
Et, pour expliquer visuellement les divers types d'ambigrammes envisageables, Hofstadter a créé de nombreux dessins avec différentes contraintes et symétries. Innovantes et pédagogiques, les œuvres du cogniticien ont été plusieurs fois exposées dans diverses galeries universitaires,.
Selon Scott Kim, Hofstadter a créé une série de 50 ambigrammes associés aux noms des 50 États des États-Unis.
En 1987, un livre de 200 de ses dessins, accompagné d'un long dialogue avec son alter ego Egbert G. Gebstadter au sujet des ambigrammes et de la créativité, a été publié en Italie,.
John Langdon (en) est un artiste, graphiste et peintre autodidacte, qui a commencé à concevoir des ambigrammes à la fin des années 1960 et au début des années 1970. Spécialiste du lettrage, il est professeur de typographie et d'identité visuelle à l'Université Drexel de Philadelphie. Son livre d'ambigrammes, Wordplay (traduit sous le nom Ambigrammes en français), a été publié en 1992, et contient environ 60 illustrations. Chaque design est accompagné d'un court texte qui explore la définition du mot, son étymologie, sa relation avec la philosophie et la science, et son utilisation dans la vie quotidienne.
Les Ambigrammes sont devenus particulièrement populaires à la suite de l'incorporation par l'auteur Dan Brown des créations de John Langdon dans l'intrigue de son best-seller Anges et Démons,.
Langdon a également produit l'ambigramme utilisé pour certaines versions de la couverture du livre.
Scott Kim est aussi l'un des virtuoses les plus célèbres de l'art des ambigrammes. Concepteur de puzzles et artiste américain, il a publié en 1981 un livre intitulé Inversions avec des ambigrammes de divers types, très ingénieux et innovants,.